# Arrodillado

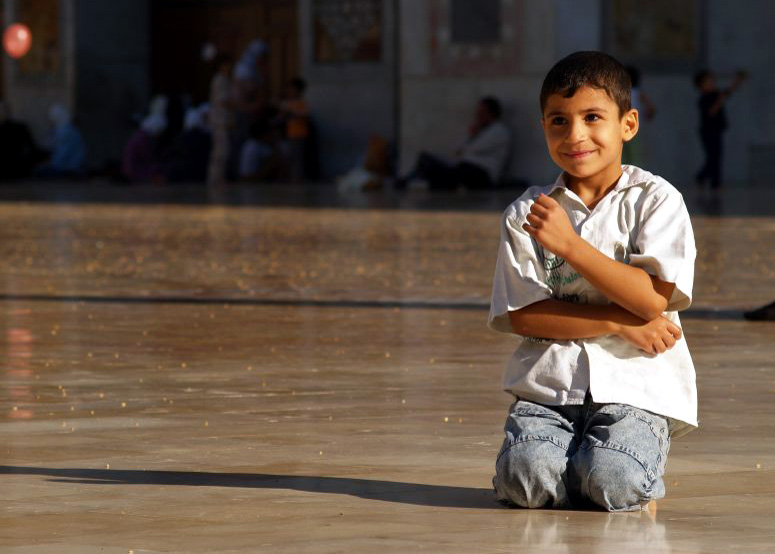
Niño arrodillado.

Arrodillado es una postura humana básica en la que una o ambas rodillas tocan el suelo, posicionando el cuerpo de modo que descanse sobre ellas. Arrodillarse con una sola rodilla se denomina genuflexión (aunque según el DRAE ambos términos son equivalentes). La postura "en cuclillas" es un arrodillamiento incompleto en el que las rodillas no tocan el suelo. El DRAE considera que expresiones como hincar la rodilla, hinojarse o hincarse de hinojos son sinónimas a arrodillarse.
Es una forma de humillación (palabra que, como "humildad", significa etimológicamente "acercarse al suelo" -humus-) que se utiliza en muy distintos contextos: para la contención de prisioneros, para la oración y el culto religioso, como señal de respeto protocolario, en ceremonias como el homenaje feudal, el matrimonio o la pedida de mano, para expresar sentimientos intensos como el enamoramiento, el duelo o para pedir perdón, como práctica de penitencia, en castigos infantiles, (de forma opuesta, para ponerse a la altura de los niños al dirigirse a ellos), en algunos trabajos relativamente penosos o en determinadas situaciones de la milicia o del deporte.

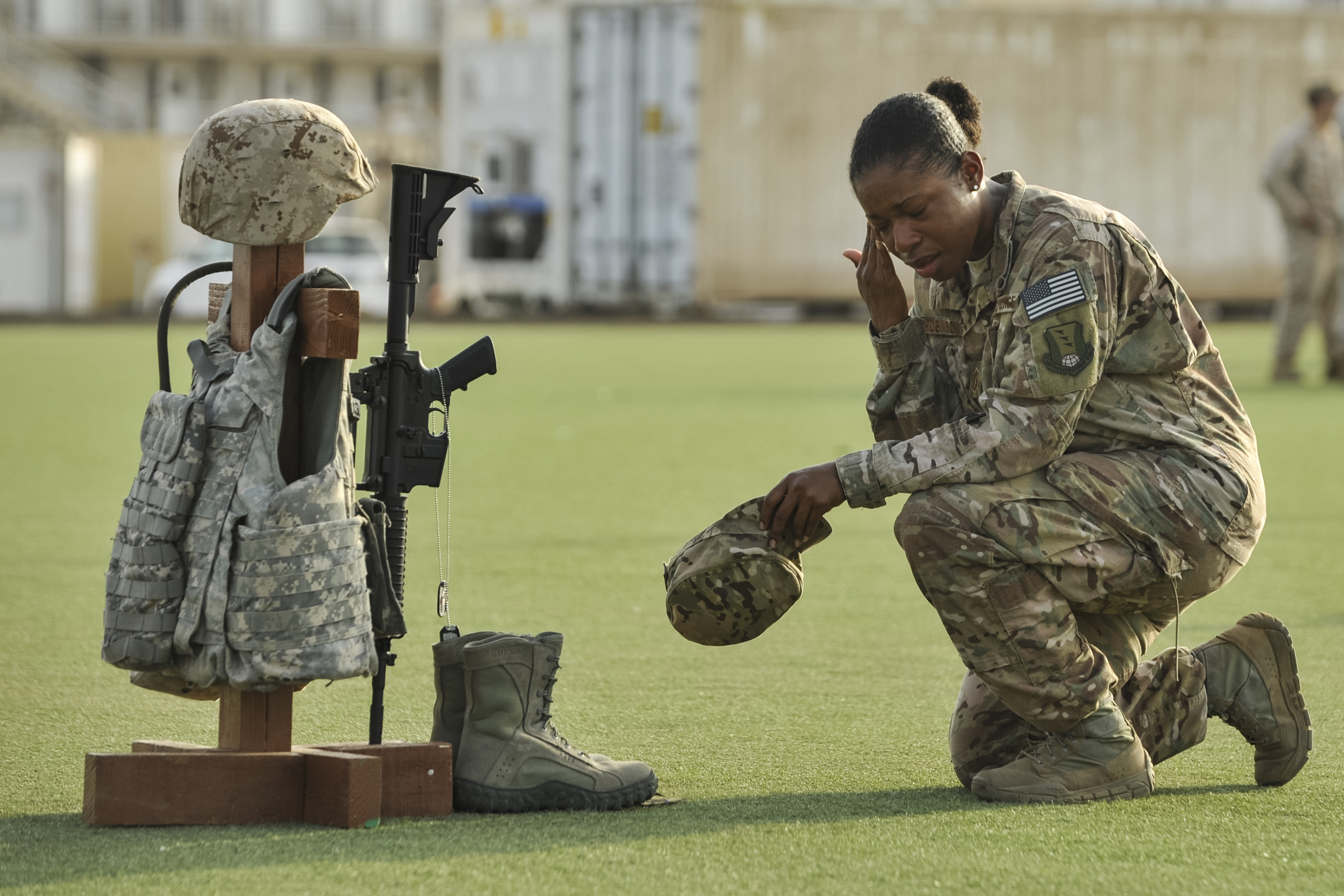
Una soldado estadounidense se arrodilla como señal de duelo ante una cruz del campo de batalla (battlefield cross).]]
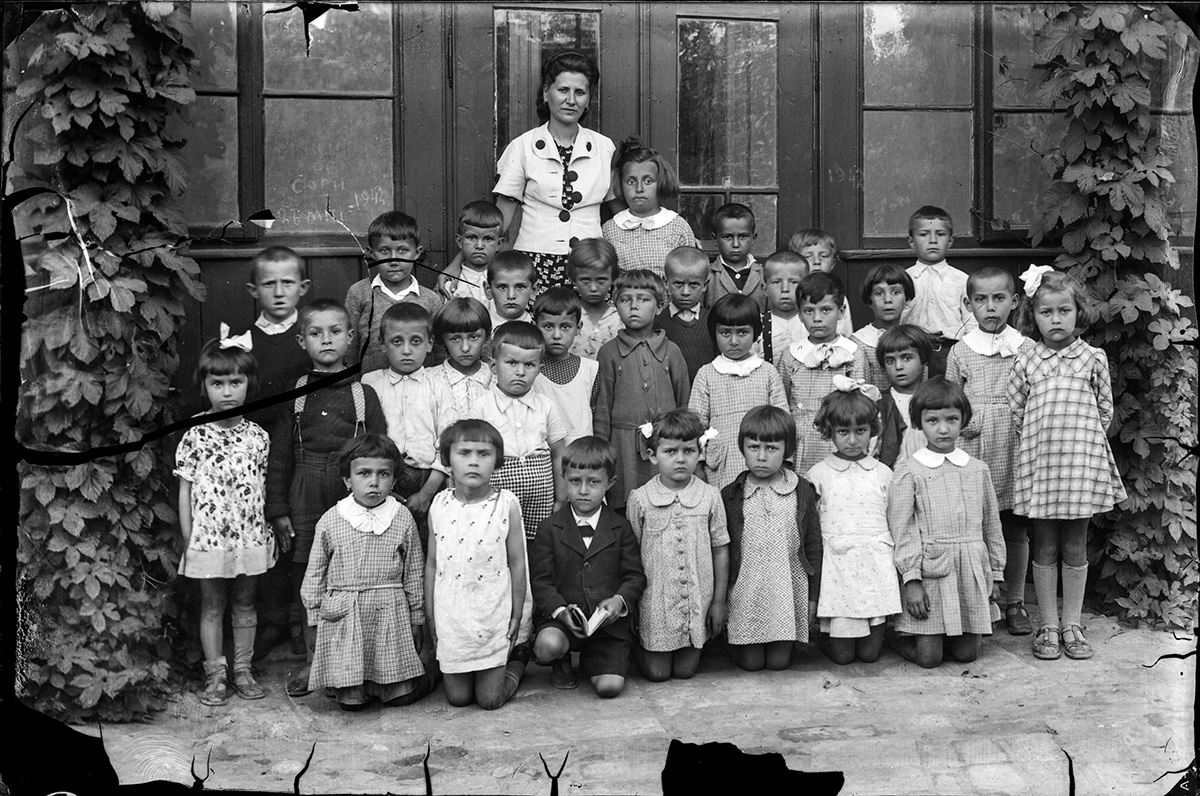
Grupo de escolares rumanos en 1942. Los de la primera fila se arrodillan para permitir que los demás salgan en la fotografía.
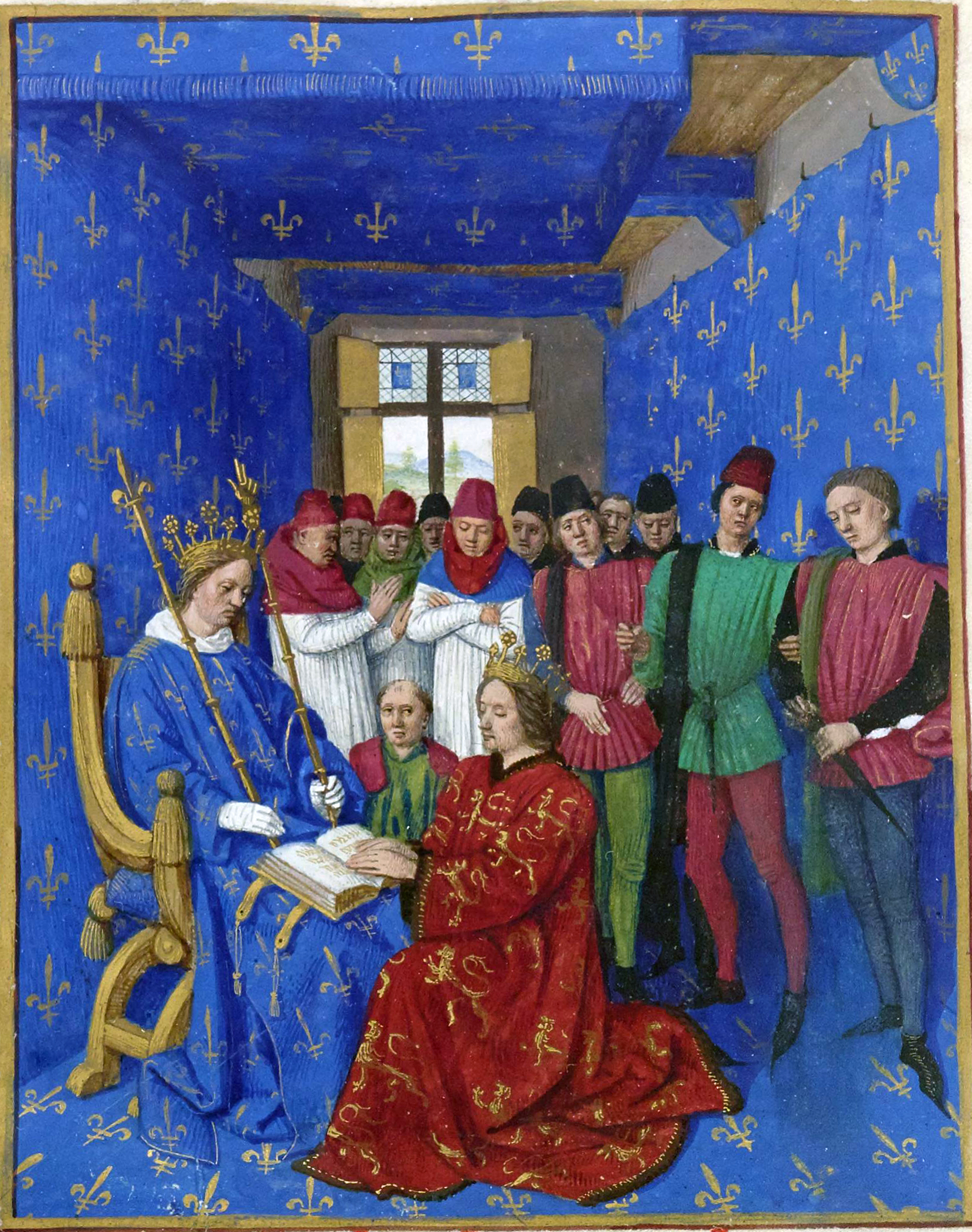
Homenaje de Eduardo I de Inglaterra a Felipe IV de Francia en 1286 (representado en Las Grandes Crónicas de Francia de Jean Fouquet, ca. 1460).
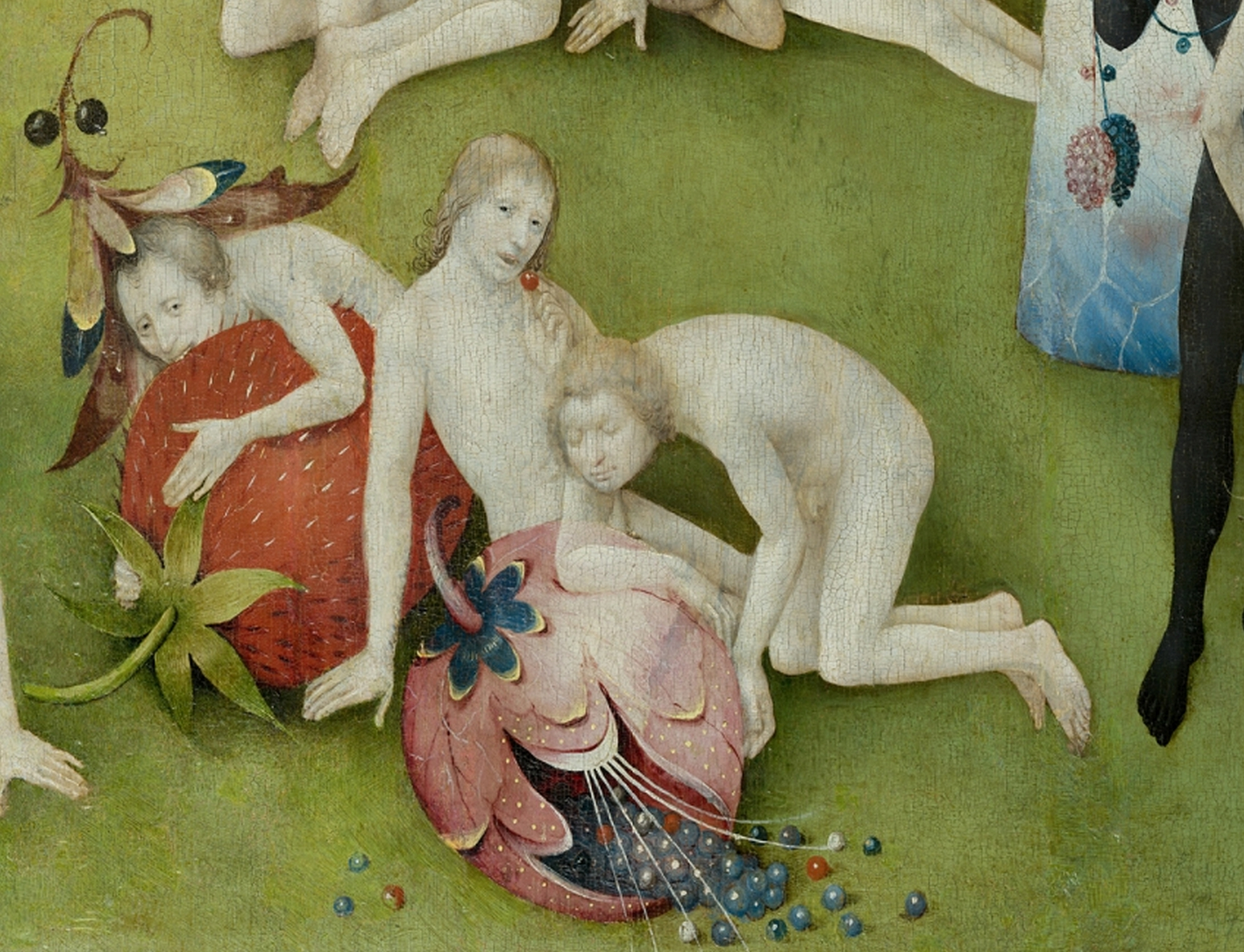
Detalle de El jardín de las delicias, de El Bosco, ca. 1500-1505.
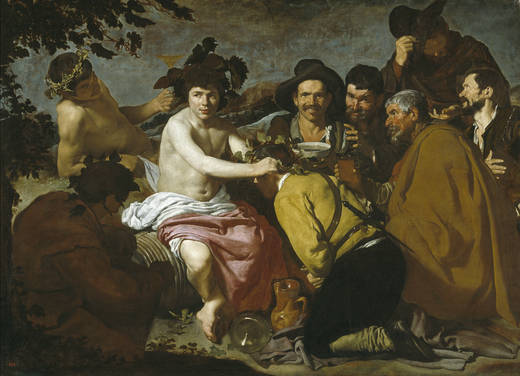
Los borrachos, de Velázquez, 1629.

## Etología
Entre los primates arrodillarse es un comportamiento utilizado para demostrar deferencia o sumisión, haciendo que el individuo que se pone de rodillas aparezca más pequeño que otro, ocupando un plano inferior. Es una de las maneras de establecer una prelación o jerarquía de dominancia, lo que es importante para el establecimiento y mantenimiento del orden social en el grupo y, en definitiva, para su supervivencia. Así, por ejemplo, en los complejos grupos sociales de los chimpancés los machos y hembras juveniles o no dominantes se someten al macho dominante y hembra dominante. Los machos que desafían la jerarquía se enfrentan físicamente al macho dominante y pueden ser gravemente heridos o incluso muertos; para evitar lo cual el comportamiento sumiso, que produce apaciguamiento del vencedor, es necesario para la supervivencia.

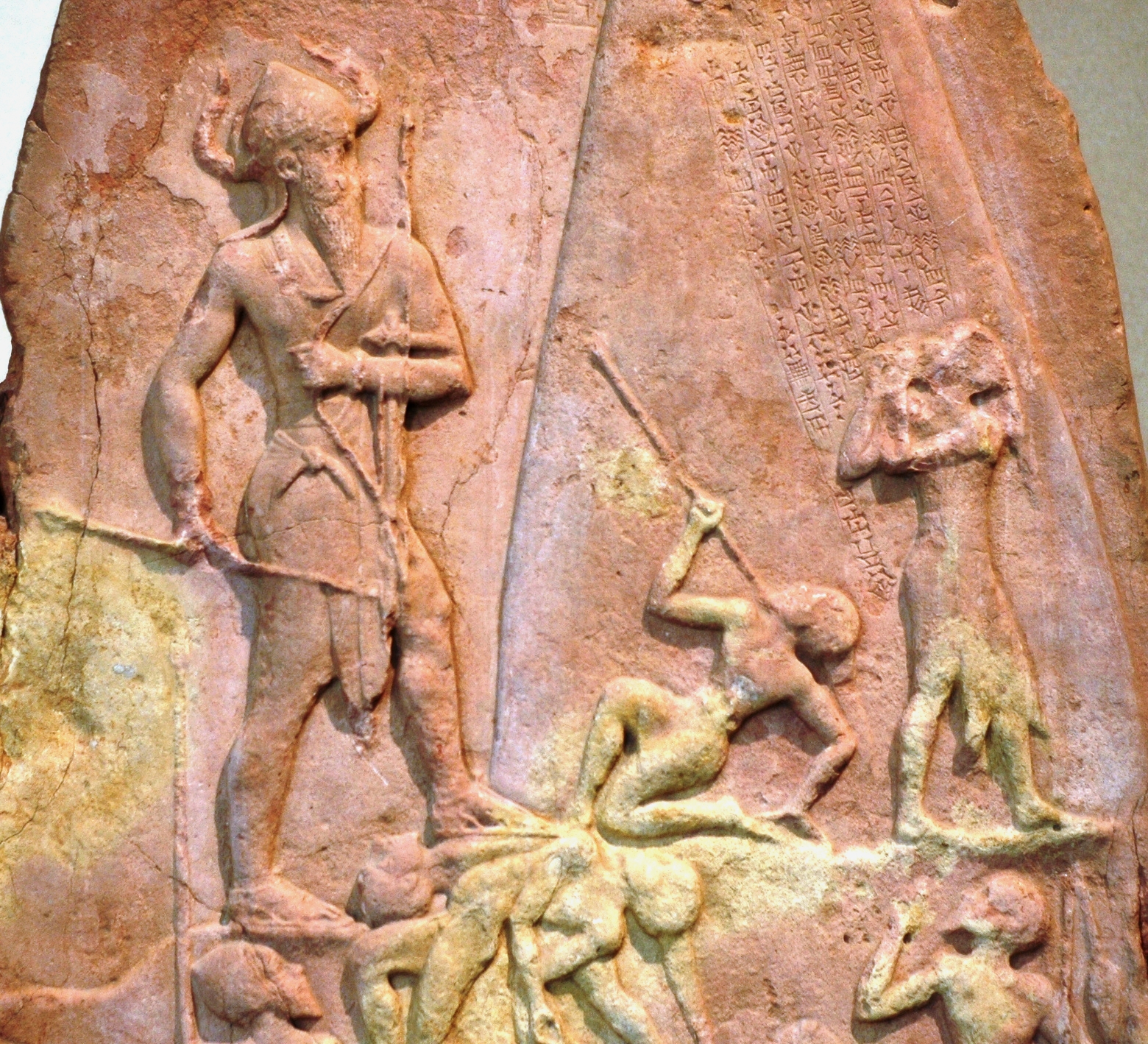
Detalle de la Estela de Naram-Sin. Un guerrero herido se arrodilla.
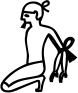
Jeroglífico egipcio que representa a un prisionero.
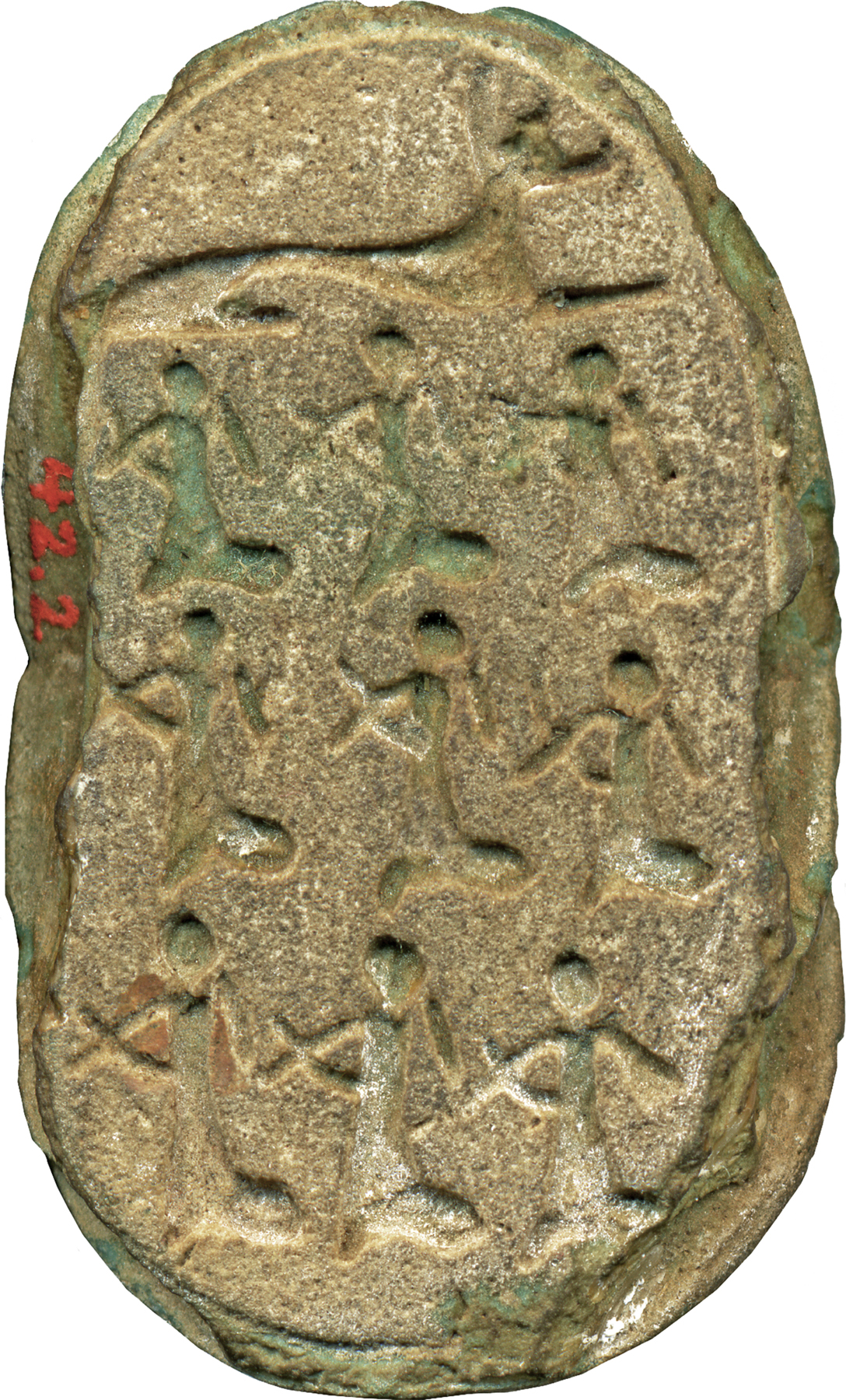
Escarabeo que representa "Los Nueve Arcos", enemigos tradicionales de Egipto, como personajes arrodillados.
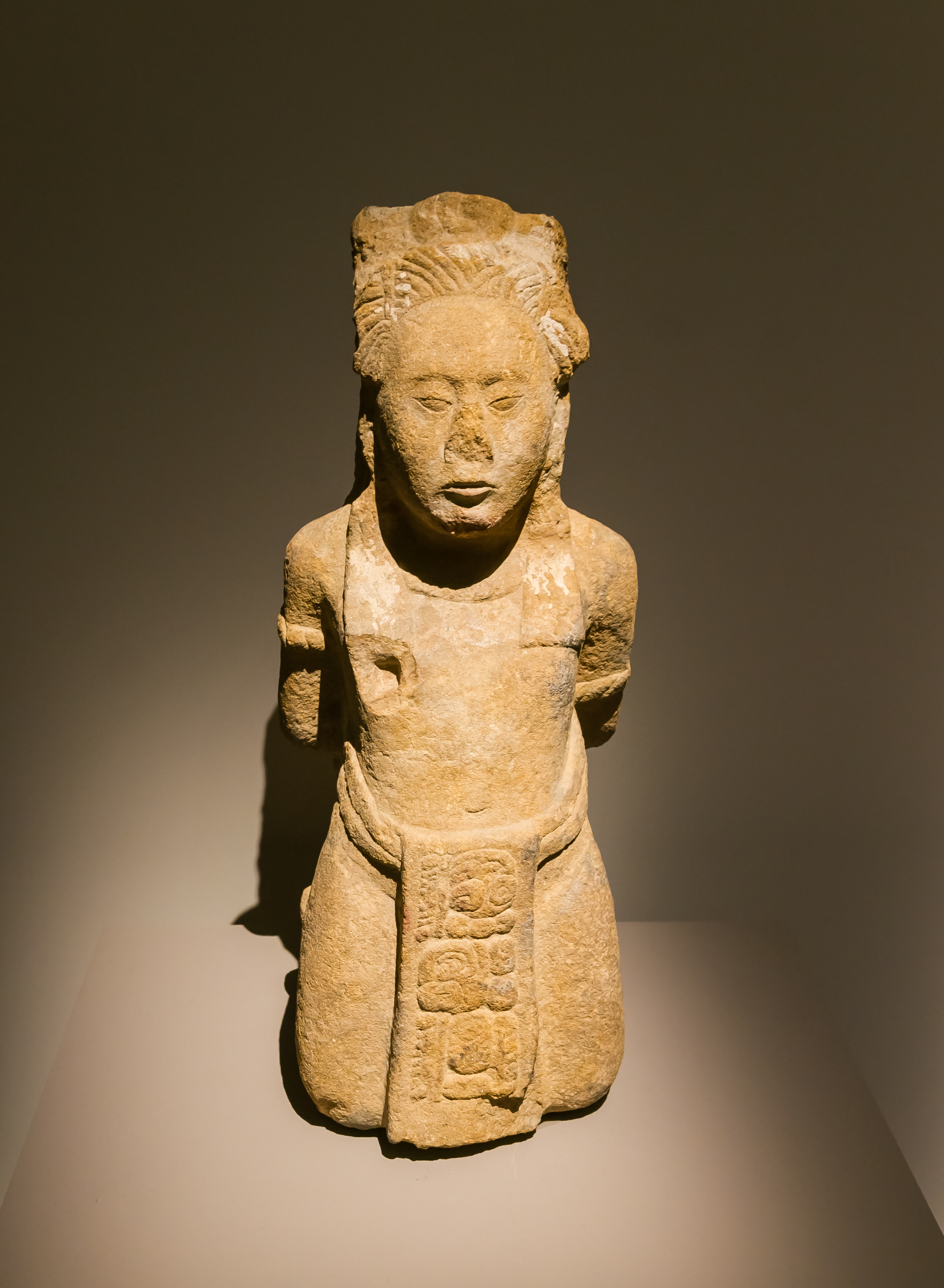
Posición sometida de un prisionero maya. Toniná, Chiapas, época clásica reciente, siglos VII-IX.
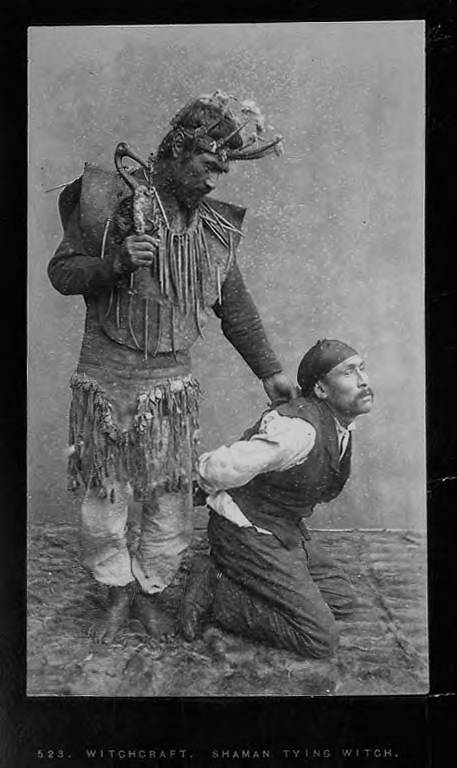
Práctica chamánica en Alaska, ca. 1886-1890.

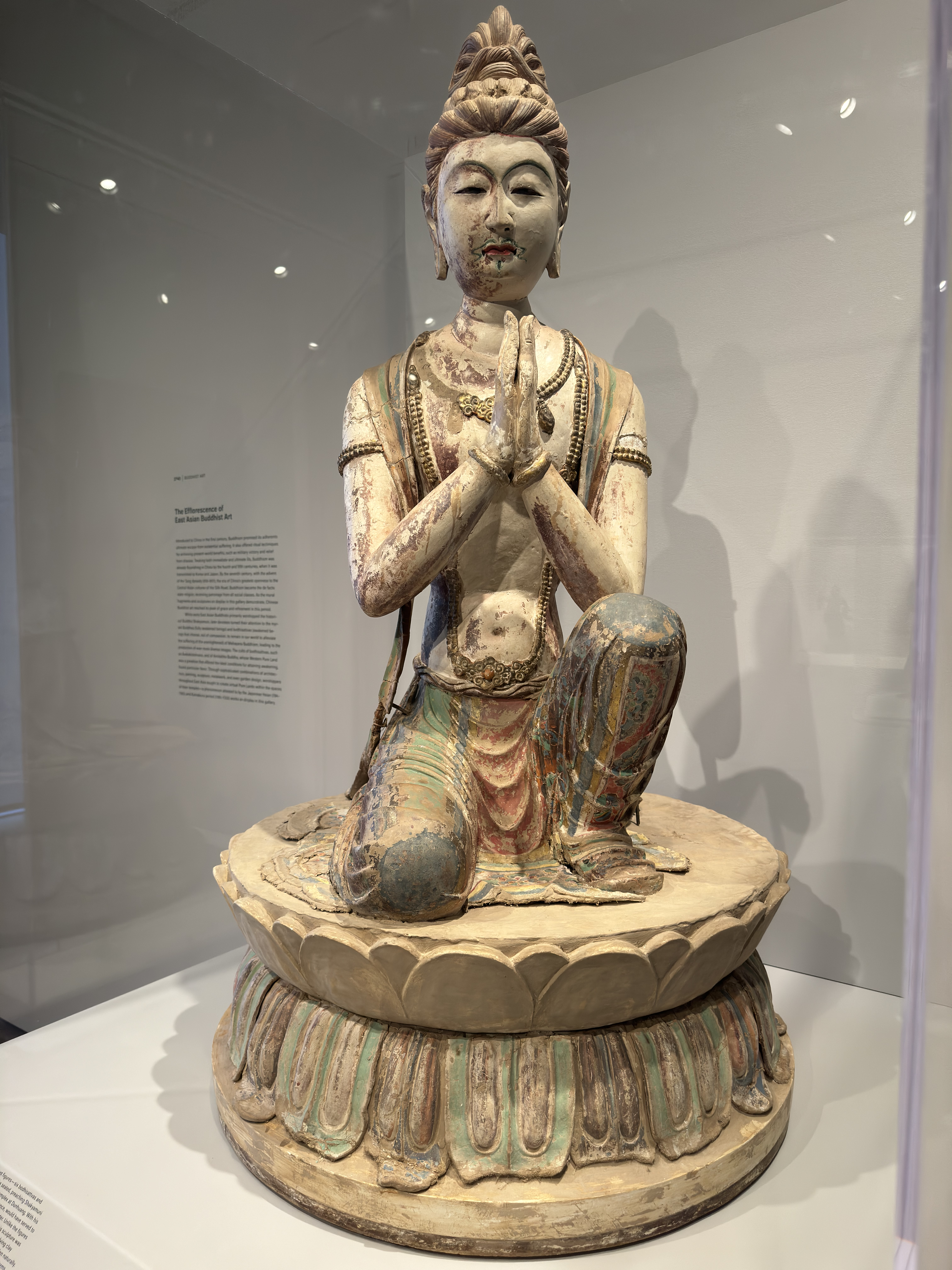
Bodhisattva arrodillado de las cuevas de Mogao,.

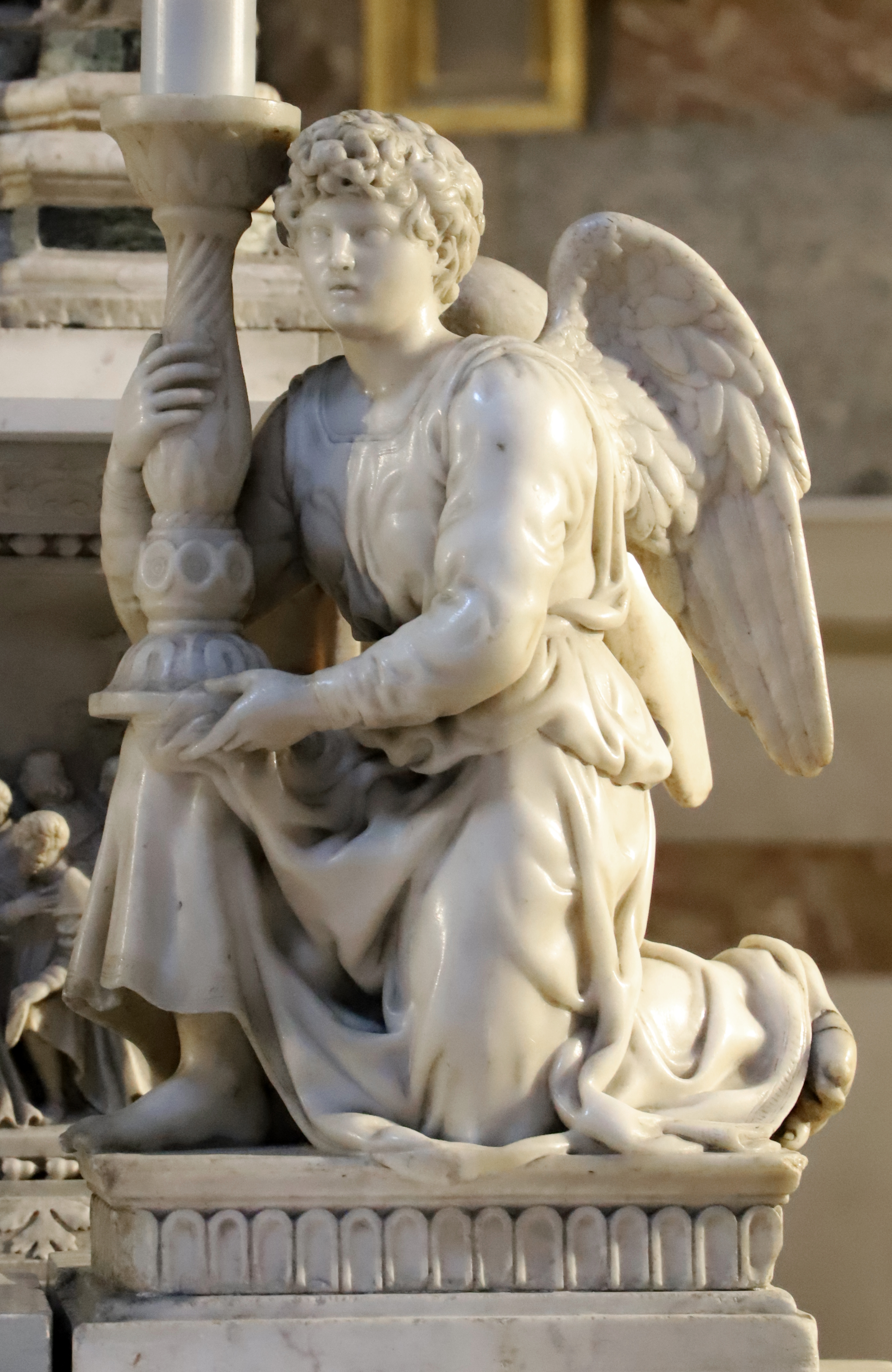
Angel portando un candelabro, de Miguel Ángel, 1494.

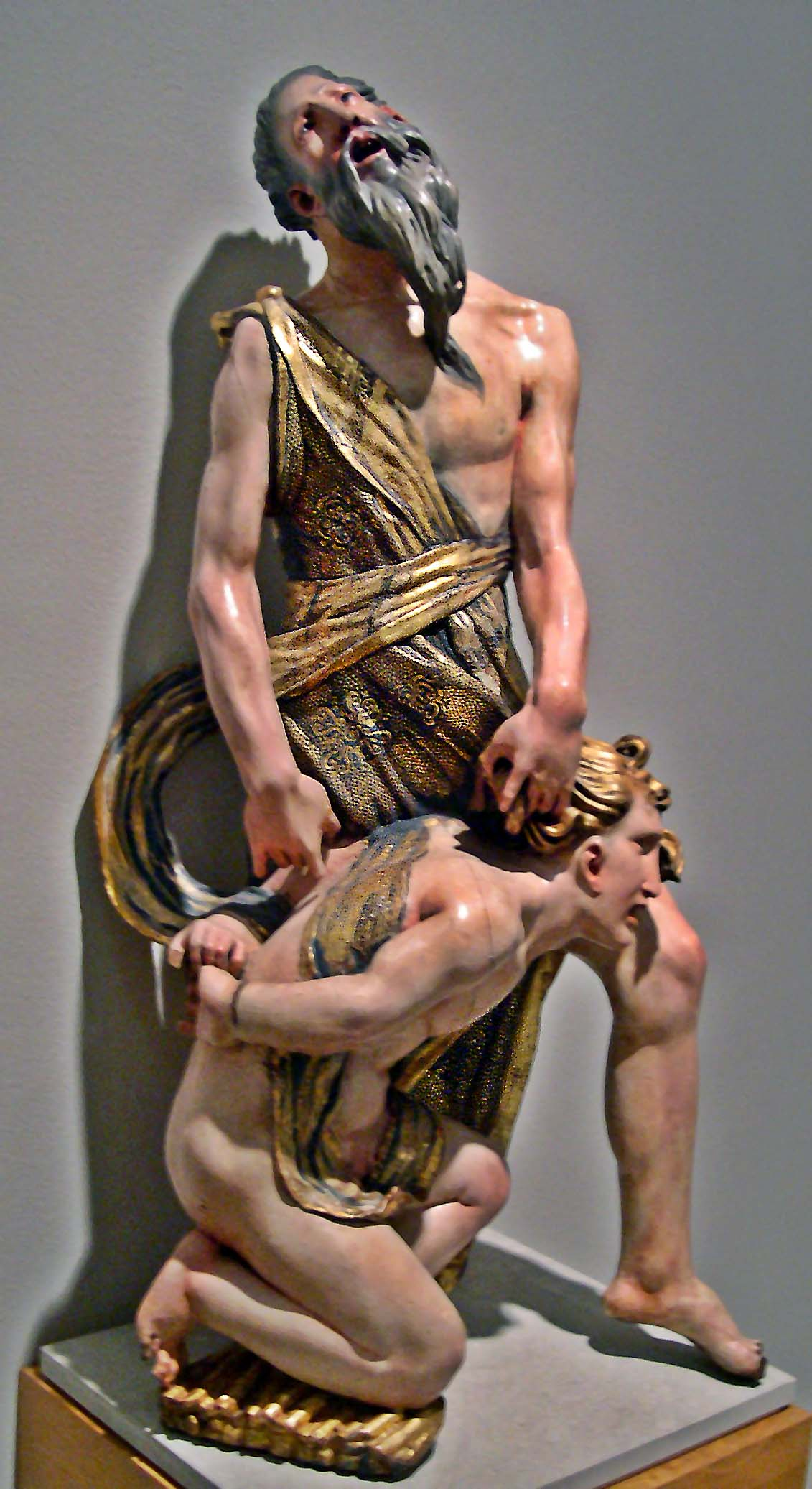
Sacrificio de Isaac, de Alonso Berruguete, 1527-1532.

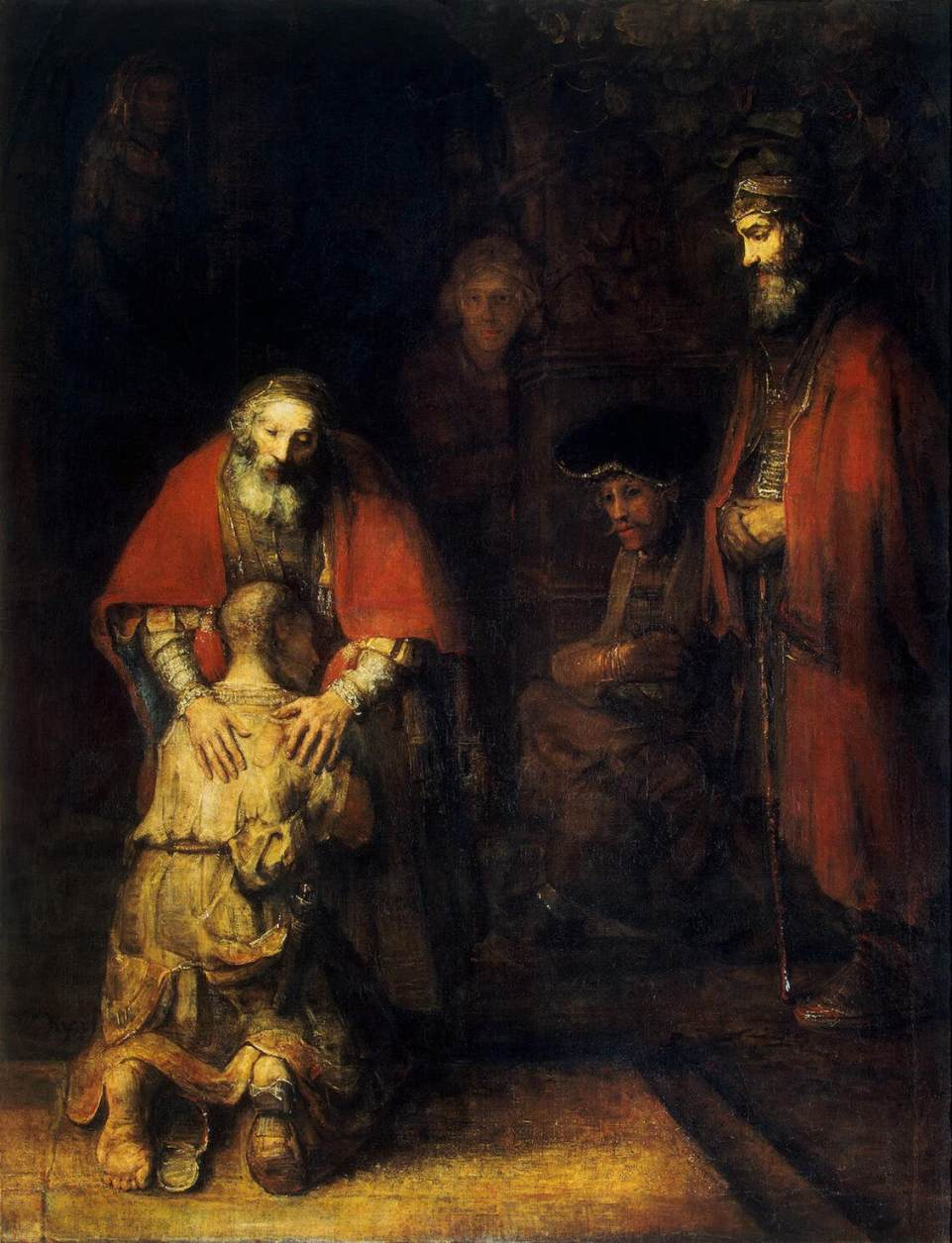
La vuelta del hijo pródigo, de Rembrandt, ca. 1668.

## Religión
Los humanos tienen heredado el comportamiento sumiso, y el arrodillamiento es prevalente en la práctica religiosa. Se usa como forma de rezo y de culto y reverencia a entidades sobrenaturales o deidades. La Enciclopedia Británica define el propósito del arrodillamiento como situar las rodillas hacia "el reino del inframundo", mientras que el propósito de alzar las manos en posición orante es situarlas hacia "el reino de los dioses celestiales". La postura de rodillas tiene distintas formas y estilos en las distintas culturas e instituciones que la adoptan.

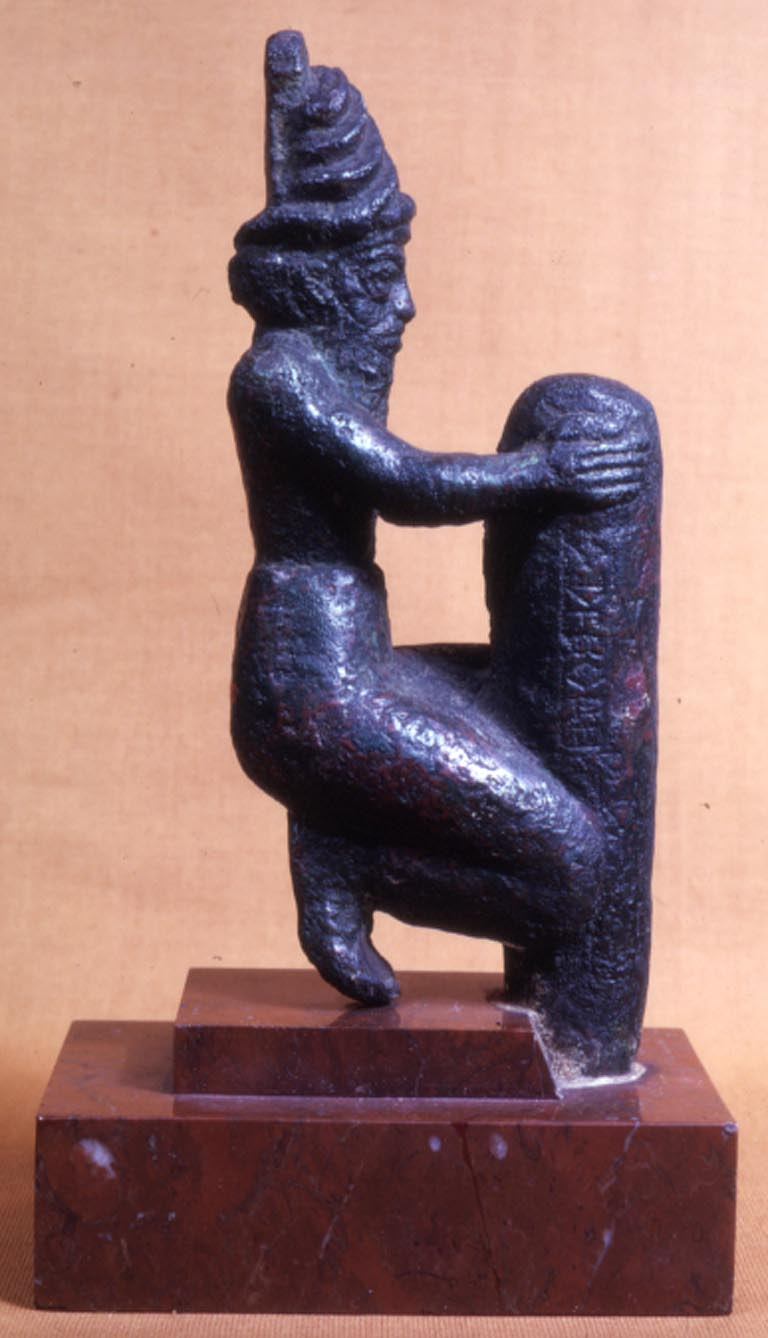
Deidad arrodillada en un clavo de fundación. Periodo de Gudea (Sumeria).
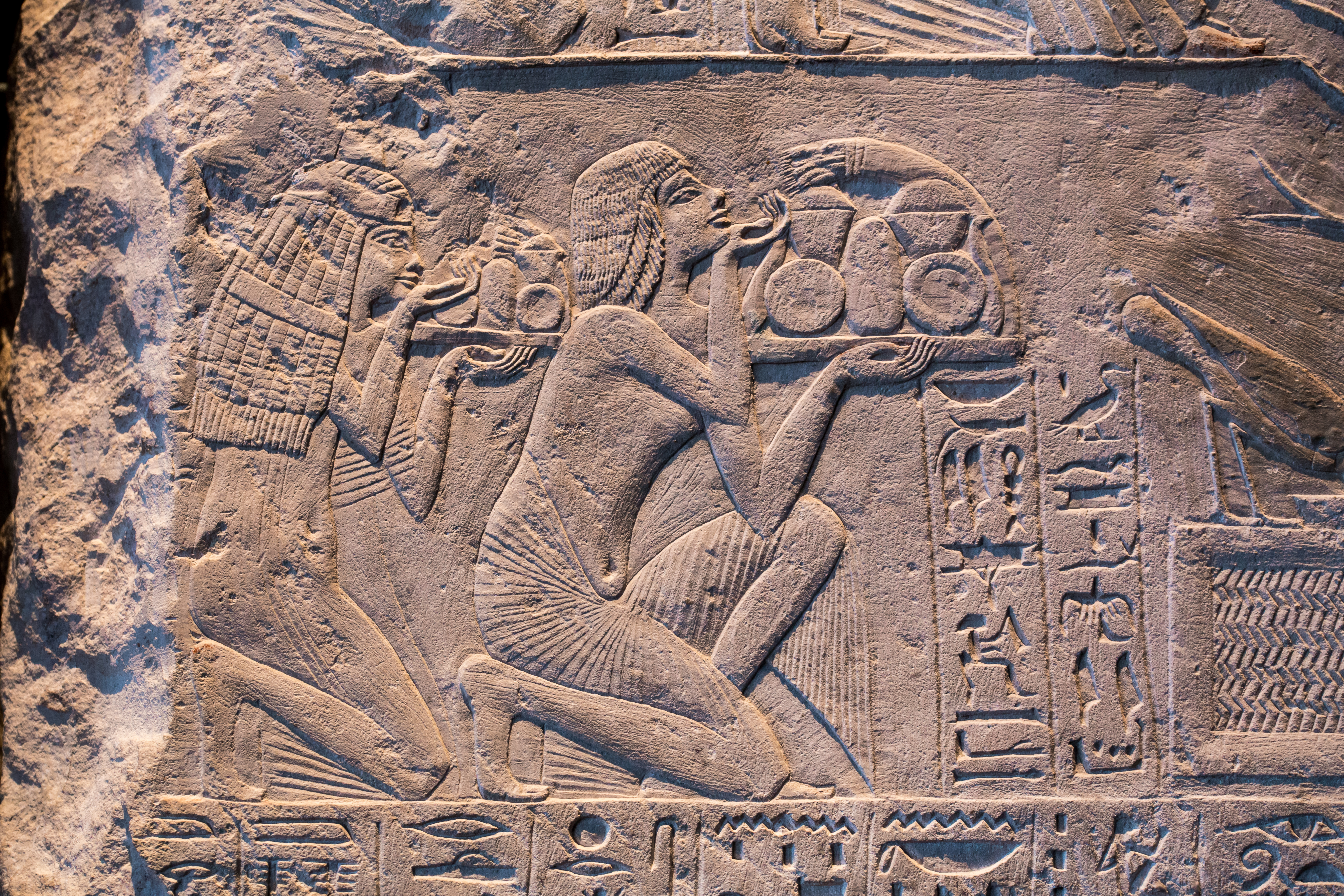
Relieves de una tumba egipcia, ca. 1330-1300 a. C.
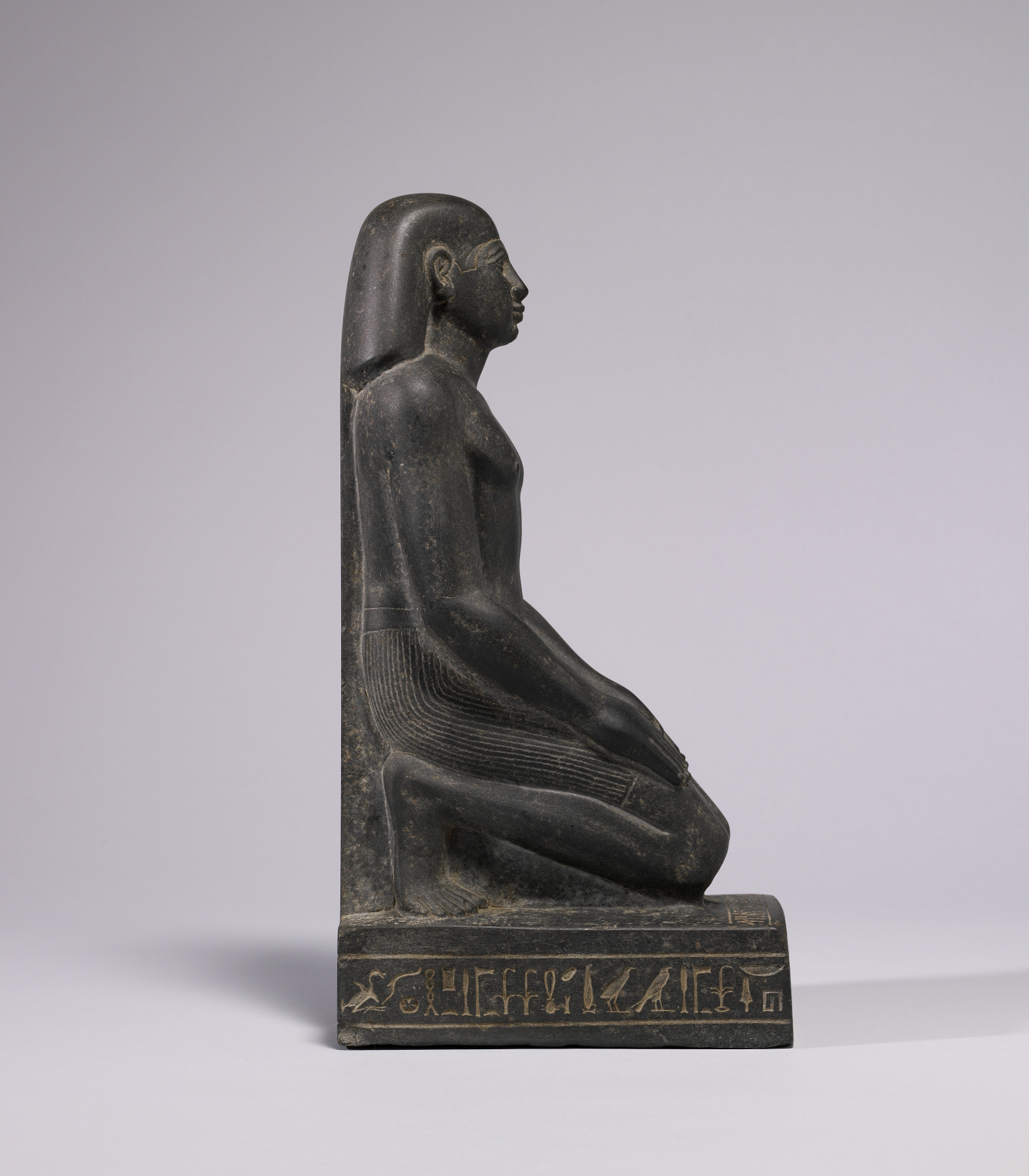
Estatuilla de templo egipcio. Siglo VII a. C.
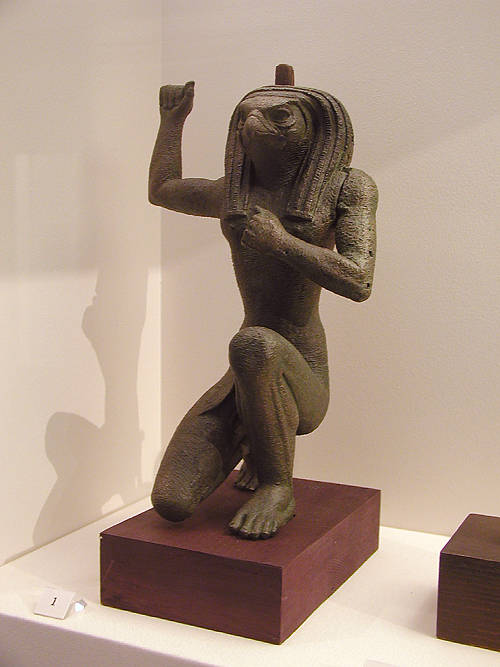
Almas de Pe y Nejen, seguidores de Horus, representando una danza ritual. Periodo egipcio tardío (después del 600 a. C.)
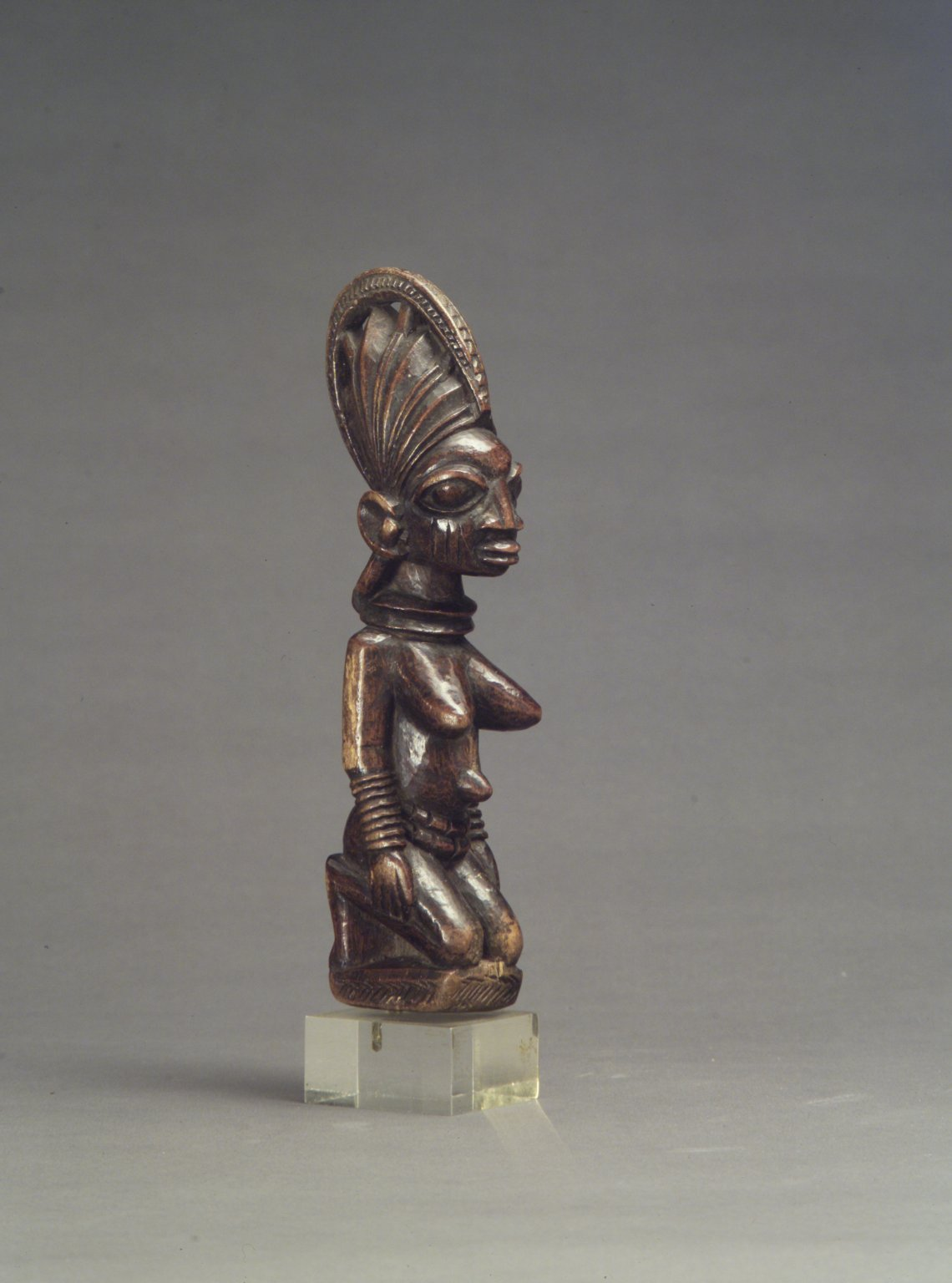
Figurilla yoruba.
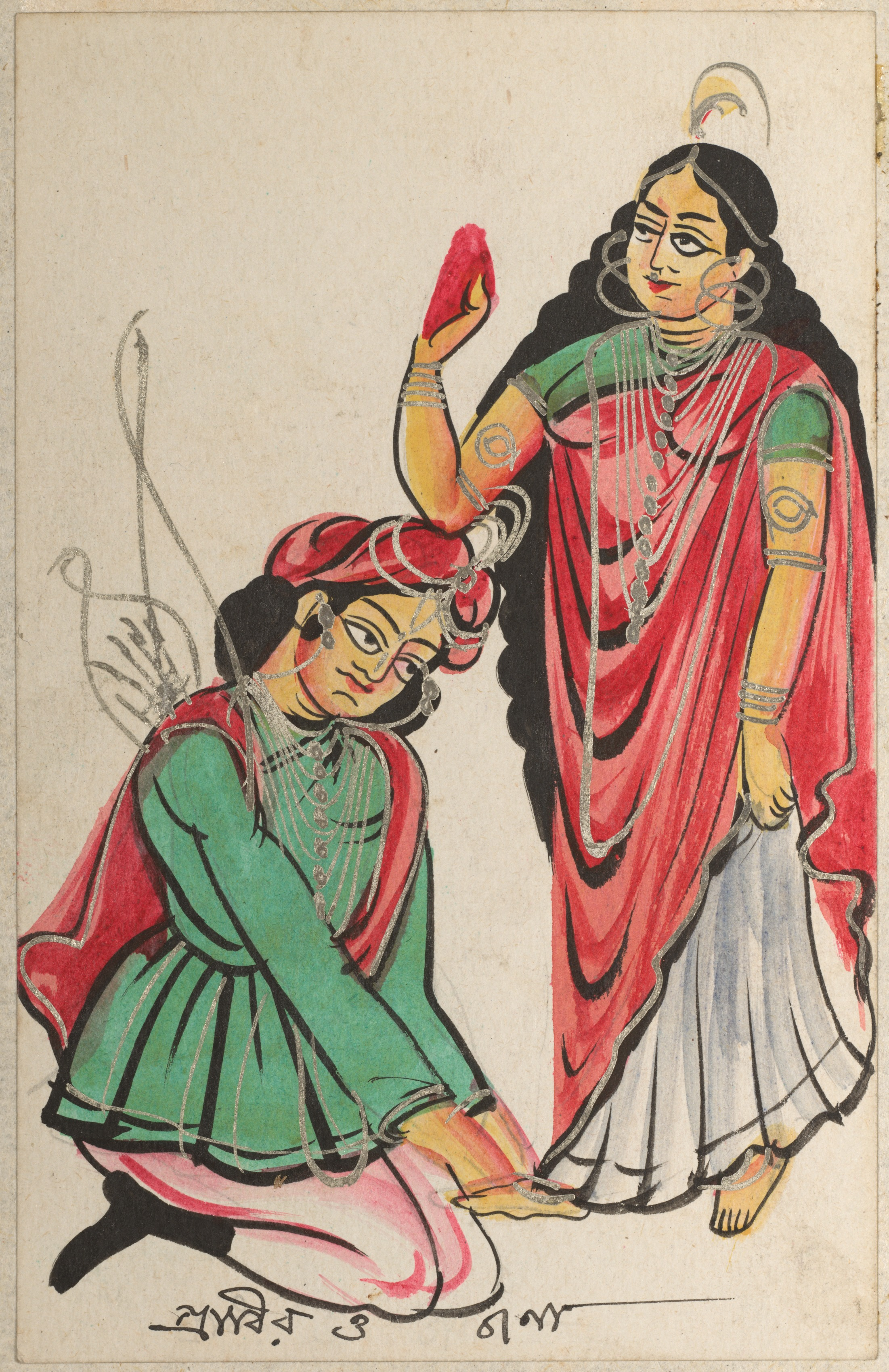
Pravira arrodillado a los pies de Jana (personajes del Bhagavata-purana). Pintura hindú del siglo XIX.
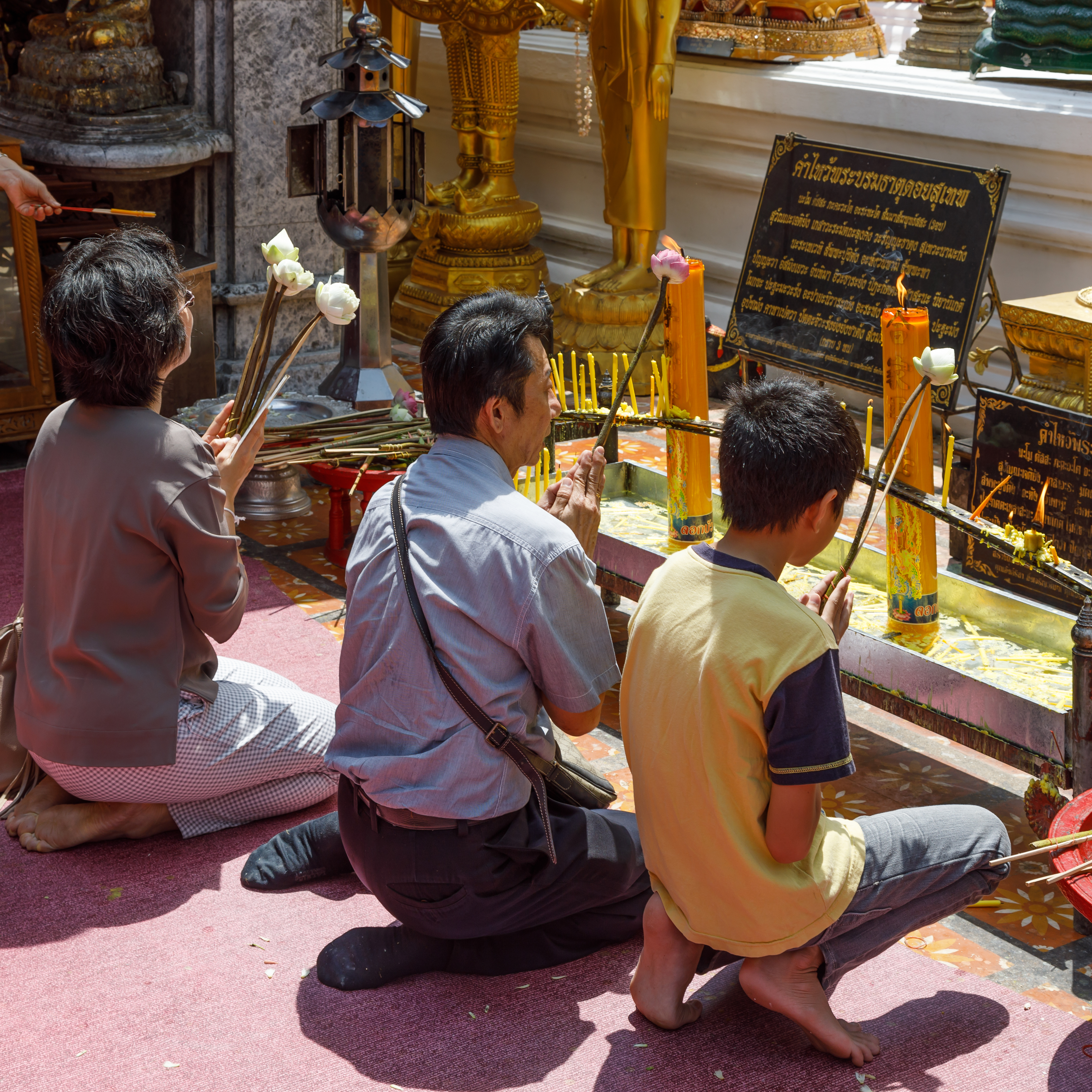
Familia rezando en el templo budista Wat Phra That Doi Suthep (Tailandia).
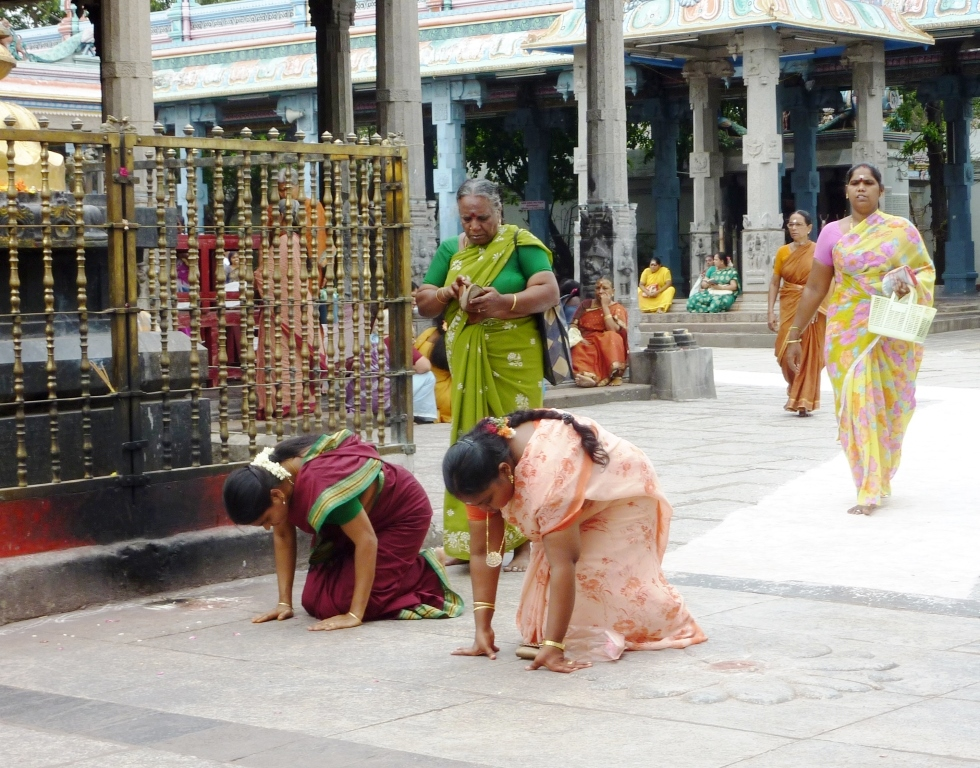
Mujeres realizando devociones hinduistas en el templo Kapaleeshwarar de la diosa Shiva (Chennai, India).

### Judaísmo e islam
El rezo de rodillas se usa tanto en el judaísmo como en el islam (azalá ṣalāh); no obstante, lo más común en el judaísmo es permanecer de pie para realizar la oración judía denominada amidah. La práctica judaica de arrodillarse sobre cierto tipo de piedras ha pasado a ser obsoleta.
En ambas religiones hay un tipo de prostración que se inicia con el arrodillamiento y que incluye al cuerpo entero: qidah en hebreo y sajdah en árabe. Tras poner en el suelo ambas rodillas, se extienden las manos por el suelo hacia adelante hasta que la frente toque el suelo. Algunos creyentes llegan a yacer completamente en el suelo.

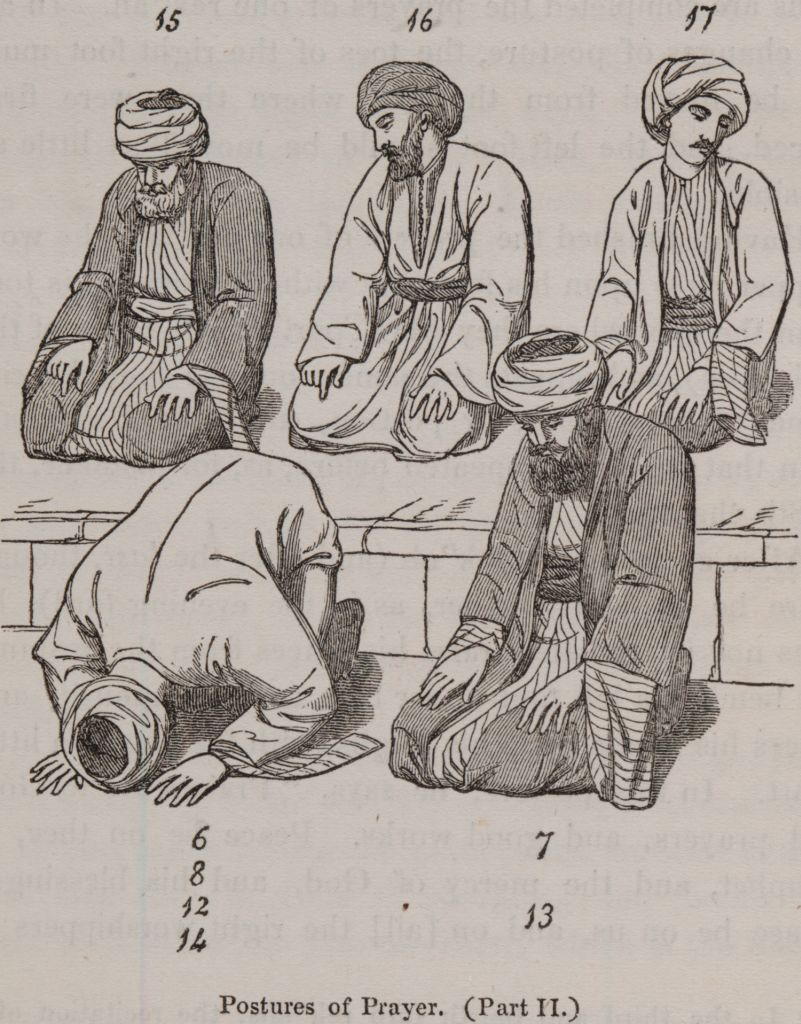
"Posturas del rezo", en An account of the manners and customs of the modern Egyptians, written in Egypt during the years 1833-1835, de Edward William Lane, 1836.
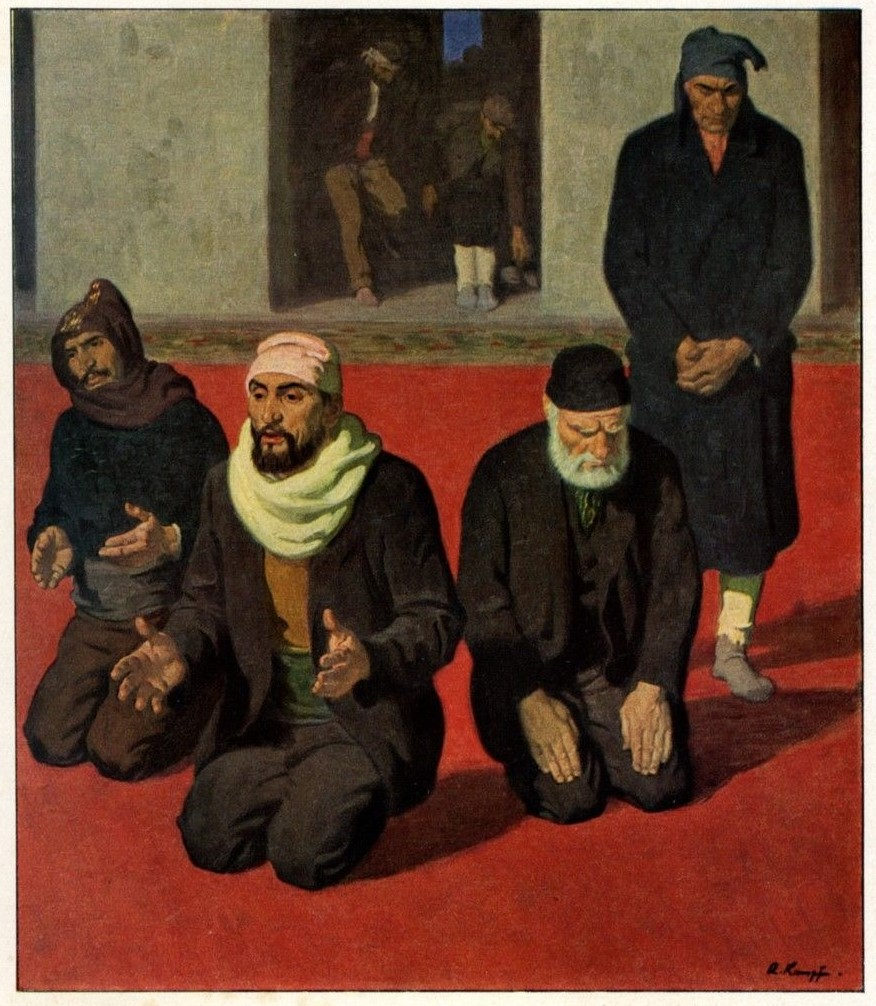
Oración en la mezquita, de Arthur Kampf, ca. 1930.
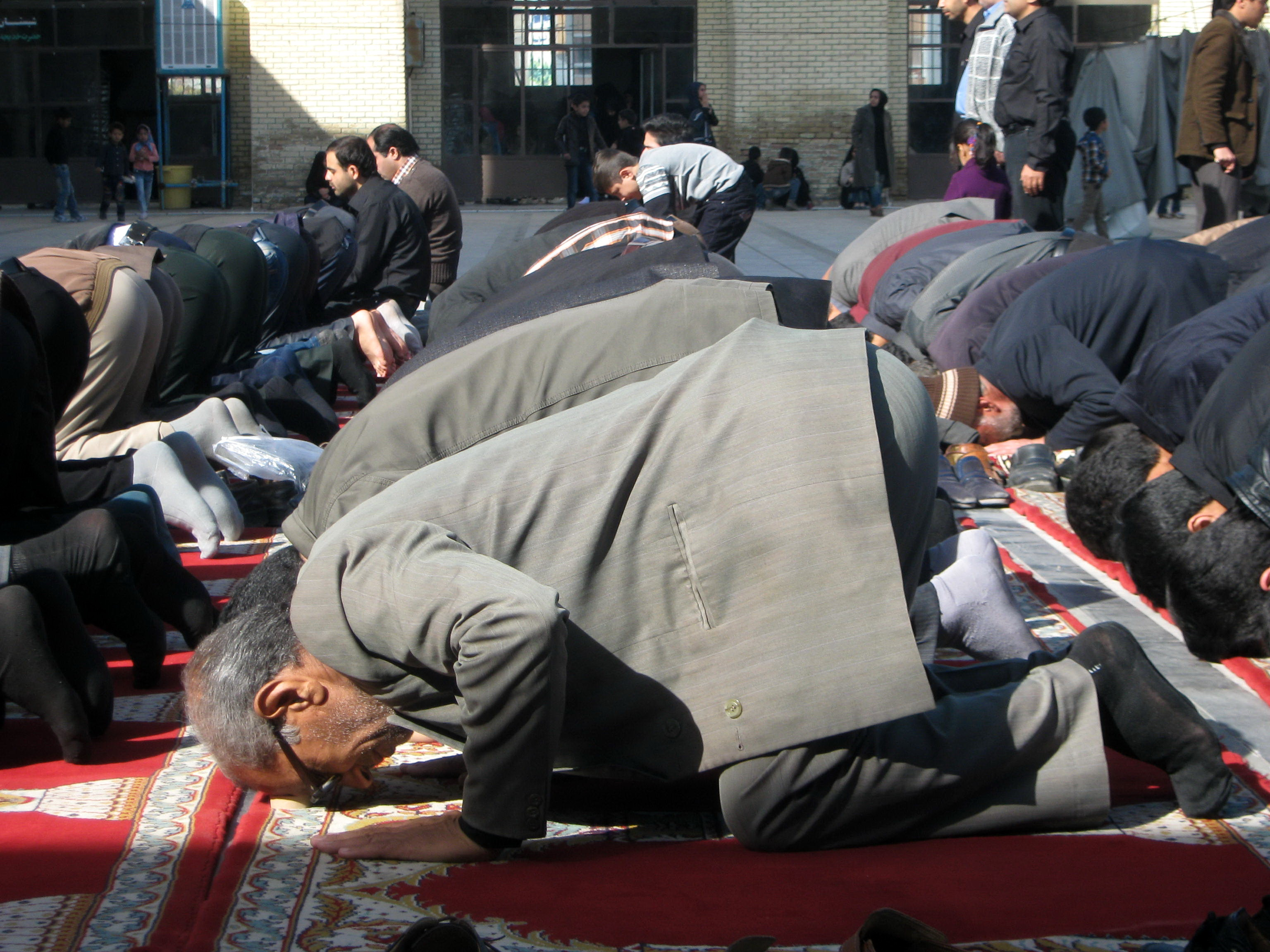
Sujud سُجود ("prostración") o postura sajdah سجدة ("prostrado") de los fieles durante la salah o as-salah ٱلصَّلَاةُ ("rezo" -castellanizado tradicionalmente como azalá-) en la Gran Mezquita de Nishapur.
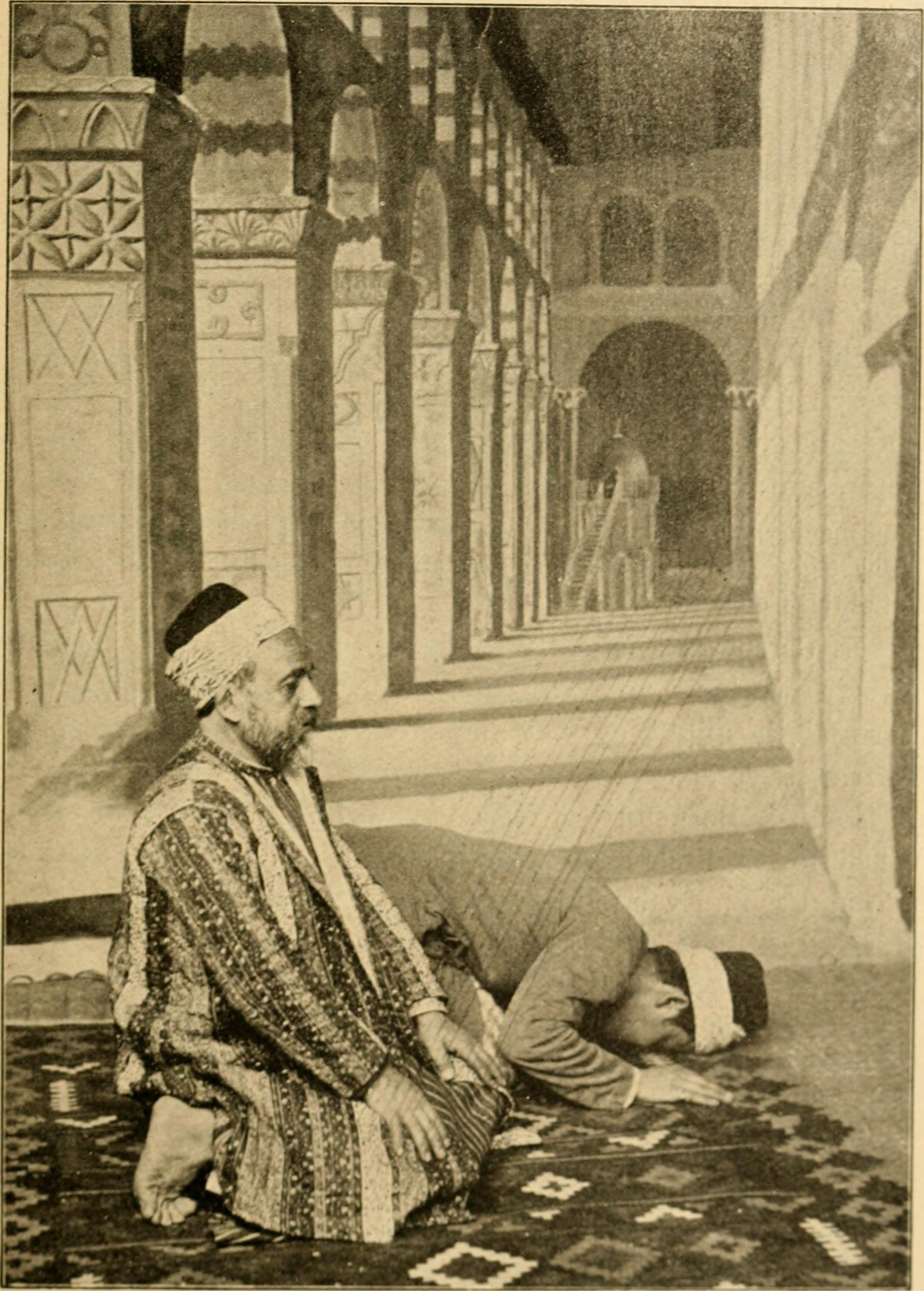
Fotografía de 1893.

En el islam, el arrodillamiento o prostración (sujud) se suele realizar sobre una alfombra de oración consagrada a ello, que se trata con especial cuidado. También existe una alfombra de oración judía para la fiesta del Yom Kippur, una de las pocas ocasiones en que es costumbre rezar arrodillado.

### Cristianismo
Arrodillamiento y prostración se han usado como signo de culto desde los inicios del cristianismo. En el Nuevo Testamento se indica:

Y cuando oras, no seas como los hipócritas; porque ellos aman el orar en las sinagogas, y en los cantones de las calles en pie, para ser vistos de los hombres: de cierto os digo, que ya tienen su pago.
Mateo 6:5.

 Los orígenes de esta práctica se justifican con pasajes bíblicos como este:

Por lo cual Dios también le ensalzó á lo sumo, y dióle un nombre que es sobre todo nombre; para que en el nombre de Jesús se doble toda rodilla de los que están en los cielos, y de los que en la tierra, y de los que debajo de la tierra; y toda lengua confiese que Jesucristo es el Señor, á la gloria de Dios Padre.
Filipenses 2:9-11

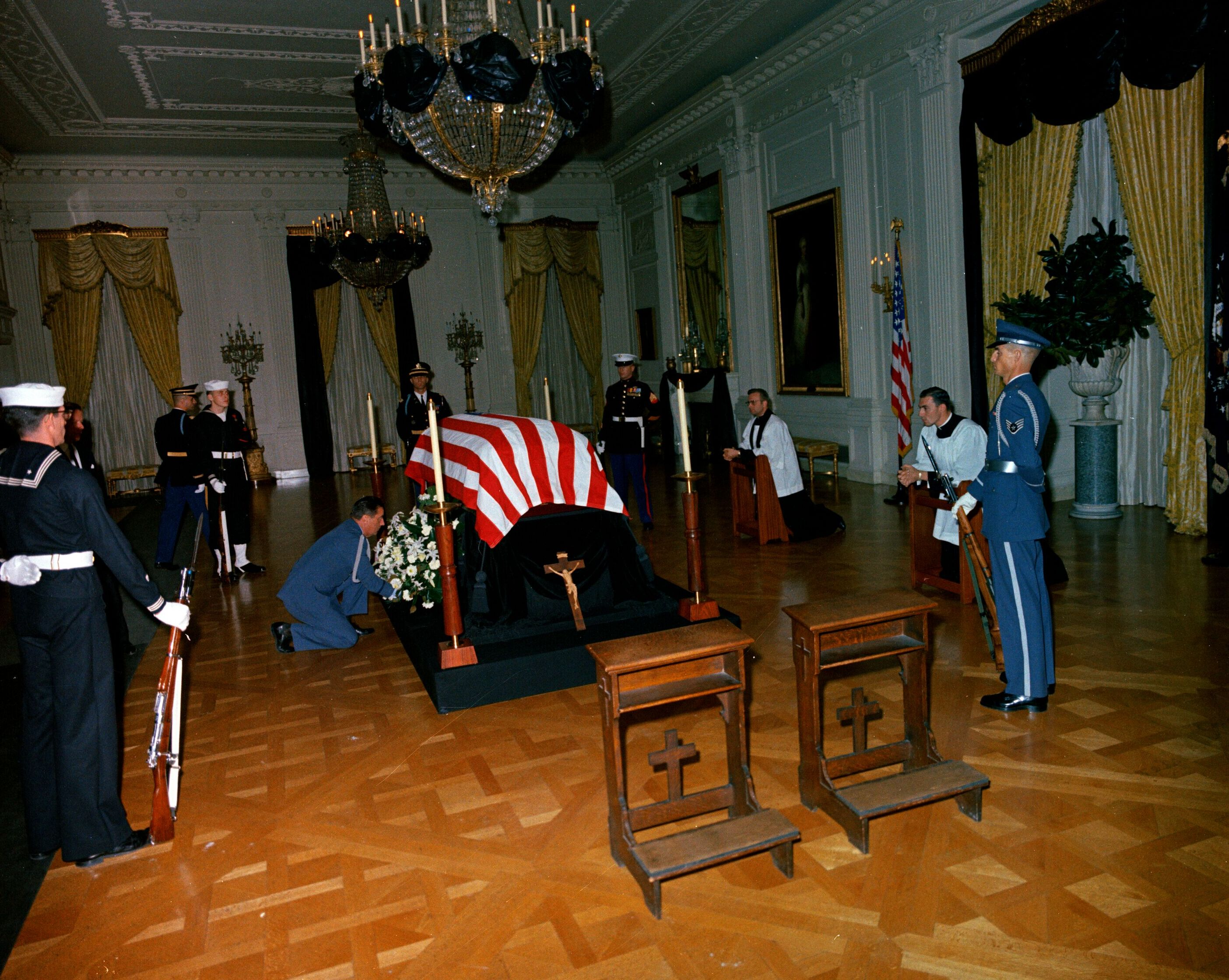
Honras fúnebres en que se están disponiendo varios reclinatorios portátiles denominados prie-dieus.
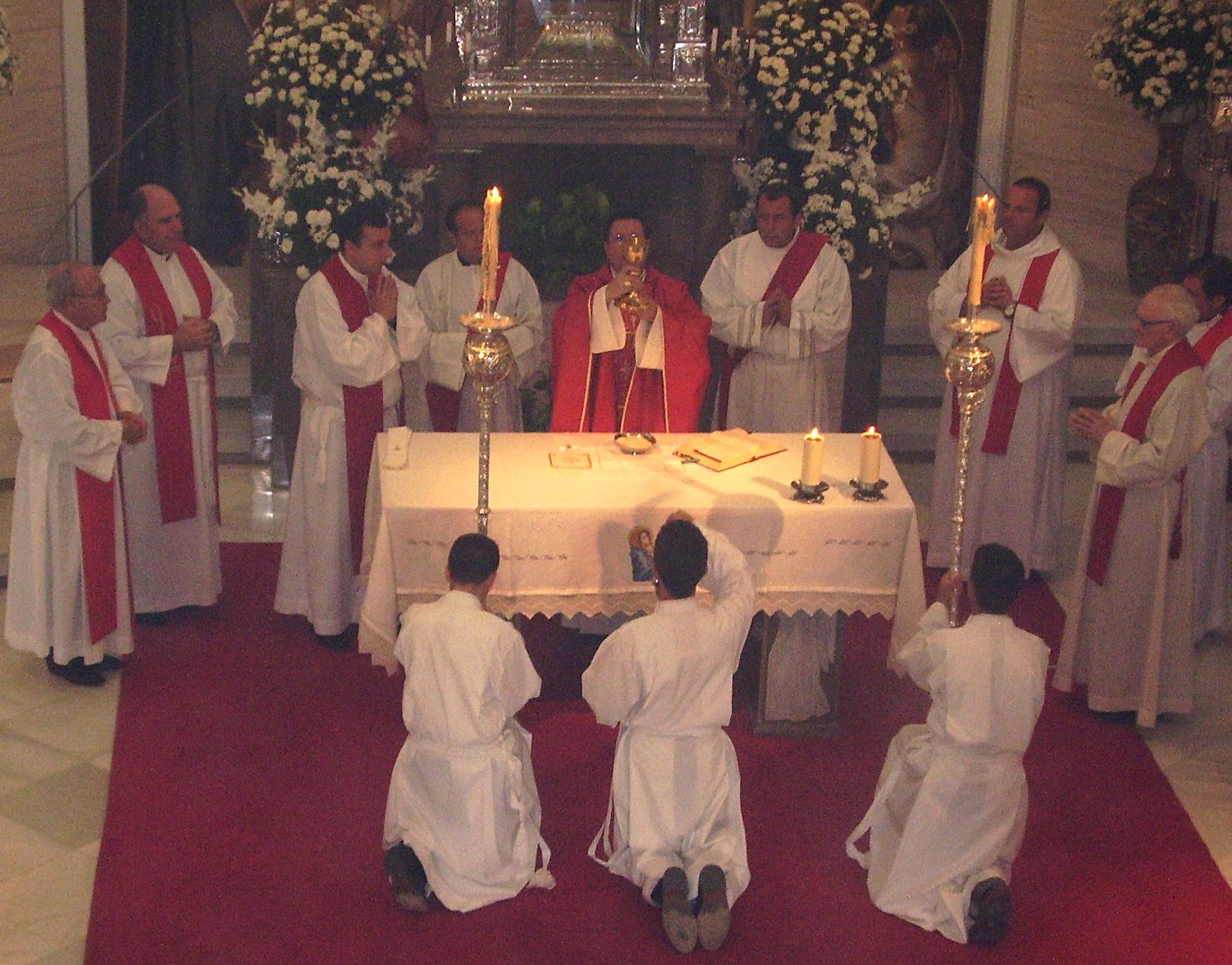
Los acólitos se arrodillan durante la elevación del cáliz en un momento de la misa.
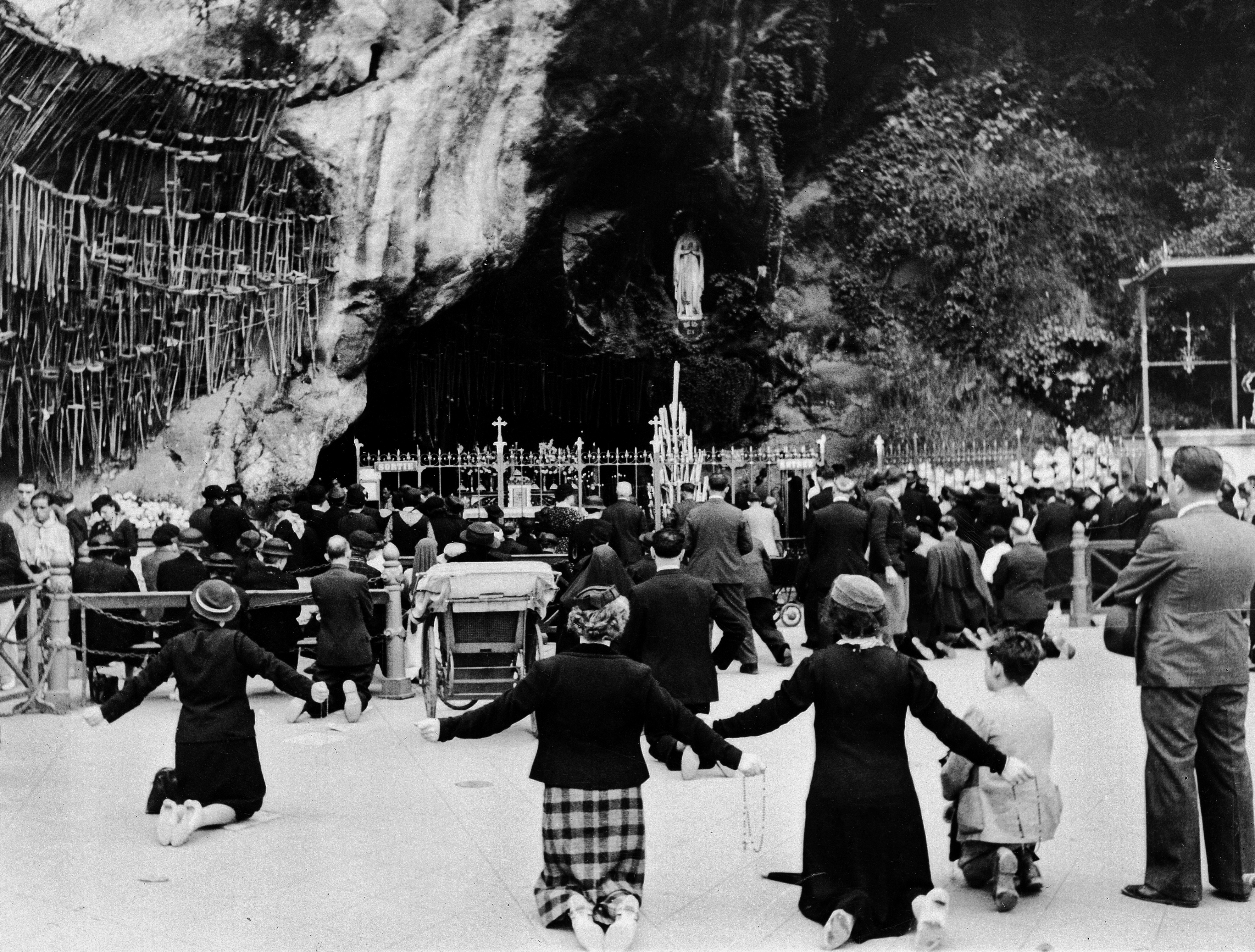
Peregrinos arrodillados ante la imagen de la Virgen de Lourdes.

En algunas confesiones cristianas es de uso el reclinatorio, tanto para el rezo como para determinados momentos de los servicios religiosos, que permite arrodillarse con un cierto grado de comodidad.
En el catolicismo, la posición arrodillada es común para el fiel que recibe los sacramentos tales como la confesión, la comunión, la confirmación, el el matrimonio y el orden sacerdotal. En el bautismo y la extrema unción el que recibe el sacramento no suele estar en disposición de arrodillarse.

Los siete sacramentos, de Rogier van der Weyden, ca. 1440-1445. Varios de ellos se representan con el arrodillamiento del fiel que los recibe.
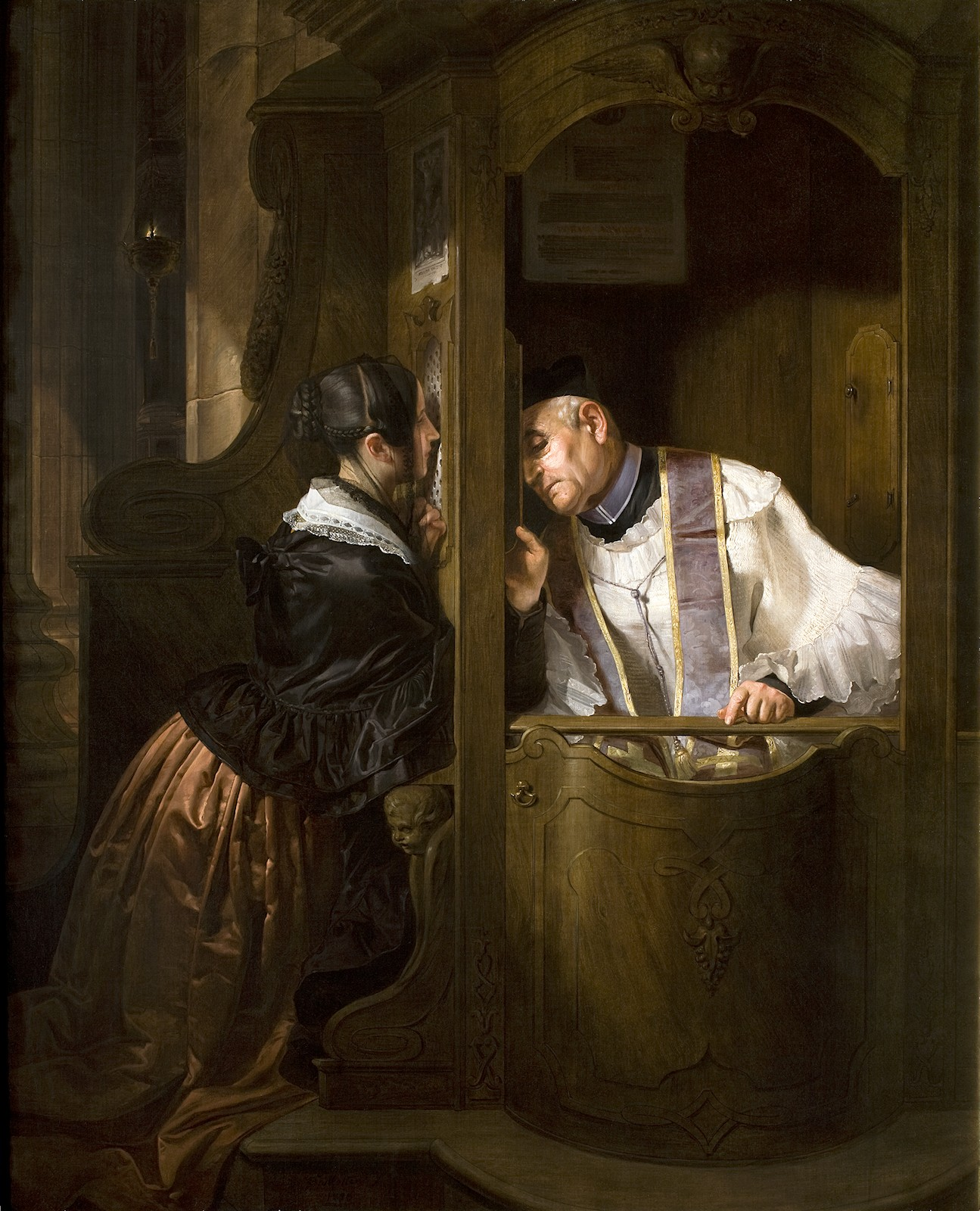
La confesión, de Giuseppe Molteni, 1838.
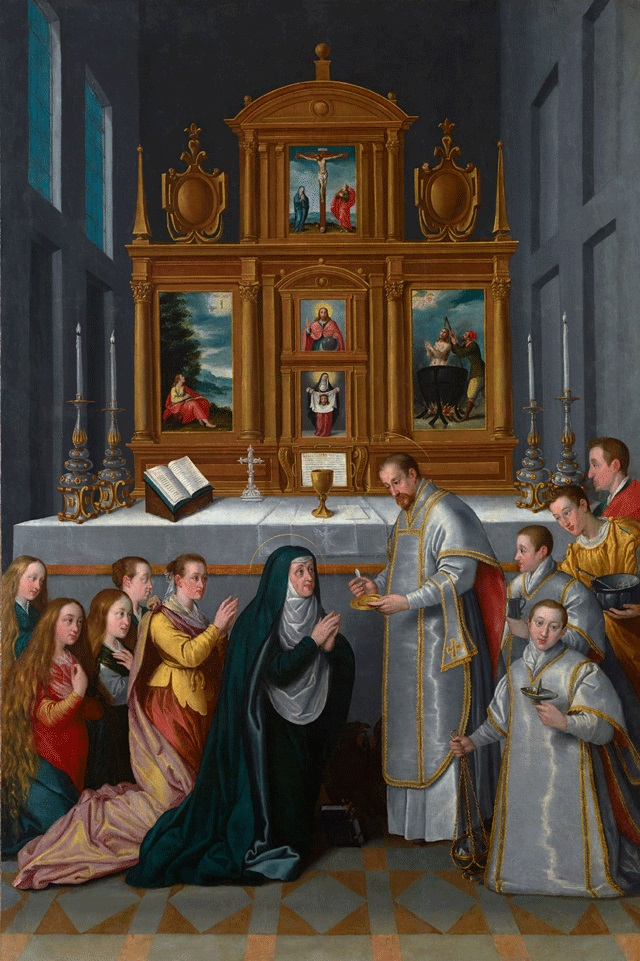
La comunión de la Virgen o La familia del archiduque Carlos de Estiria, de Juan Pantoja de la Cruz, ca. 1600.
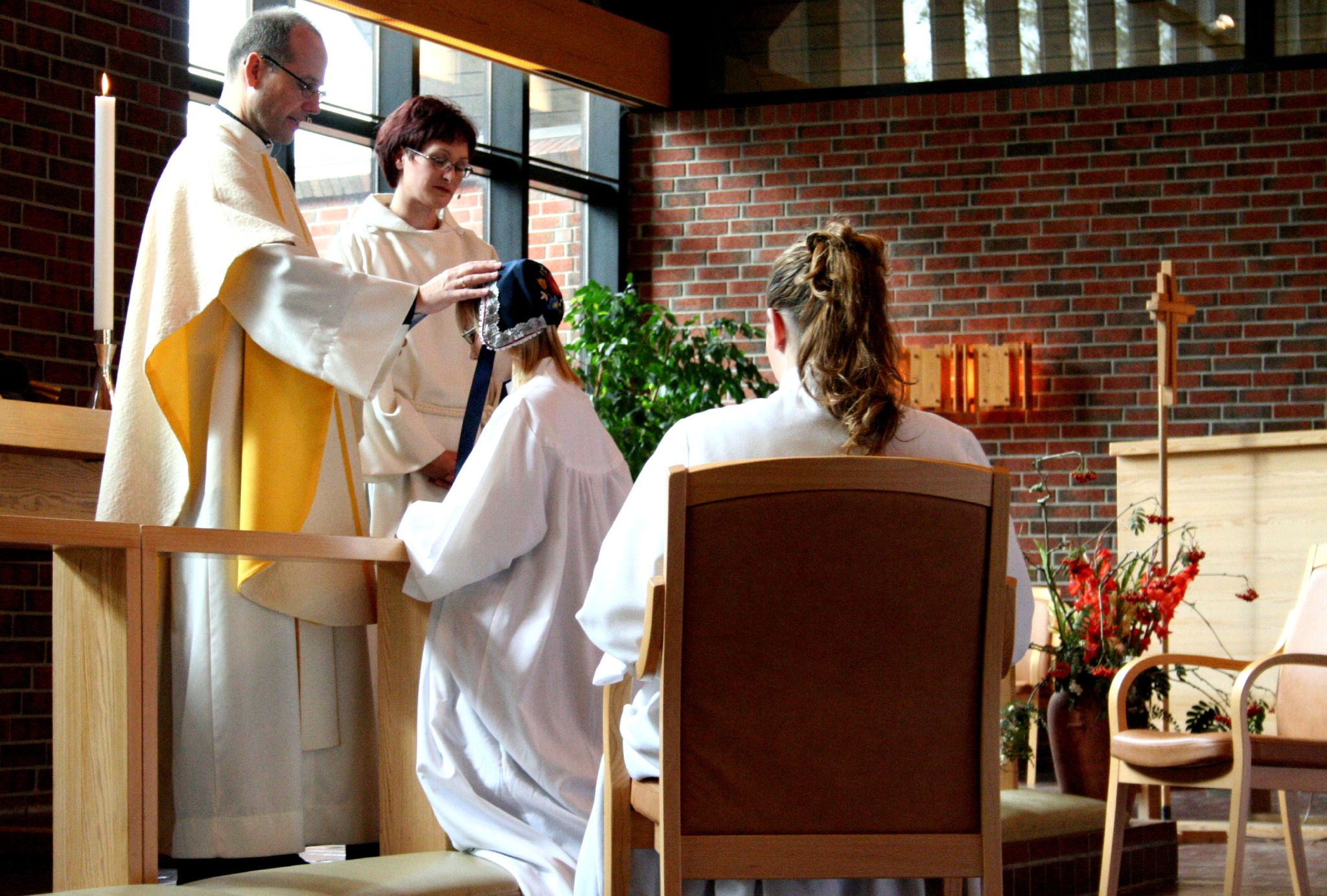
Ceremonia de la confirmación.
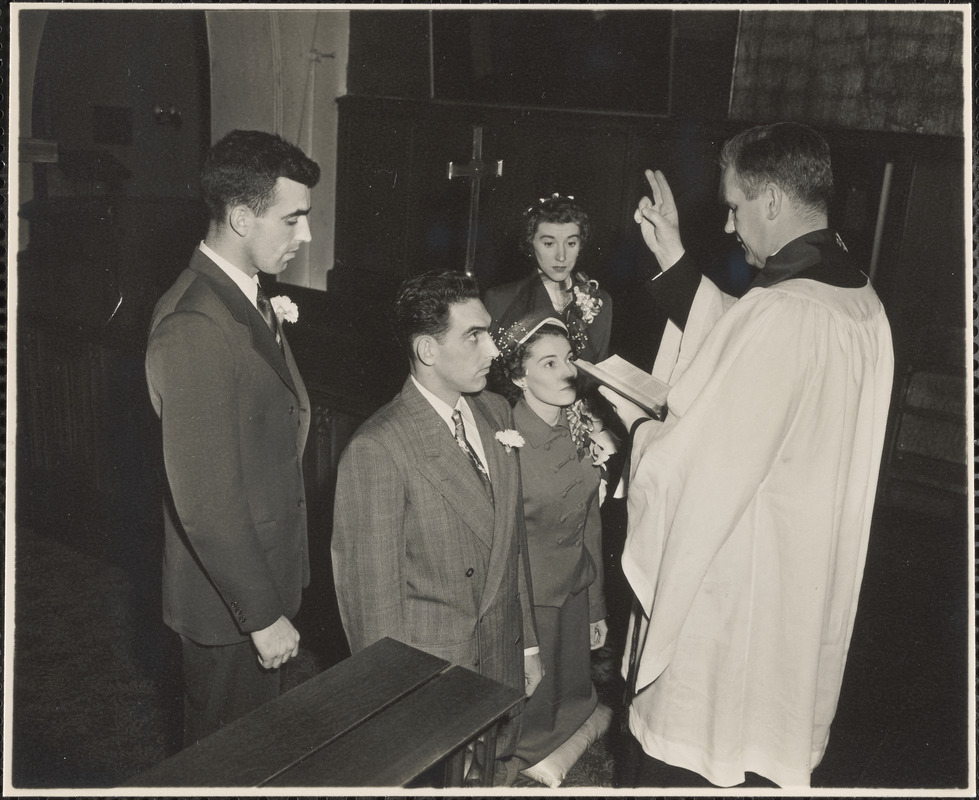
Ceremonia del matrimonio.
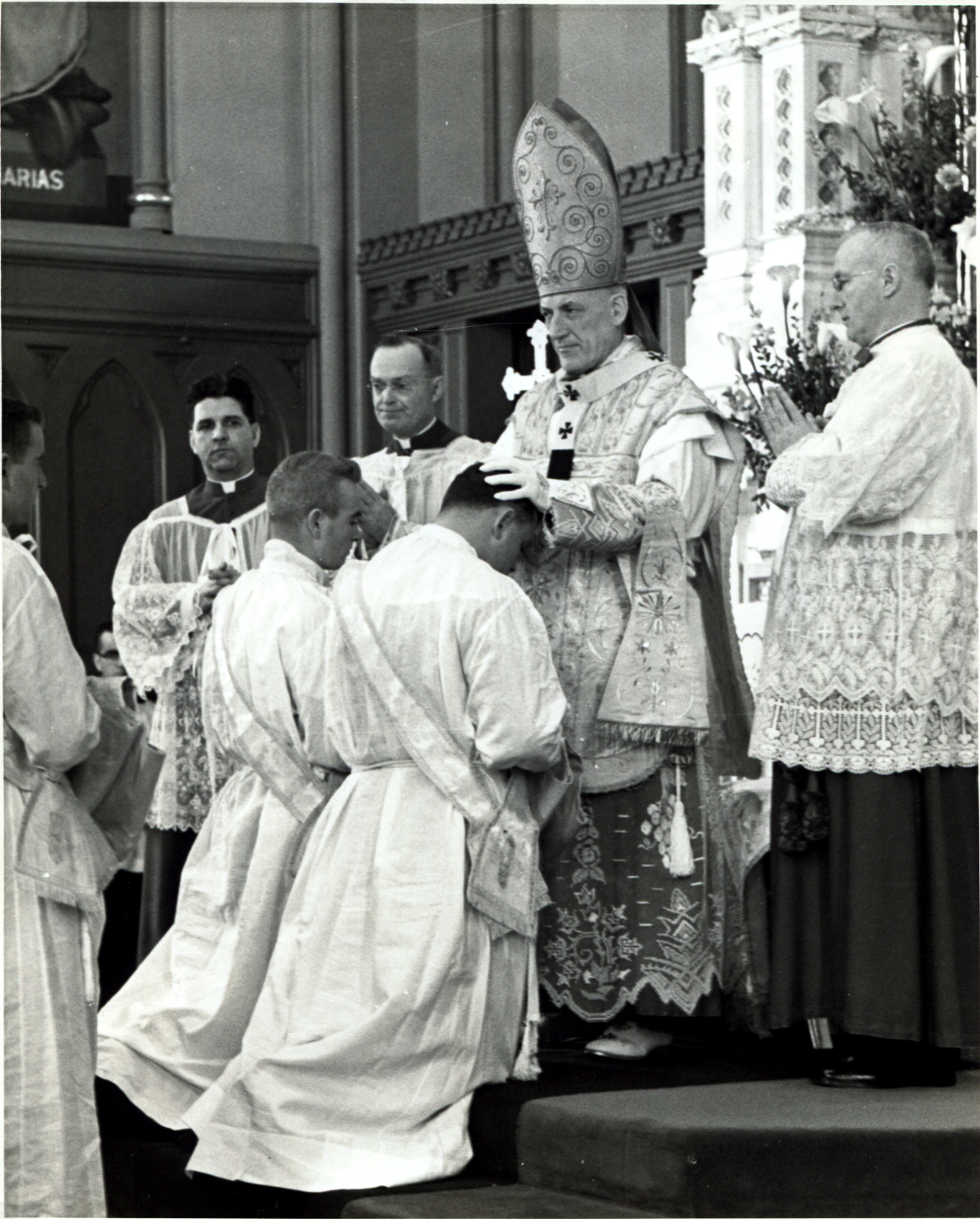
Ceremonia del orden sacerdotal.

La bendición papal es un acto de mayor o menor solemnidad e intimidad (puede darse a una sola persona, o a varias, o ser multitudinaria, como las que se dan urbi et orbi en la Plaza de San Pedro), que suele ser recibida con un especial respeto y reverencia, lo que puede implicar el arrodillamiento.

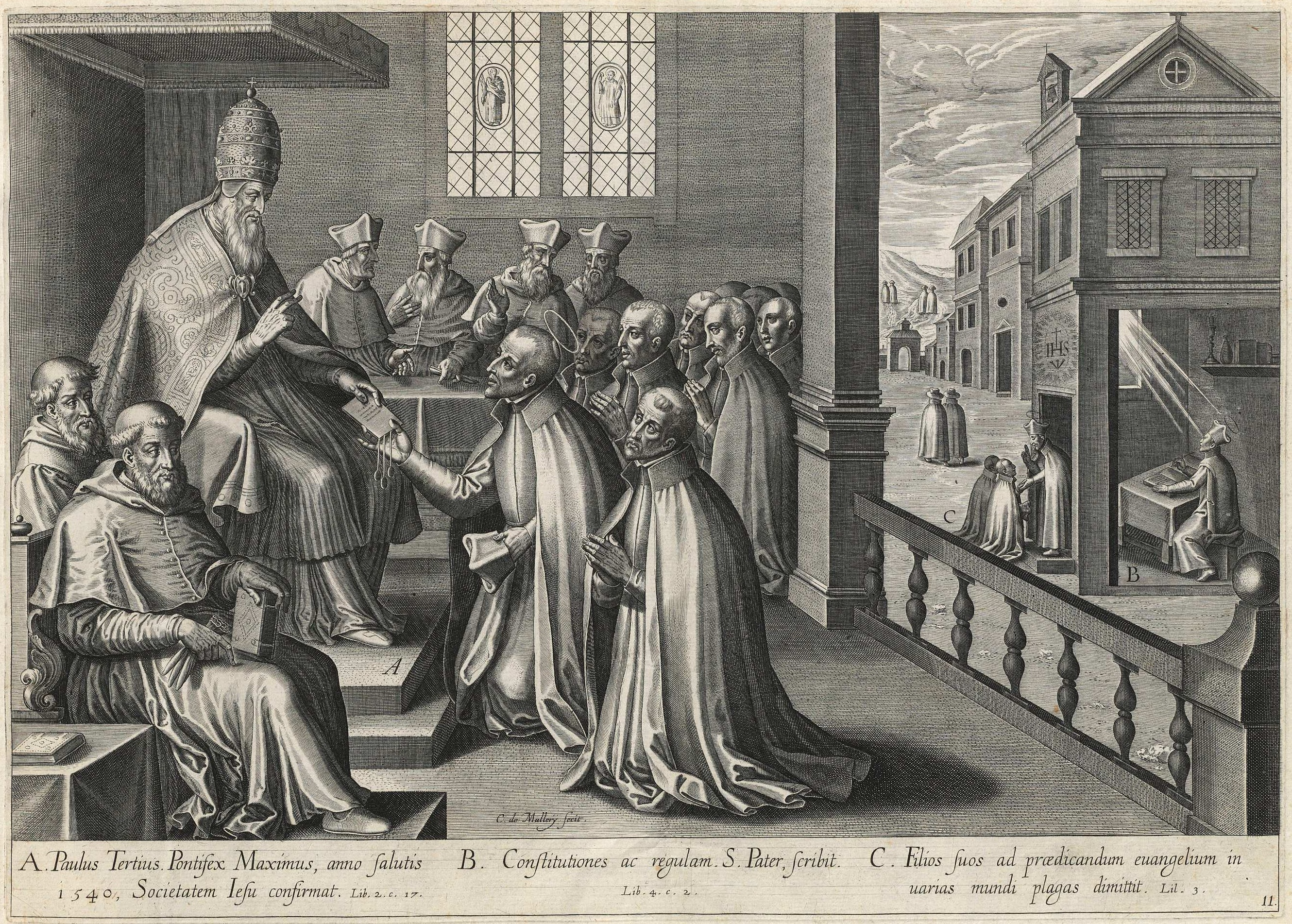
Bendición papal a San Ignacio y sus compañeros.
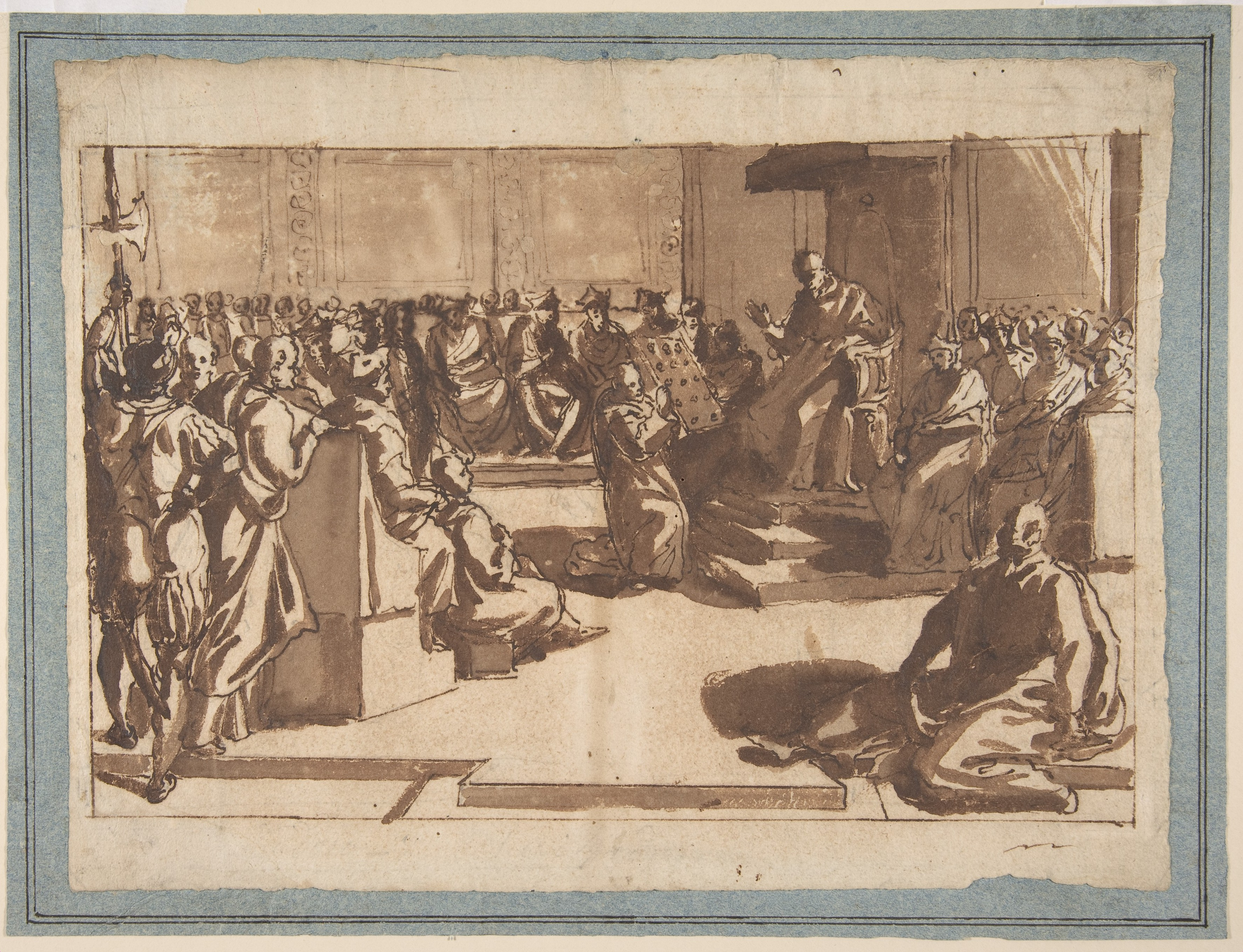
Bendición papal a un libro.
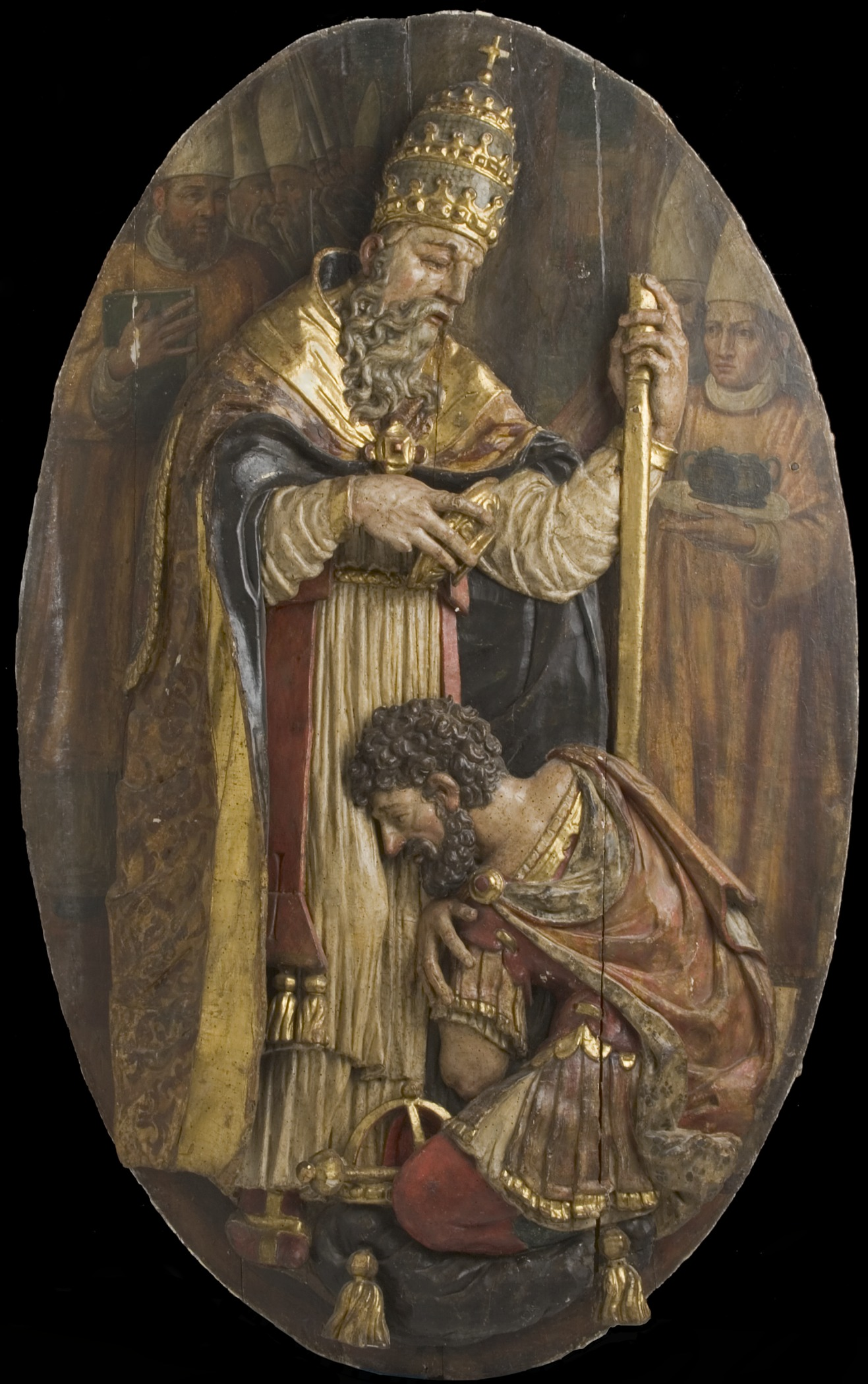
Bendición papal a Constantino.
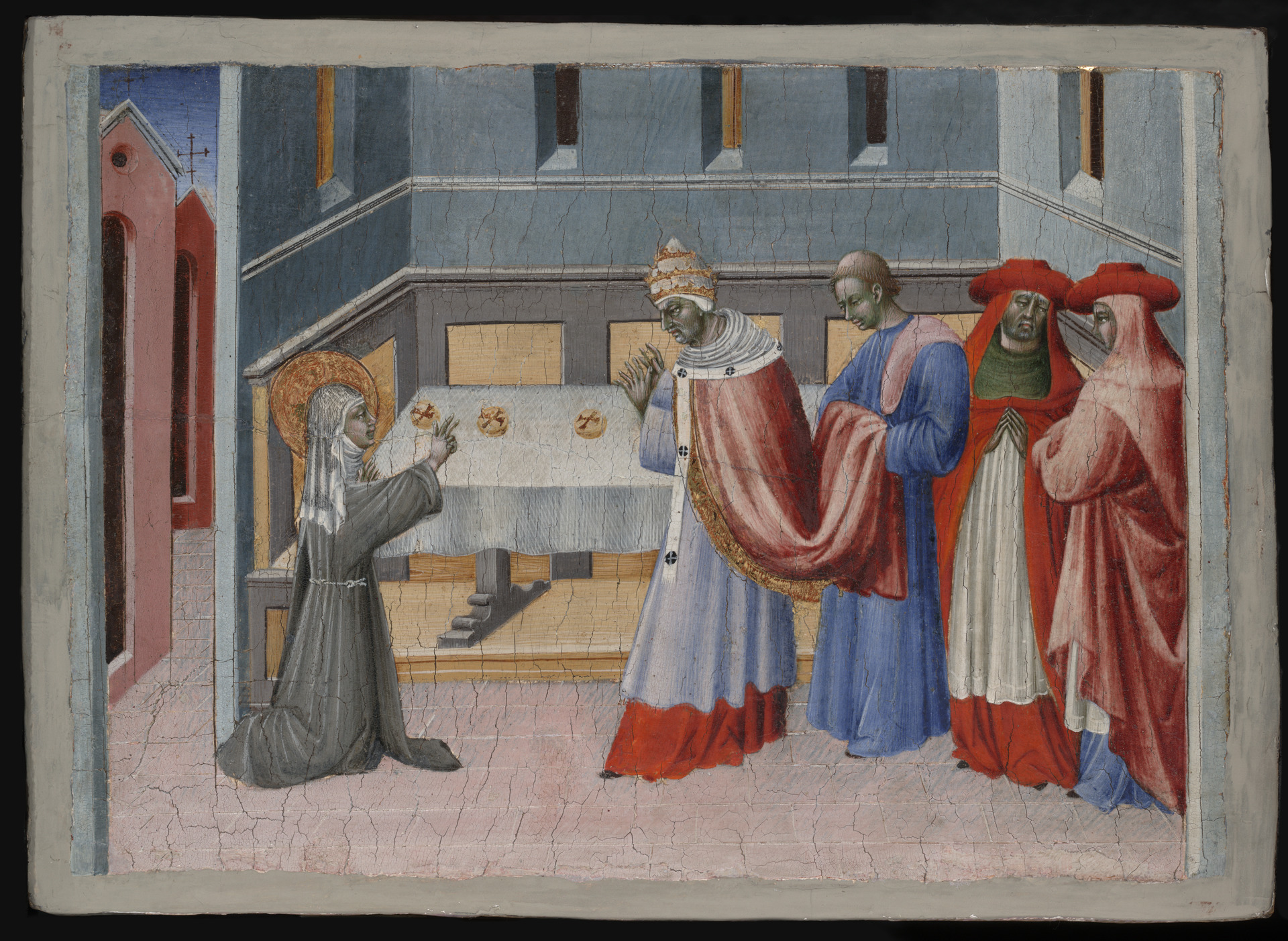
Santa Clara de Asís bendice el pan ante el papa Inocencio IV, de Giovanni di Paolo.
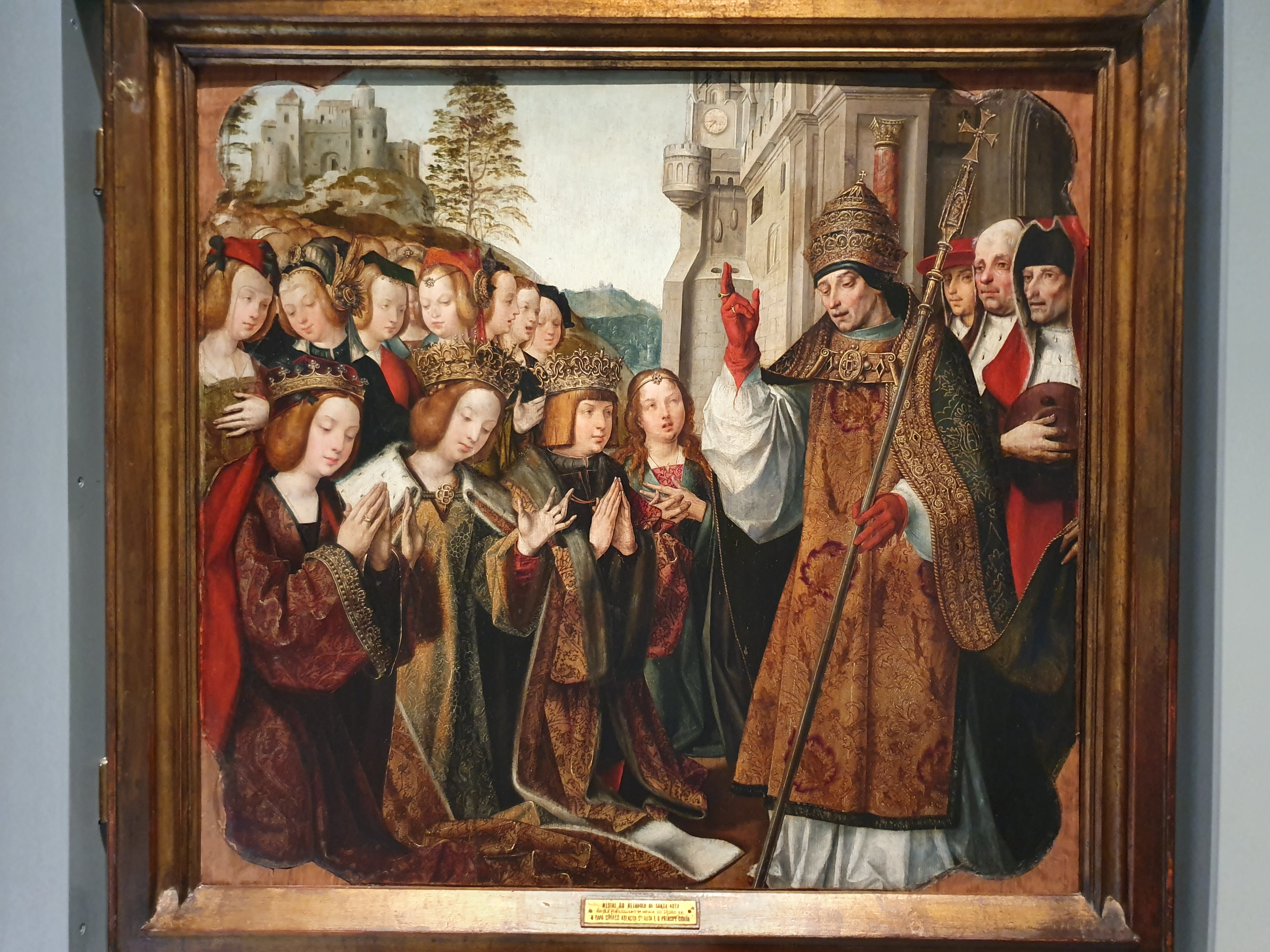
El papa Ciriaco bendice a Santa Úrsula y sus compañeras.

En la iglesia ortodoxa se tipifican varias formas de reverencia ritualizadas, desde las inclinaciones de cabeza hasta la metania y la prostración, que implican tocar el suelo con manos y rodillas.

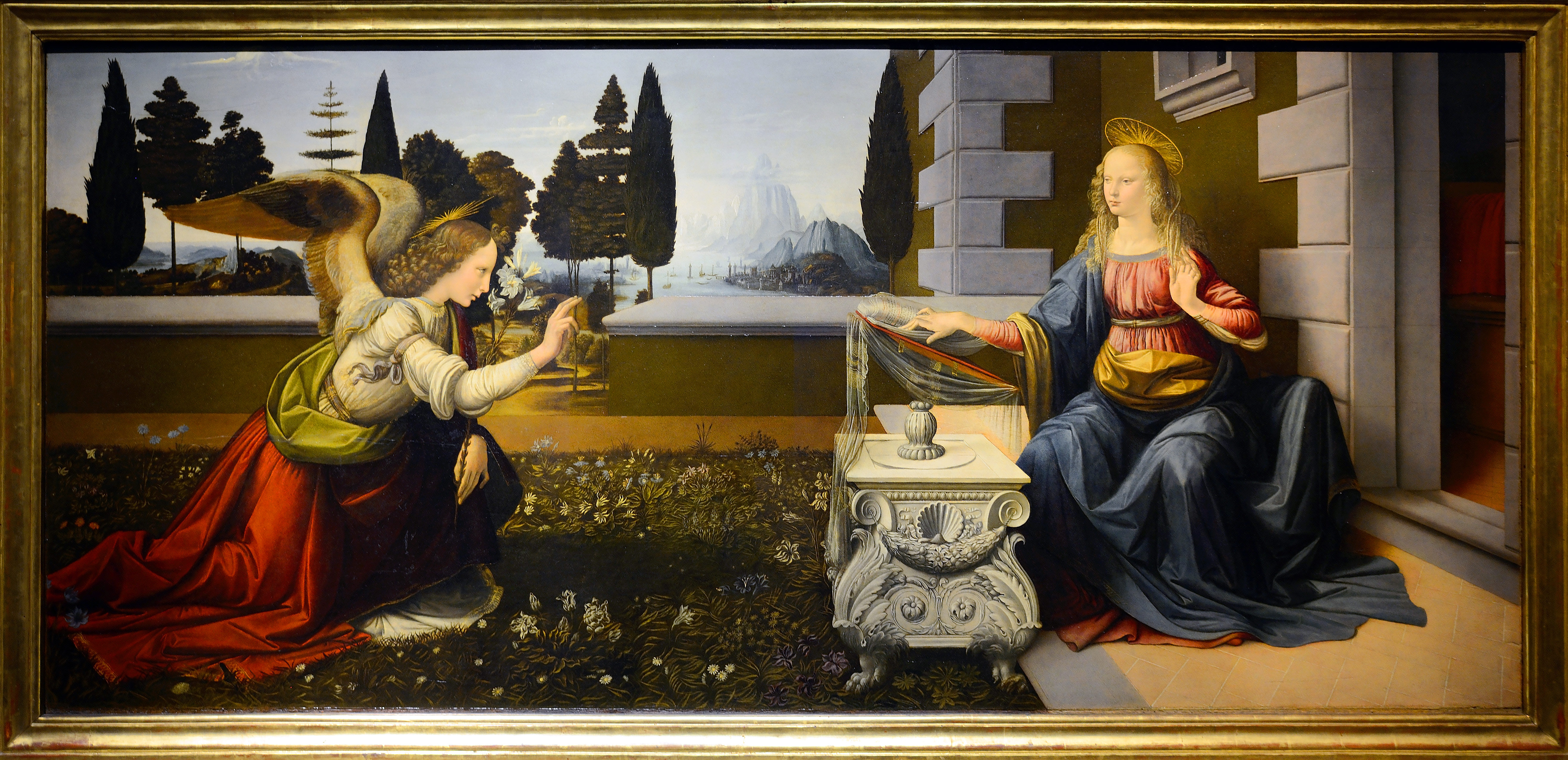
Anunciación, de Leonardo da Vinci, ca. 1472.

En el arte cristiano es muy común la representación de figuras arrodilladas, tanto de Jesucristo (en la escena de la oración en el huerto de Getsemaní) como de la Virgen, los santos (en posición de adoración o como penitentes), los ángeles o los propios comitentes o donantes de las obras, cuyos retratos se incluyen en distintas tipologías, como la sacra conversazione. Es común que, en vez de mostrar la anatomía (lo que es más propio de la pintura mitológica), las piernas se oculten bajo los ropajes para preservar el decoro del personaje representado; salvo excepciones justificadas, por ejemplo, con la condición de eremita penitente en el desierto, que supone un abandono del cuidado corporal, o la de pastor (en la escena de la adoración).
Existe una galería de imágenes en Commons para ilustrar esta sección
Tanto en las esculturas funerarias como en otras tipologías es habitual la posición de rodillas, con las manos en posición orante.

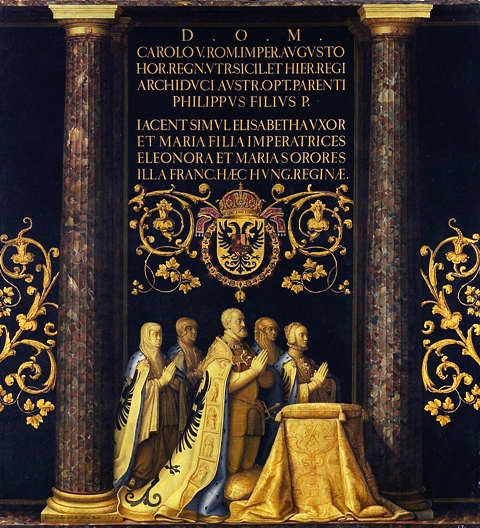
Grupo de Carlos V en la basílica de El Escorial, reproducción pictórica (Juan Pantoja de la Cruz, 1599) de las esculturas de Pompeo Leoni.
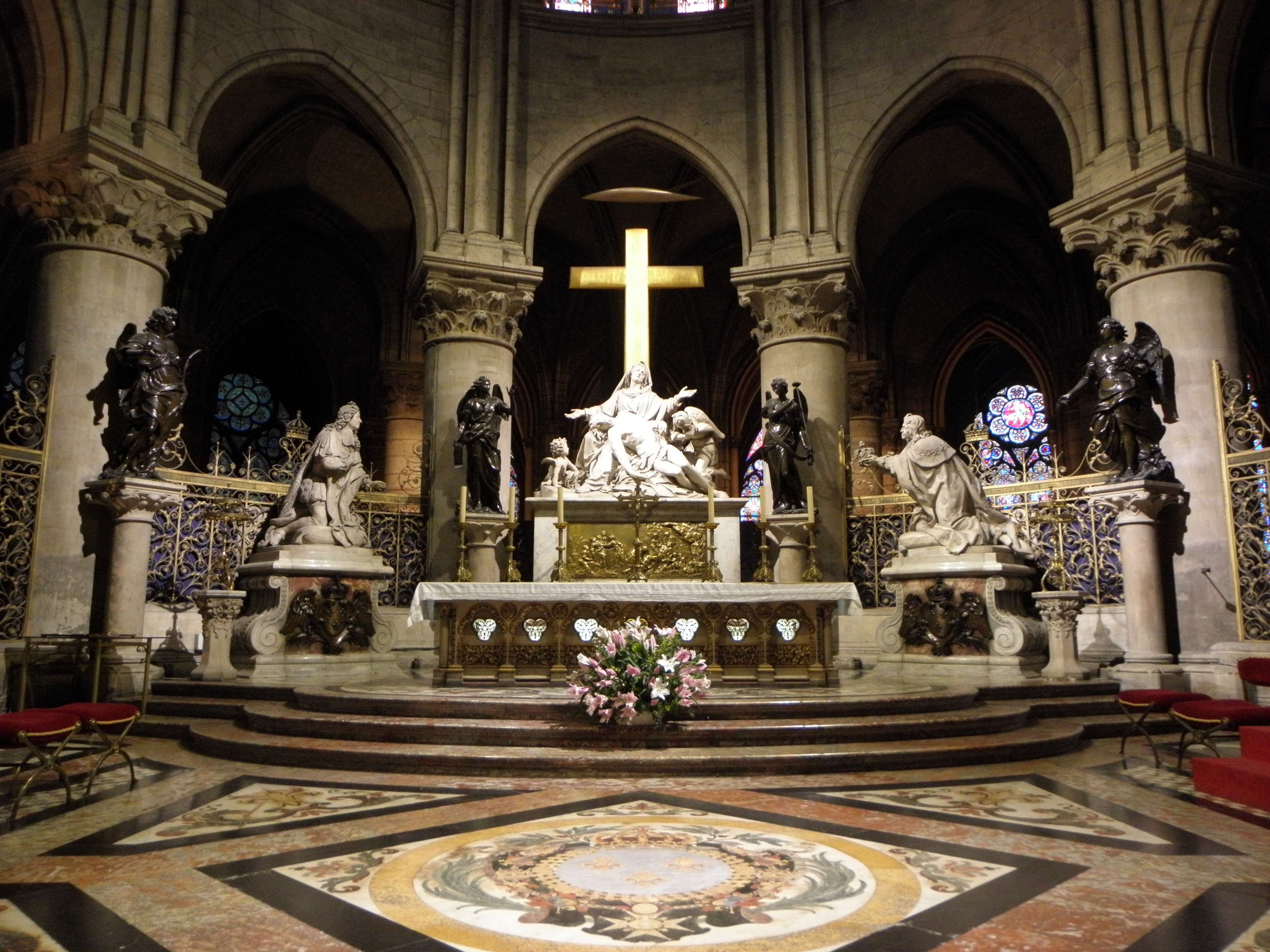
El voto de Luis XIII en el altar mayor de Notre Dame de Paris, 1705-1725. La tipología no es funeraria, y las manos no están en posición orante: Luis XIII está ofreciendo la corona y Luis XIV se lleva una mano al pecho.
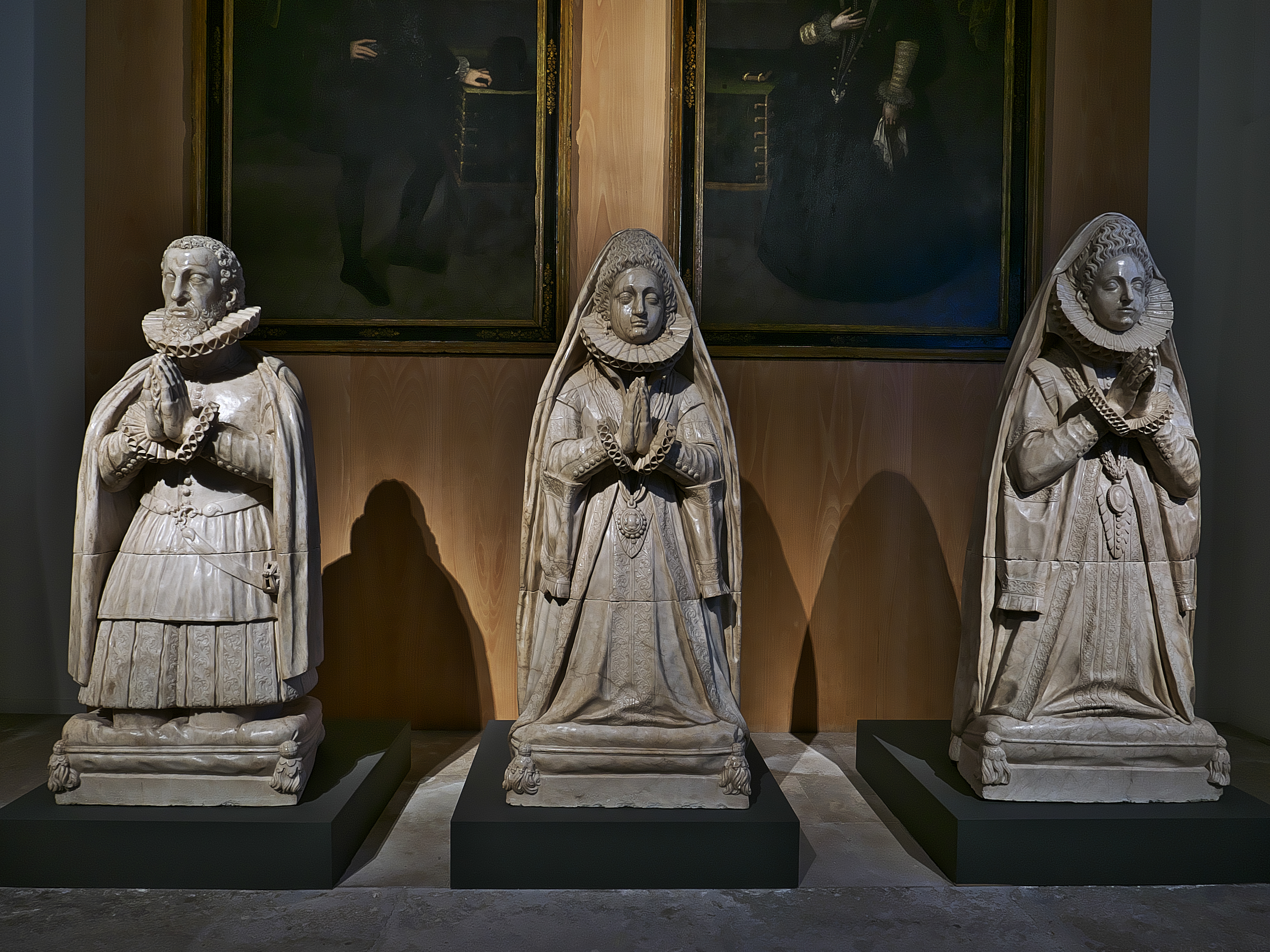
Esculturas orantes en alabastro de Simón Ruiz, Mariana de Paz y María de Montalvo, de Pedro de la Cuadra y Francisco del Rincón, 1598-1600.
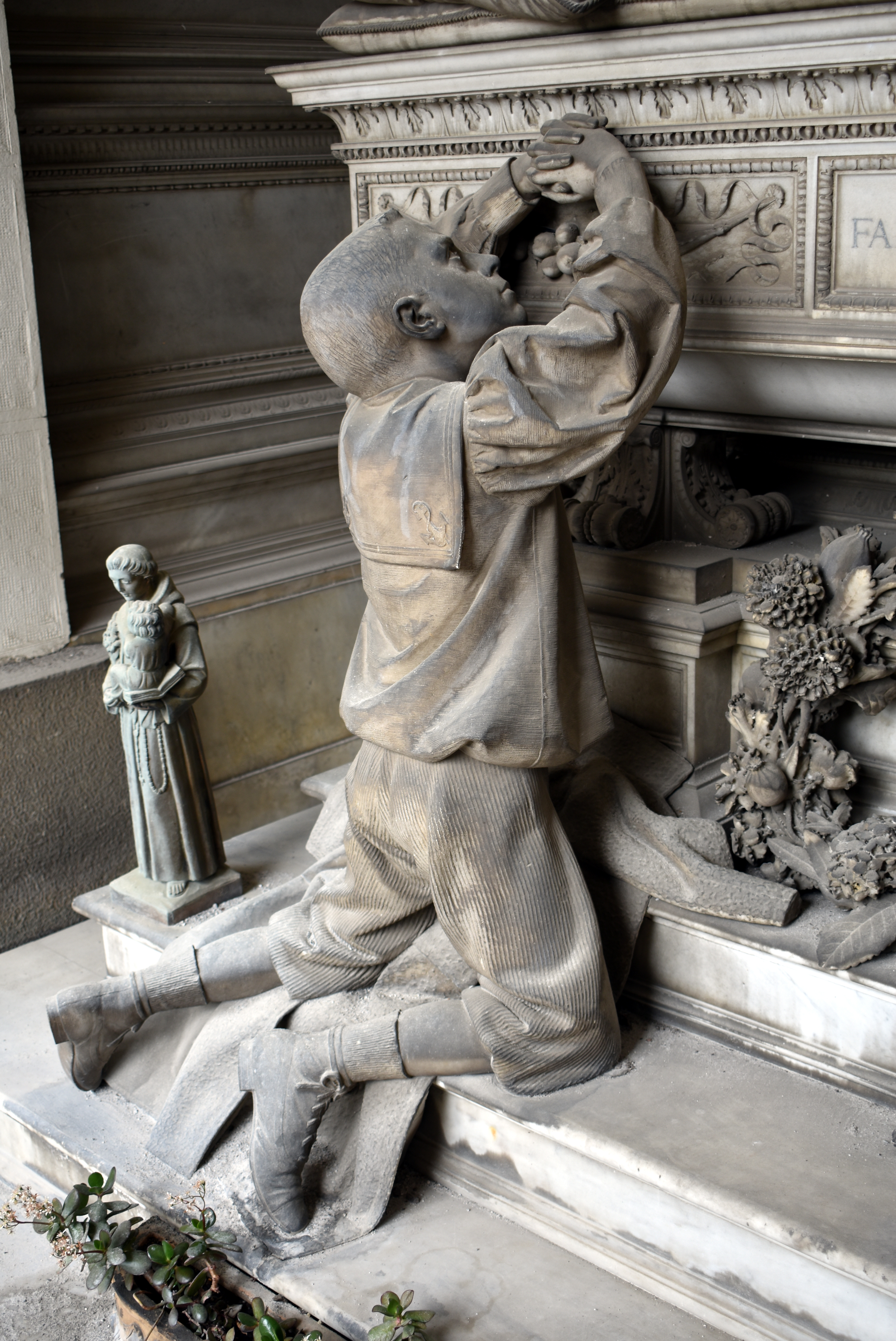
Detalle de la tumba de la familia Rivara, de Giovanni Battista Villa, 1896.
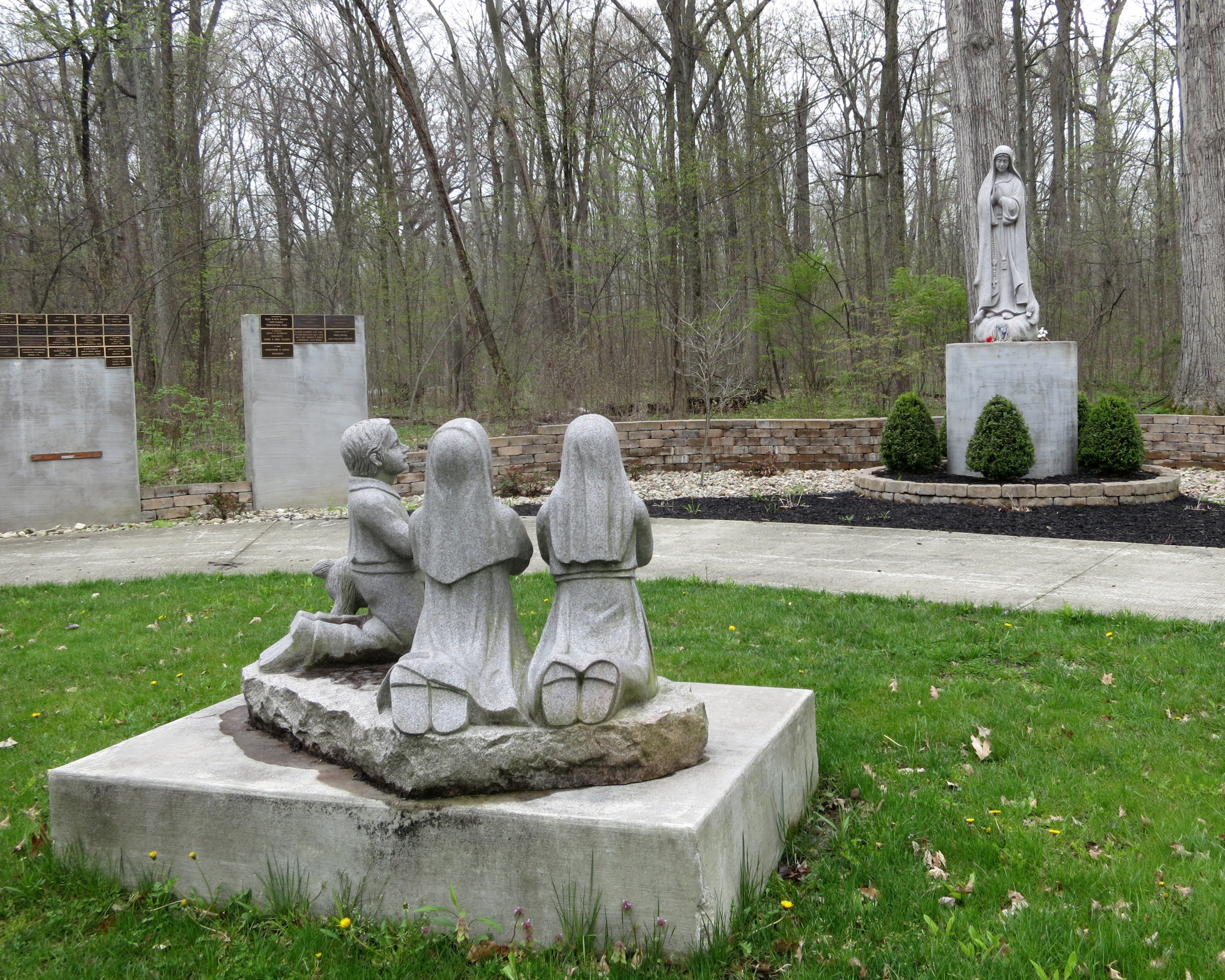
Los niños de Fátima representados en un monumento conmemorativo en Estados Unidos.

## Grecia antigua
En la Grecia antigua el arrodillamiento y otras formas de indicar la sumisión (proskynesis) eran muy mal aceptadas para los varones, y se identificaba con una práctica ritual femenina. En relieves votivos áticos la práctica totalidad de los personajes que se arrodillan son mujeres.
La literatura griega también da pruebas similares. Los varones no se arrodillan en las tragedias, y en las comedias solo los esclavos. Se producen arrodillamientos cuando un personaje está en una situación horrible y se relaciona con una súplica (la condición de "suplicante" es el caso de Príamo ante Aquiles, cuando le suplica la entrega del cadáver de su hijo Héctor -Ilíada, canto XXIV-). En la mayor parte de los casos, el arrodillamiento se considera un acto ritual de último recurso que suele tener lugar frente a la estatua de un dios. También se ve como un signo de sumisión del que está en la posición de víctima. En los rituales, solo es apropiado para mujeres o esclavos.

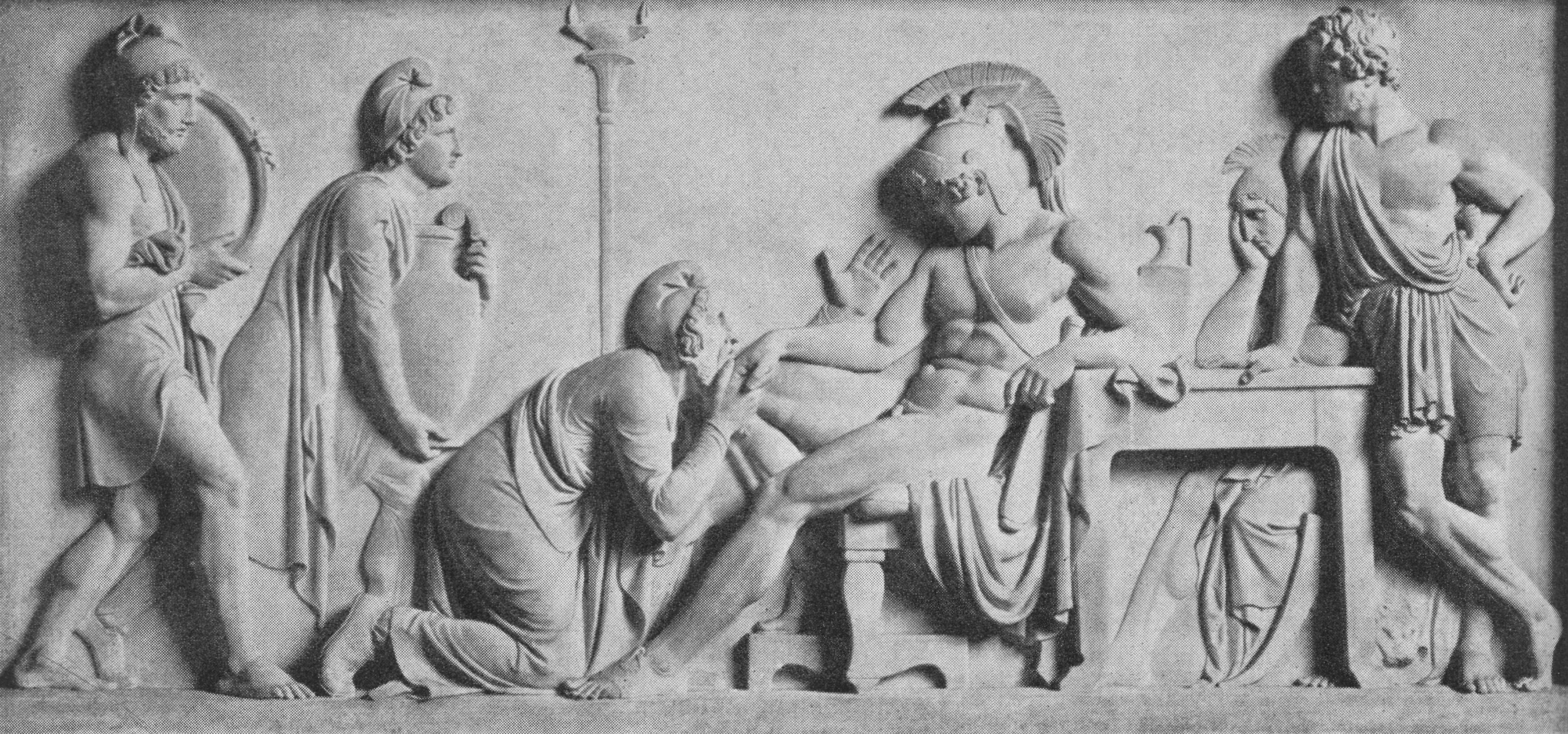
La escena representada en un relieve de Bertel Thorvaldsen, 1815. Significativamente, las representaciones de Príamo en la cerámica griega no lo hacen en postura arrodillada.

«Atiende Dardánida, pues el lance que se presenta requiere prudencia. Veo a un hombre y me figuro que en seguida nos matará. Ea, huyamos en el carro, o supliquémosle, abrazando sus rodillas, para ver si se apiada de nosotros.» ... «Entra tú, abraza las rodillas del Pelida, y suplícale por su padre, por su madre de hermosa cabellera y por su hijo, a fin de que conmuevas su corazón.» ... El gran Príamo entró sin ser visto, y acercándose a Aquiles, abrazóle las rodillas y besó aquellas manos terribles, homicidas, que habían dado muerte a tantos hijos suyos. ... asombróse Aquiles de ver a Príamo, semejante a un dios; y los demás se sorprendieron también y se miraron unos a otros. Y Príamo suplicó a Aquiles ... a Aquiles le vino deseo de llorar por su padre; y cogiendo la mano de Príamo, apartóle suavemente. Los dos lloraban afligidos por los recuerdos... Mas así que el divino Aquiles estuvo saciado de llanto y el deseo de sollozar cesó en su corazón, alzóse de la silla, tomó por la mano al viejo para que se levantara, y mirando compasivo la cabeza y la barba encanecidas, díjole estas aladas palabras: «¡Ah infeliz! Muchos son los infortunios que tu ánimo ha soportado... Mas, ea, toma asiento en esta silla; y aunque los dos estamos afligidos, dejemos reposar en el alma las penas, pues el triste llanto para nada aprovecha. ...» ... Respondió el anciano Príamo, semejante a un dios: «No me hagas sentar en esta silla, alumno de Júpiter, mientras Héctor yace insepulto en la tienda...» ... Mirándole con torva faz, le dijo Aquiles, el de los pies ligeros: «¡No me irrites más, oh anciano!... Abstente, pues, de exacerbar los dolores de mi corazón; no sea que deje de respetarte, oh anciano, a pesar de que te hallas en mi tienda y eres un suplicante, y viole las órdenes de Júpiter.» Tales fueron sus palabras. El anciano sintió temor y obedeció el mandato.
Ilíada, canto XXIV.

## Costumbre japonesa

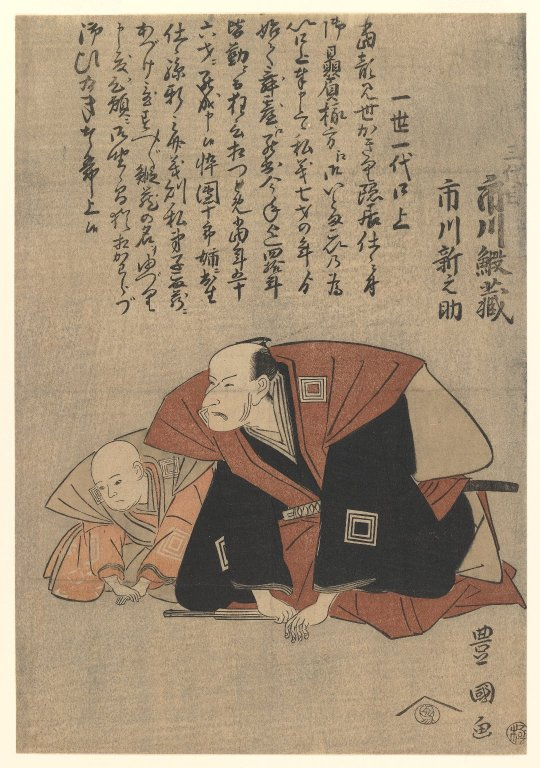
Dos actores kabuki efectuando la dogeza. Grabado de Utagawa Toyokuni, ca. 1800.
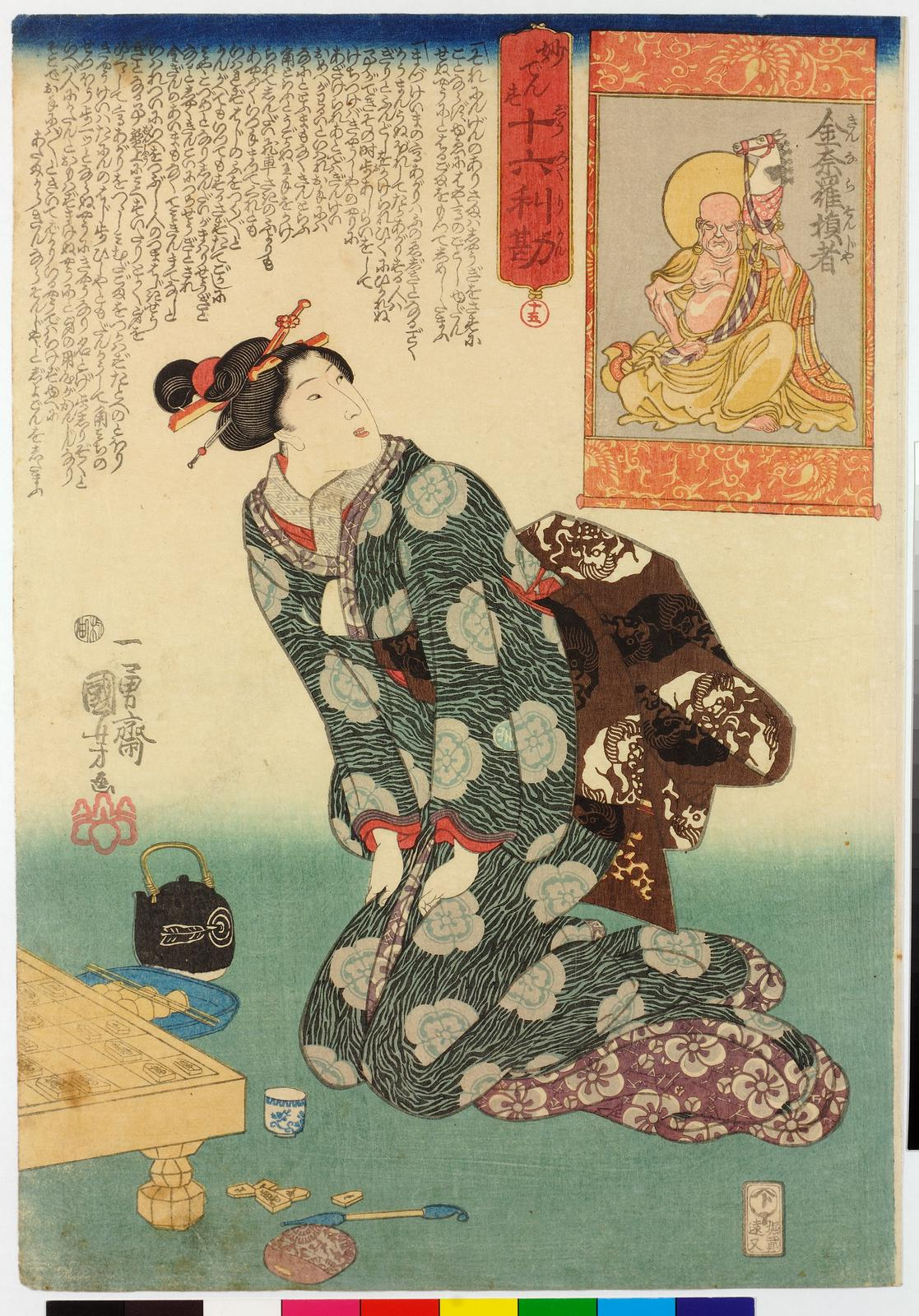
Grabado de Utagawa Kuniyoshi (ca. 1845) que representa a una mujer arrodillada junto a un tablero de shogi y una tetera.
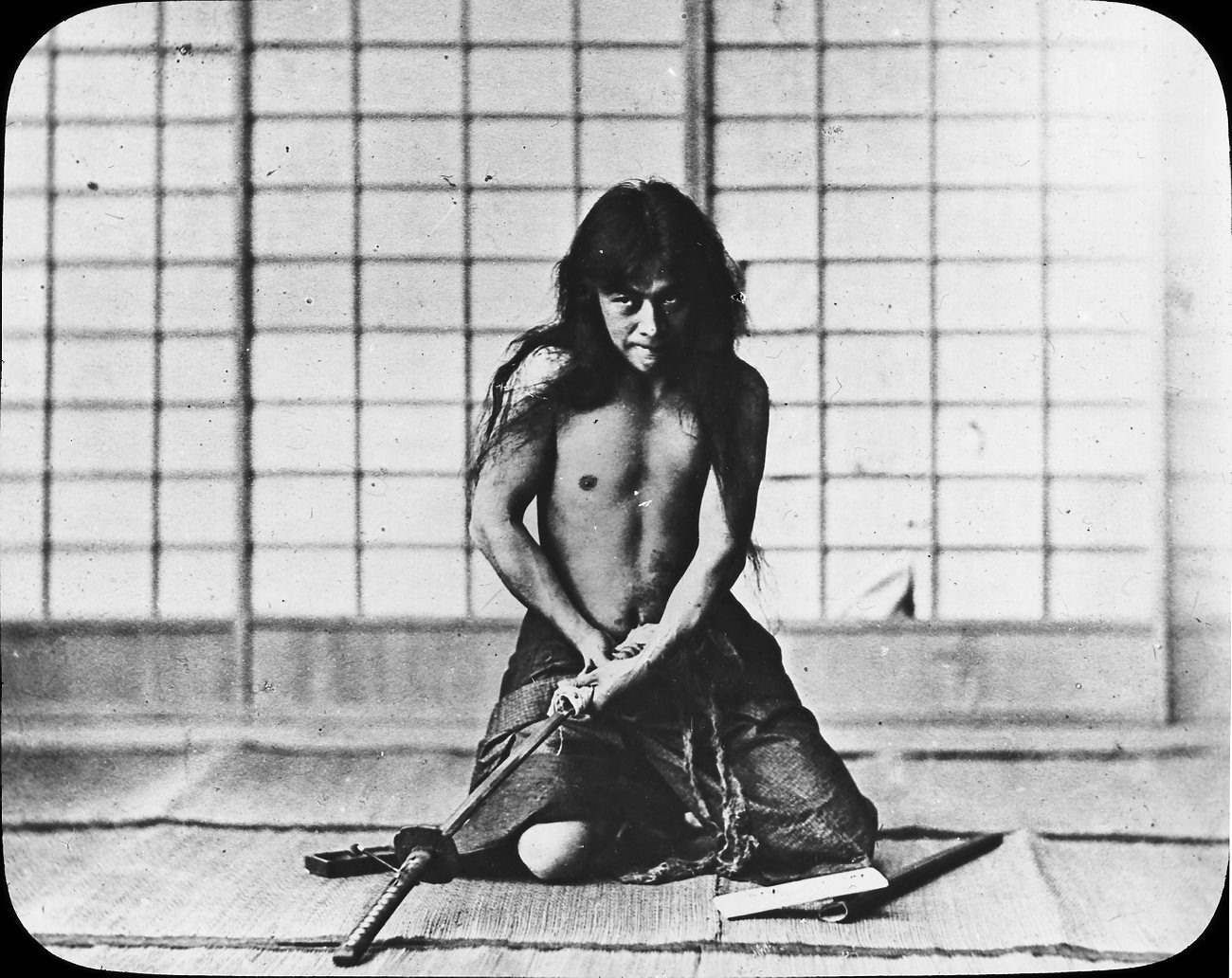
Fotografía de finales del siglo XIX que muestra a un samurai arrodillado en actitud de cometer seppuku.
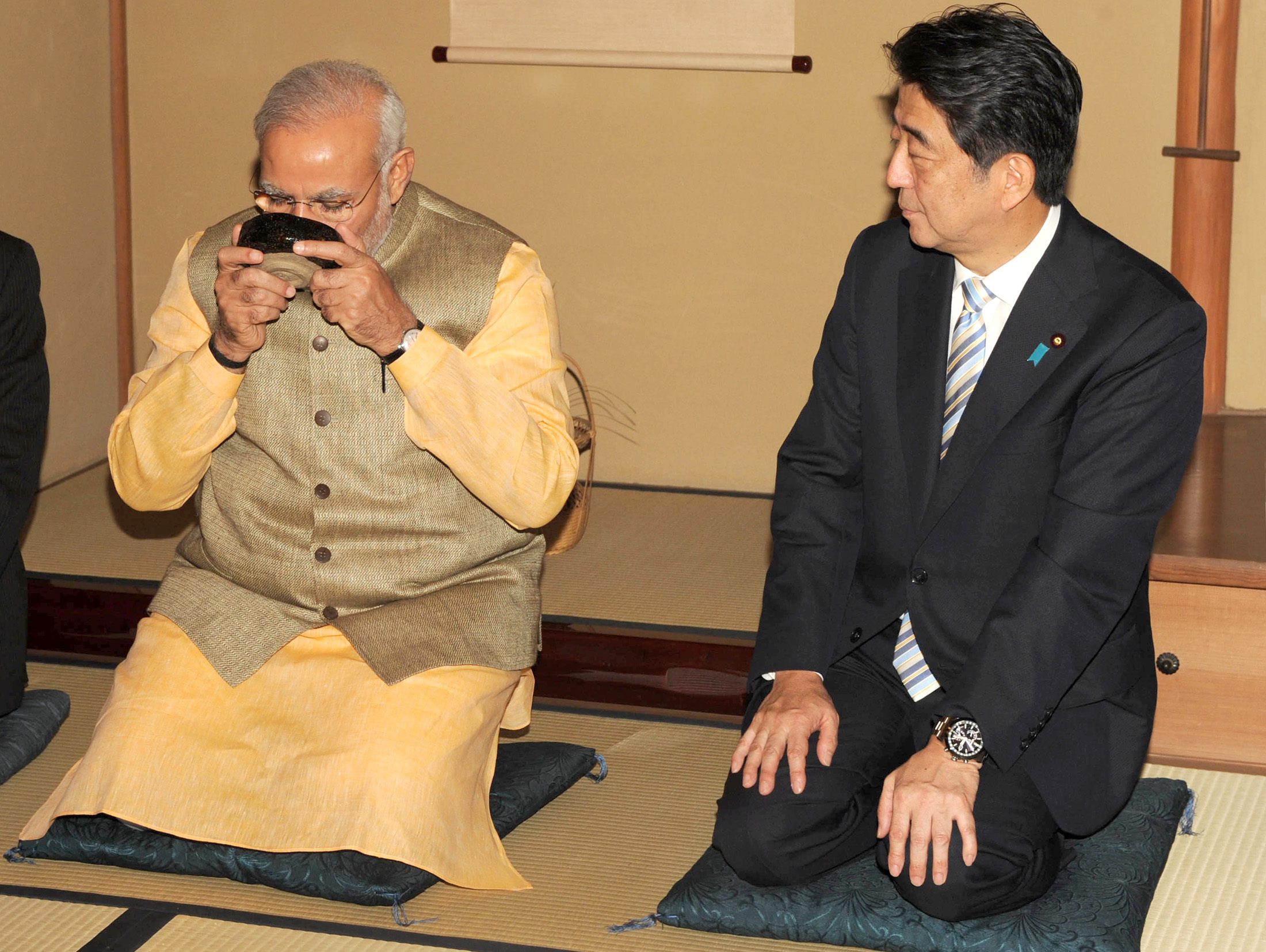
Narendra Modi y Shinzo Abe arrodillados en la postura seiza.

Dogeza es una forma tradicional de inclinación respetuosa para el reconocimiento a los superiores. Esta práctica tiene dos pasos: arrodillarse en el suelo y luego inclinarse hasta tocar el suelo con la cabeza. También puede expresar disculpa, o un intento de bendecir a alguien con tu buen favor. Principalmente es una forma de disculpa formal y profundamente emocial hacia alguien que mayor rango dentro de la sociedad. Es más bien una antigua forma de reverencia que ha caído en desuso.
Seiza es la forma de permanecer arrodillado que equivale en la cultura tradicional japonesa a la de estar sentado en la cultura occidental. Fue adoptada para ese uso a partir del periodo Edo. Desde entonces hasta la actualidad se ha convertido en la forma tradicional de permanecer en el hogar y en ciertos eventos culturales de importancia, como los funerales o las ceremonias del té. A no ser que comience a practicarse a una edad muy temprana, es incómoda para los que tienen que practicarla durante mucho tiempo.

## Costumbre china
En la cultura china hay una forma de prostración que incluye el arrodillamiento llamada kowtow, en la que el que la ejecuta se arrodilla y luego inclina el tronco hacia el suelo hasta que su frente toca el suelo. Era la forma tradicional de mostrar respeto. La traducción literal de la palabra en chino mandarín es "golpear la cabeza". Para ejecutarla de forma completa hay que realizar tres arrodillamientos y nueve golpes de cabeza (el número nueve es importante al ser el asociado con el emperador de China). Esta práctica no guarda relación con la de arrodillarse para cualquier actividad cotidiana, lo que es muy común.

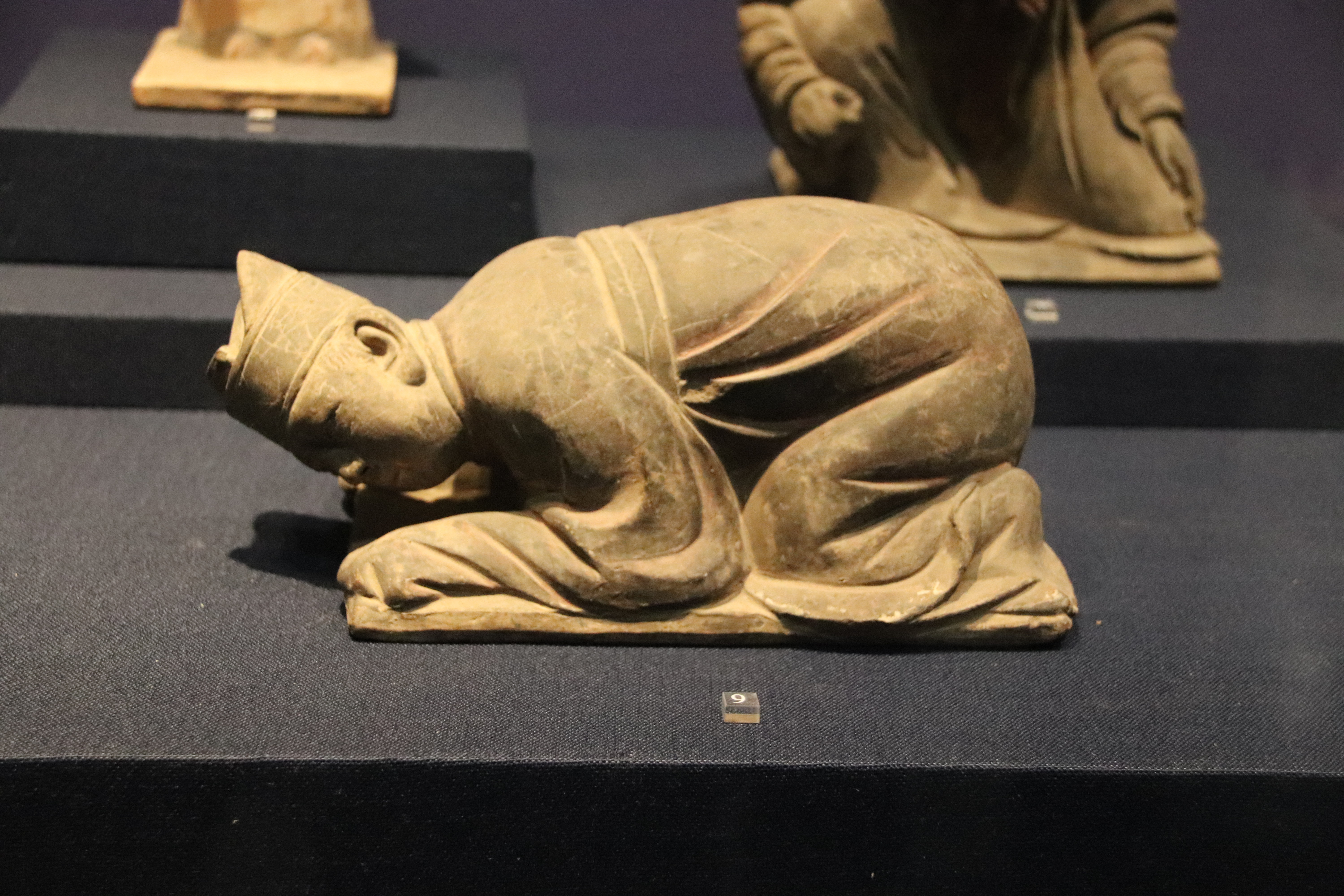
Estatuilla de un funcionario chino realizando el kowtow.
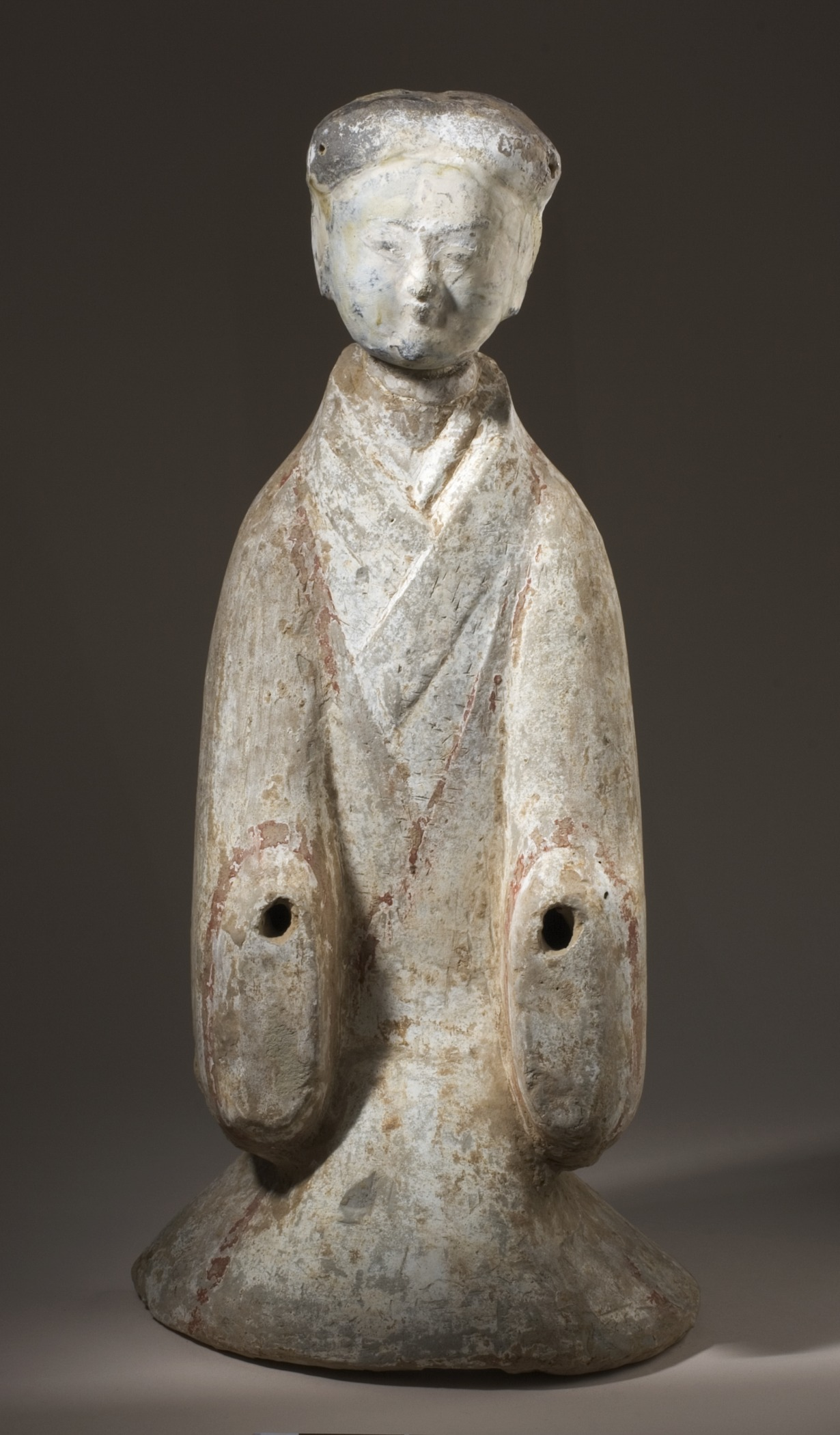
Estatuilla funeraria de un "animador arrodillado", dinastía Han (206 a. C.-25 d. C.)
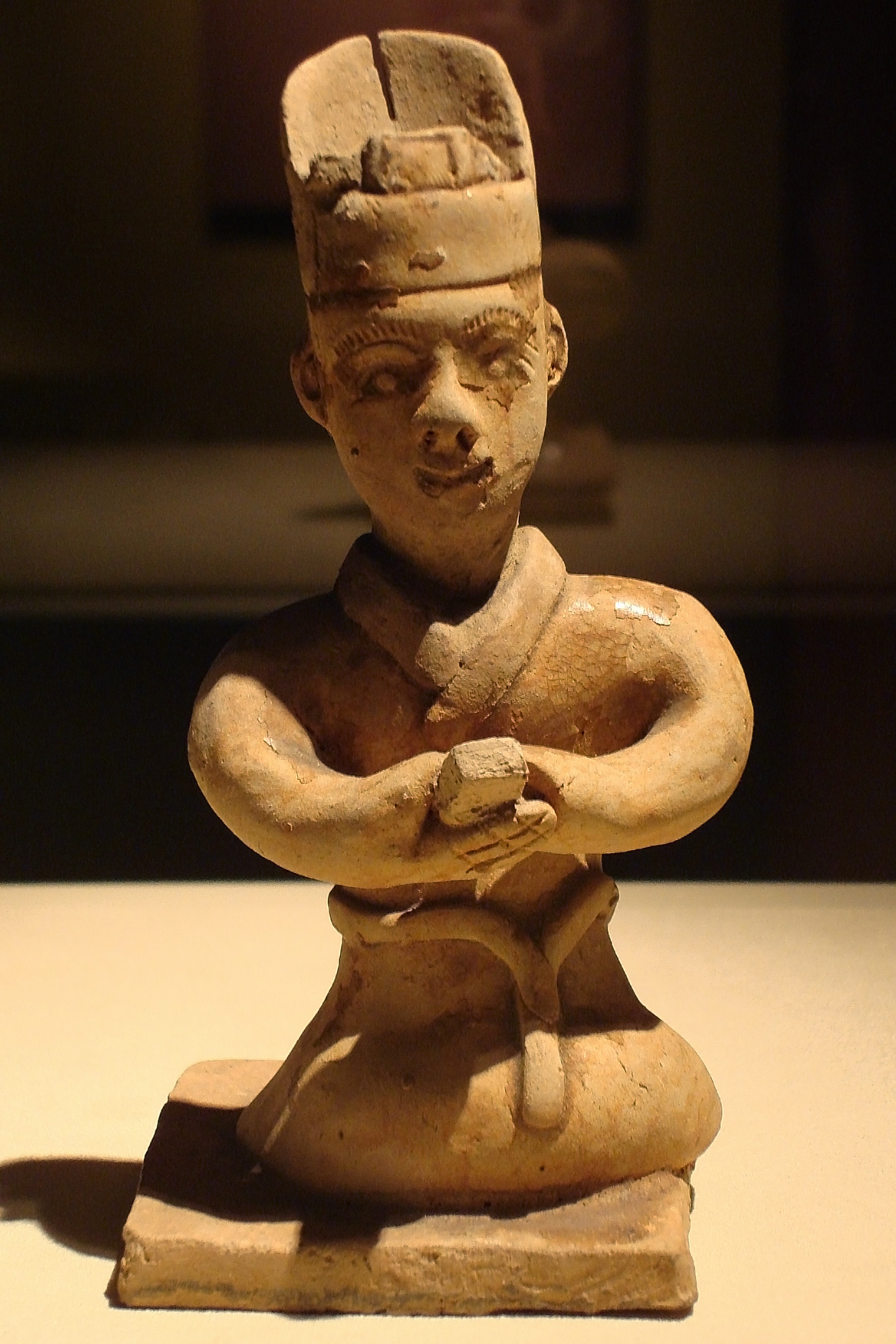
Estatuilla funeraria de un secretario arrodillado mientras entrega un informe a sus superiores, Changsha, provincia de Hunan, dinastía Jin Occidental (265-316).

El historiador de la China temprana Li Feng opina que el carácter Zhou occidental de bronce para yi 夷 (utilizado, por ejemplo, en dongyi o yi orientales, uno de los "cuatro pueblos bárbaros") estuvo "diferenciado de ren 人 (humano) por su gesto de arrodillamiento, claramente implicando una población que estuvo considerada una fuente potencial de esclavos o criados", significando así "conquistables por [ser] extranjeros".

## Efectos fisiológicos, diferencias culturales y pruebas arqueológicas

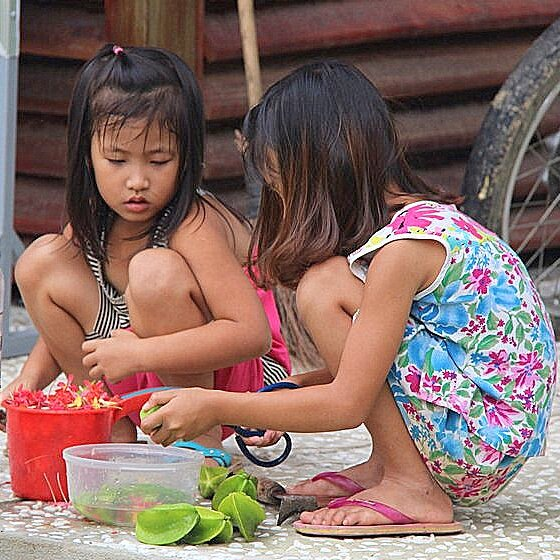
Niñas vietnamitas en cuclillas.

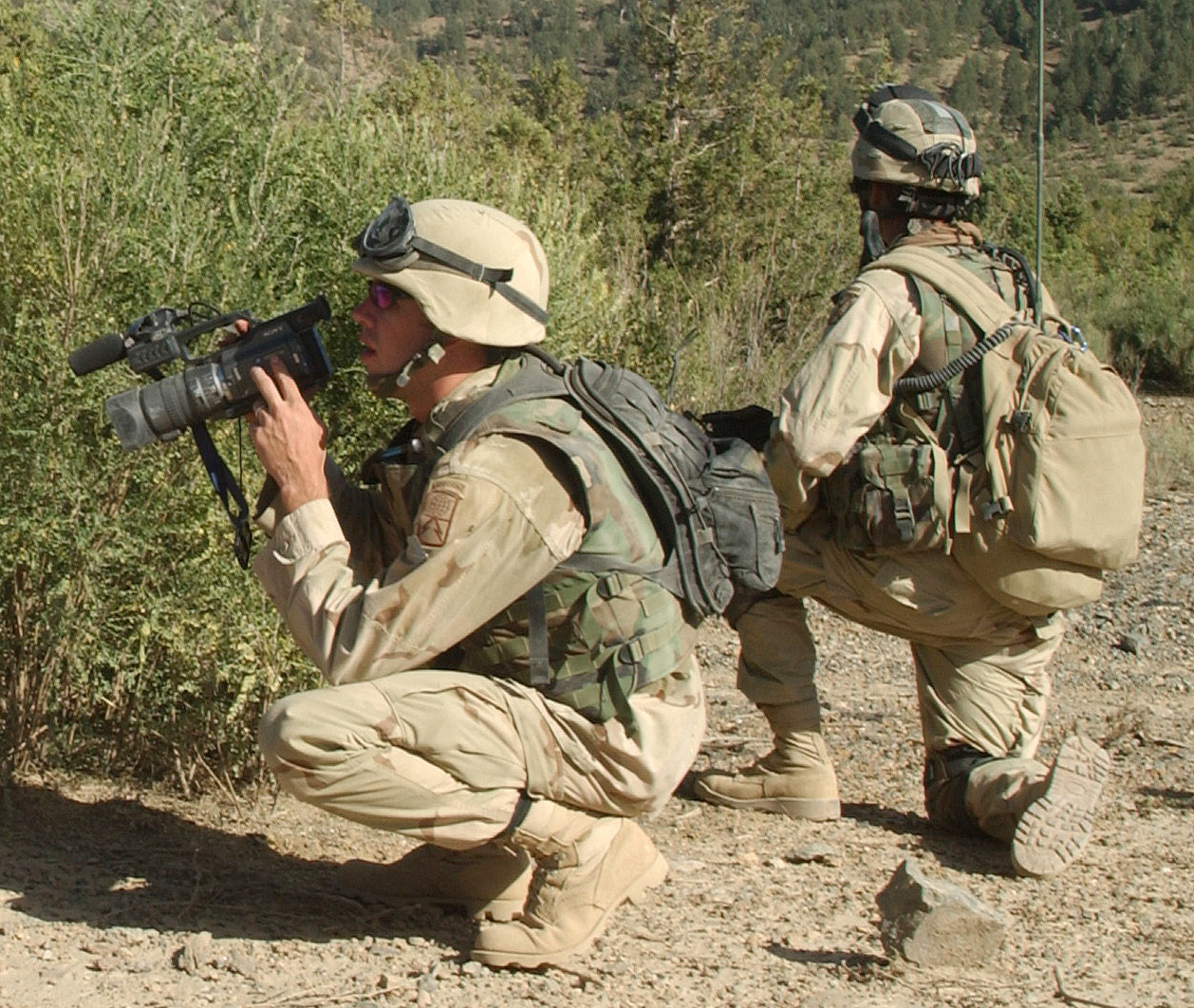
Soldados estadounidenses, uno en cuclillas y otro arrodillado. Ambos tienen cada pierna, pie y rodilla en distintos tipos de flexión y apoyo.

En las culturas de Extremo Oriente (China, Japón, Corea, Vietnam), las posturas de gran flexión como el arrodillamiento y ponerse en cuclillas se usan cotidianamente en muchas actividades, mientras que la cultura occidental moderna las ha restringido a actividades religiosas y placenteras, aunque sigue habiendo ciertas actividades laborales que las exigen. Este hecho hace que el estilo de arrodillamiento o cuclillas sea diferente entre grupos étnicos: mientras los caucásicos tienden a flexionar el antepié (empeine), los asiáticos mantienen el pie plano sobre el suelo.
En los dos efectos más comunes del arrodillamiento, plantiflexión y dorsiflexión, la pierna adelantada puede experimentar una mayor aducción y momento de flexión, que se asocia con aumento de carga en la articulación de la rodilla.
El estudio de esqueletos hallados en yacimientos precolombinos de la costa de Ecuador sugieren comportamientos de arrodillamiento y postura en cuclillas. Hay evidencias óseas de articulaciones metatarsofalángicas (entre el metatarso del pie y los huesos proximales) que muestran que la superficie articular surface de la cabeza del primer hueso metatarsiano (localizado tras el pulgar) se extiende hacia el lado superior. En el lado ventral, el borde del área ventricular se ha levantado del eje o sección media del  hueso largo y se extiende al lado lateral. Toda la evidencia ósea sugiere una tendencia a la hiperdorsiflexion prolongada o un uso incrementado de los músculos de la parte frontal del pie, que se asocial con una postura habitual de arrodillamiento. Además, el aplanamiento de la superficie ventral del metatarso implica puntos de presión relacionados con esa misma postura.

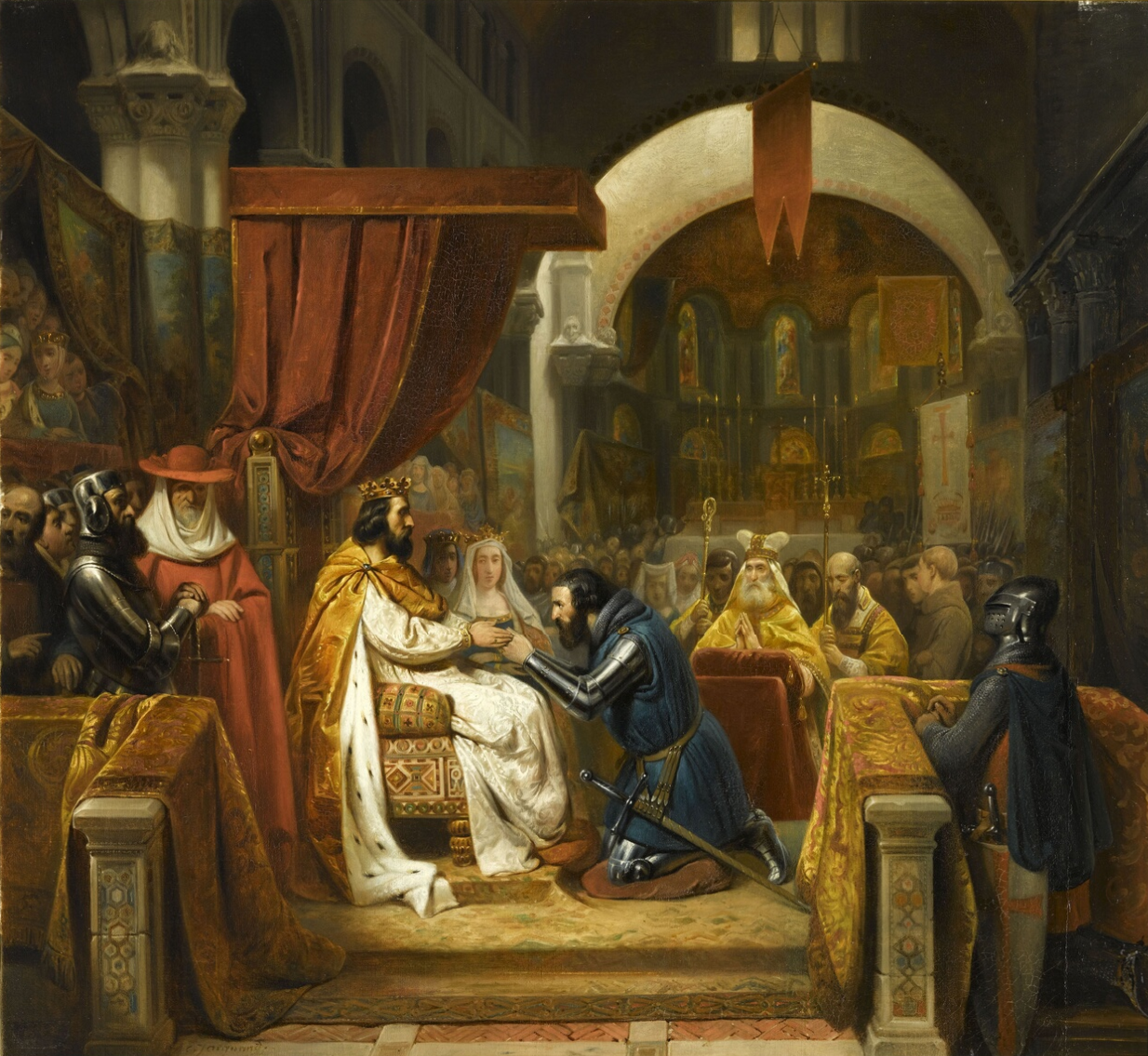
Pintura de historia (de Claudius Jacquand, 1841) en la que se reconstruye una ceremonia de homenaje de Enrique de Borgoña ante el rey Alfonso VI de León, que le inviste como conde de Portugal (hecho que habría ocurrido a finales del).

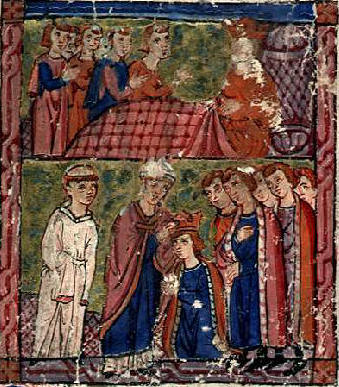
Muerte de Balduino IV y coronación de Balduino V como rey de Jerusalén (1185). La ilustración pertenece a un manuscrito de finales del.

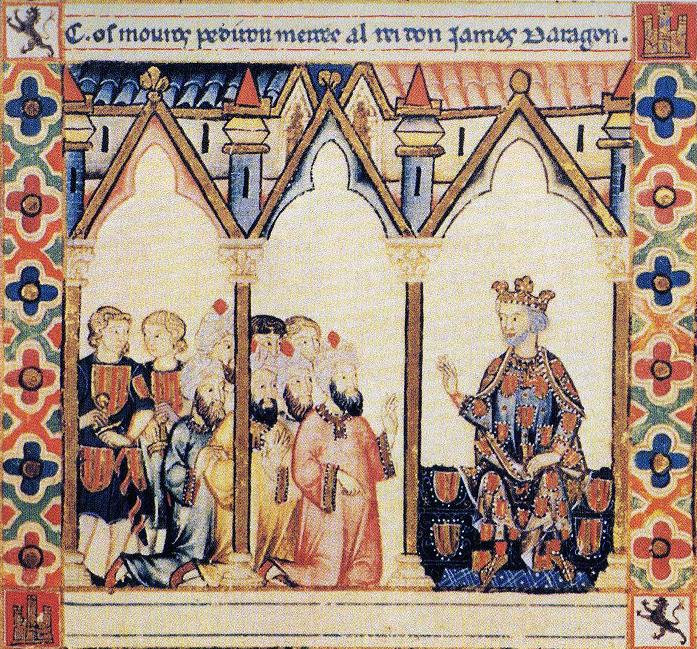
El rey Jaime I de Aragón recibe a un grupo de musulmanes. Ilustración de las Cantigas de Santa María, finales del.

## Nobleza y monarquía
El homenaje y la investidura feudal en la Alta Edad Media, y más adelante la ceremonia para ser armado caballero, ritualizaron el acto de arrodillarse como reconocimiento protocolario de la jerarquía, en la que el subordinado se arrodillaba ante su superior. Las monarquías del Antiguo Régimen, que tenían en distinción estamental de la nobleza y en el control regalista del clero por el rey dos de sus principales estructuras sociales y políticas, siguieron utilizando ceremonias sacralizadas similares. En la Edad Contemporánea decayeron en la mayor parte de los países, aunque siguen manteniéndose sobre todo en el Reino Unido. Las ceremonias de coronación o consagración real o imperial podían incluir el arrodillamiento en un contexto religioso, aunque era más propio de la dignidad a adquirir que el monarca permaneciera en posición sentada mientras se le imponen los iura regalia, y sean los súbditos los que se arrodillen (o al menos se inclinen y se descubran) en reconocimiento de la proclamación. En el caso de La consagración de Napoleón (tal como se encargó representarla) la posición sentada del papa contrasta con la posición de pie de Bonaparte, que sostiene en alto la corona ante la arrodillada Josefina.

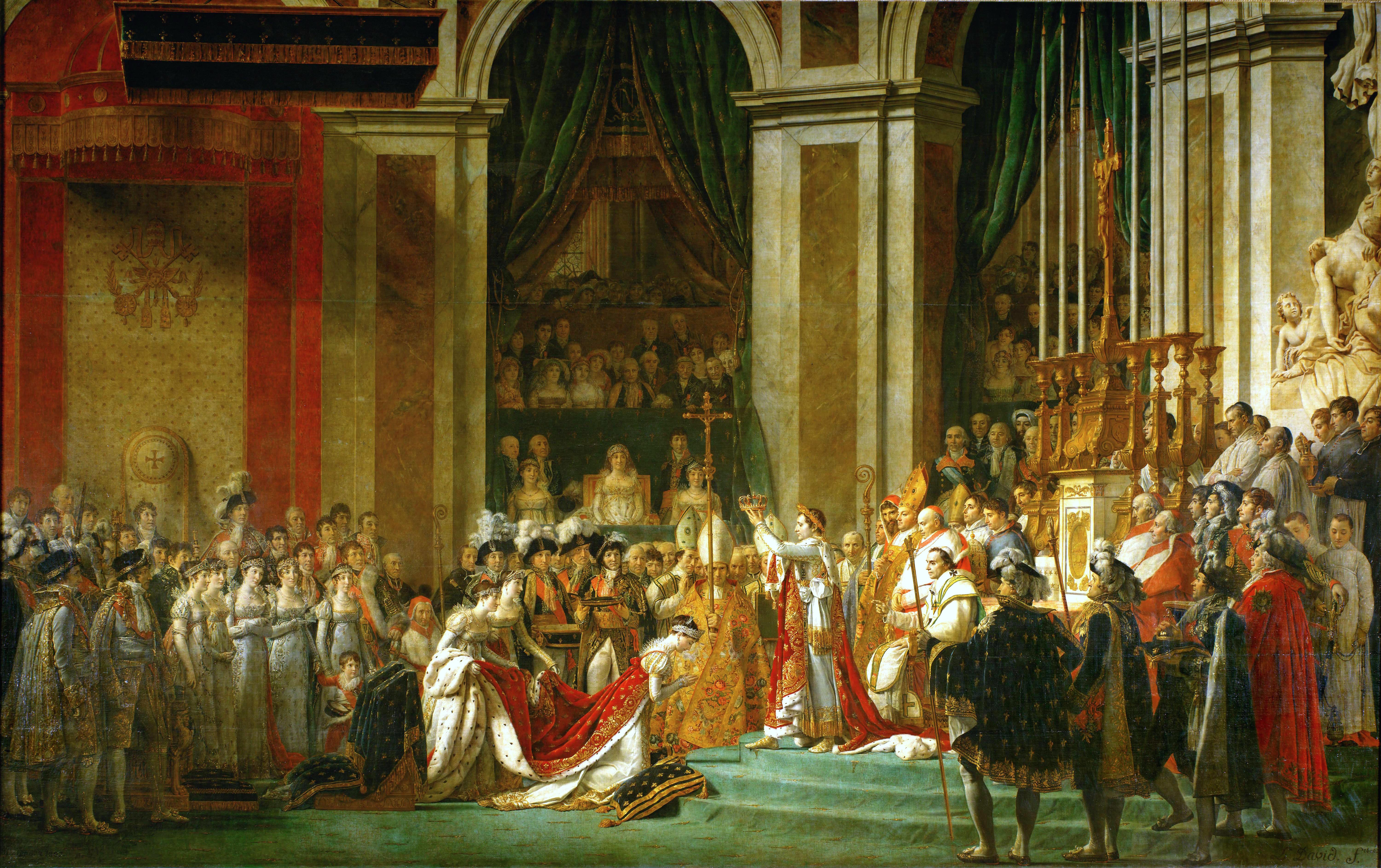
La consagración de Napoleón, de Jacques Louis David, 1805-1809.

El gesto de arrodillarse ante quien va a armarle es una forma de que el caballero proclame su dedicación personal a servir y honrar a su rey y su iglesia (o a su patria y a su Dios, según como se conciban esos conceptos abstractos). En el origen de la institución, solo los hombres podían ser armados caballeros; cuando esto se cambia para incluir a la mujer, esa dignidad se denomina dame. En el ritual de ser armado caballero tal como se realizaba en la Edad Media (y que se describe paródicamente en Don Quijote de la Mancha), el futuro caballero se arrodillaba ante un altar sobre el que se disponía una espada. El periodo durante el que se "velaban las armas" podía ser toda una noche. Durante el espaldarazo, el caballero se arrodillaba ante el (rey, señor o simple caballero) que le fuera a armarle caballero a su vez, golpeándole con la parte plana de una espada.

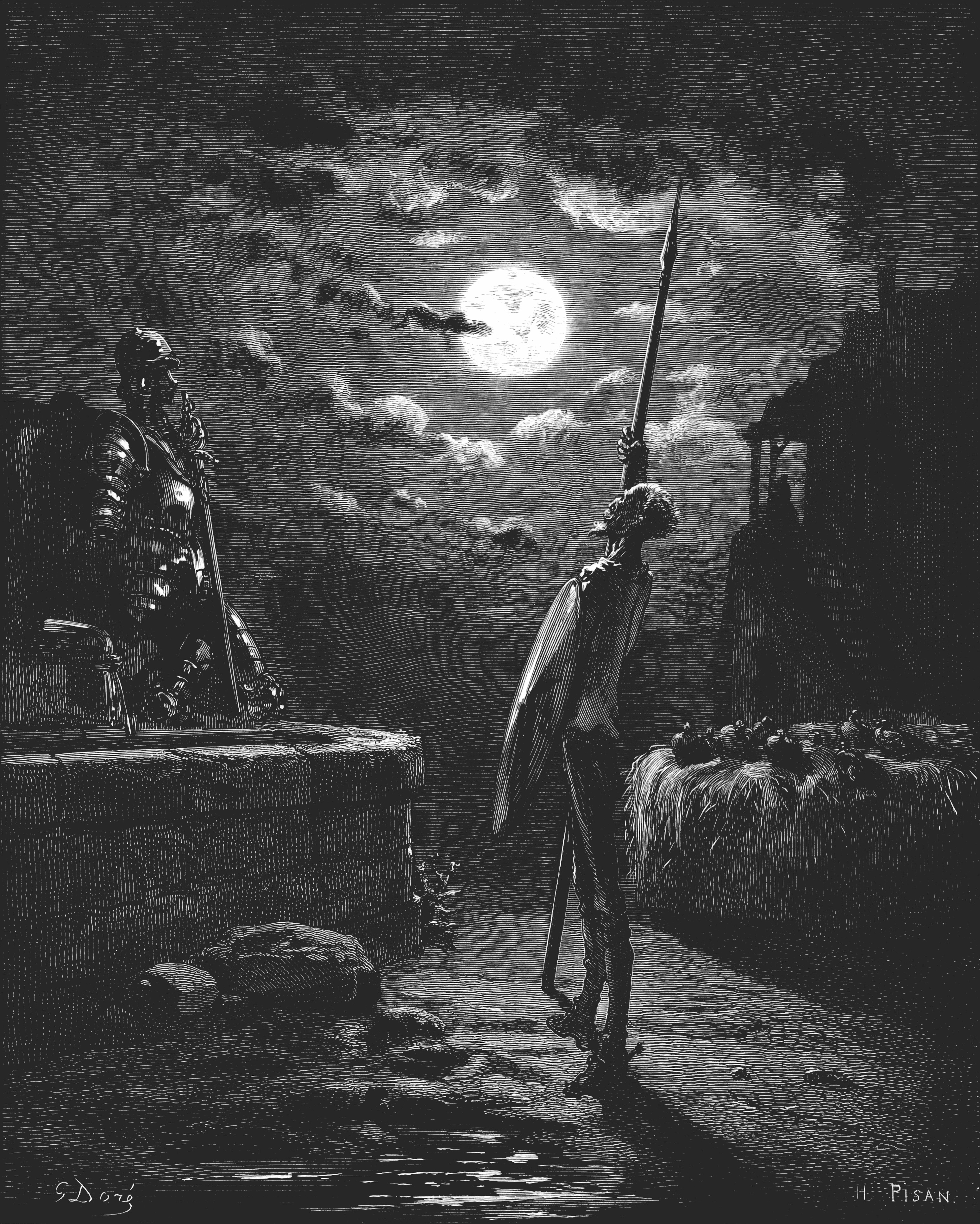
Don Quijote velando sus armas, ilustración de Gustavo Doré
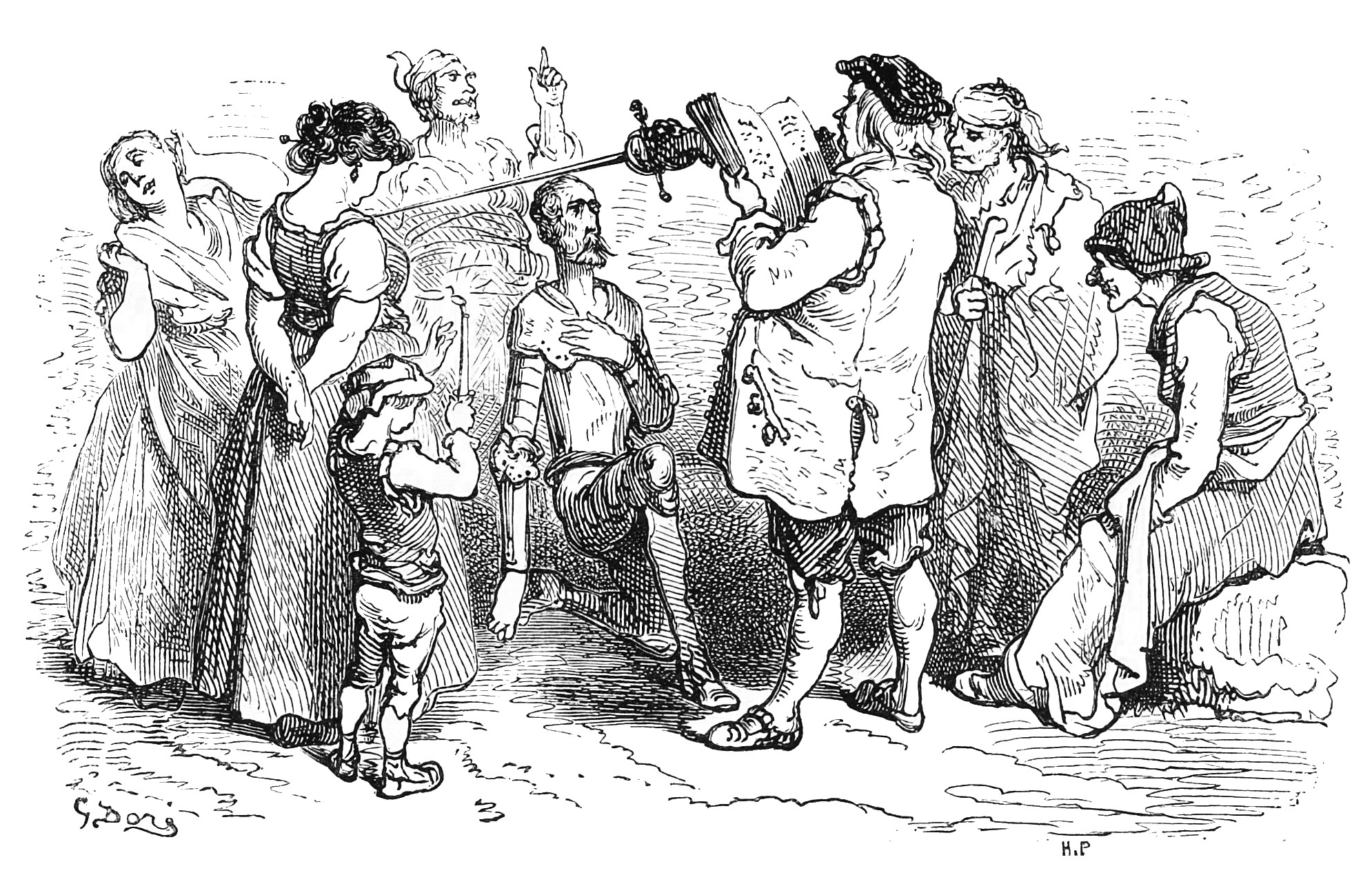
Don Quijote es armado caballero, ídem.
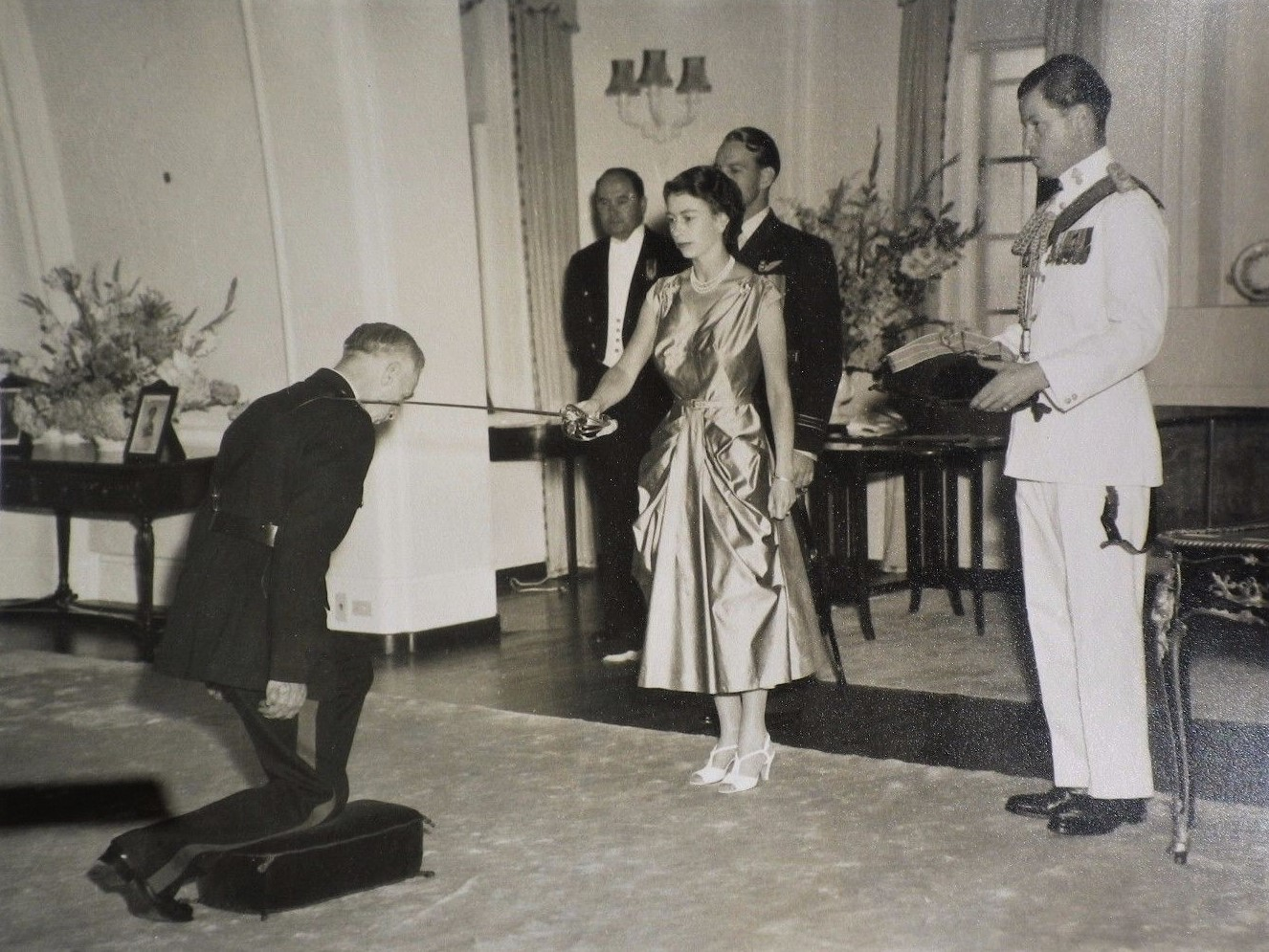
Isabel II dando el espaldarazo a Sir Sydney Fairbairn Rowell, 1953.

Las ceremonias para adquirir la condición de caballero han ido perdiendo rigidez, para hacerlas accesibles a colectivos más diversos y no se requieren tantos requisitos. En la actualidad, las Knighting ceremonies del Reino Unido suelen tener lugar en un día especial (investiture) en el que los que han sido agraciados con ese honor por la Corona reciben su recompensa en persona en una de las residencias regias (royal residence), sin arrodillarse ante ningún altar con armas. El arrodillamiento se mantiene ante el monarca durante el espaldarazo (accolade), apoyando una rodilla en un "taburete de investidura" (investiture stool) mientras el rey o reina golpea un hombro del caballero (o dame) con el canto de una espada.
Si en algunos países con monarquía todavía se considera el arrodillamiento un signo de respeto y humildad, tales consideraciones no son usuales en otros, especialmente si no se rigen por ese sistema político. A causa de esa diferencia cultural, no se requiere a los extranjeros que se arrodillen cuando son nombrados caballeros en el Reino Unido (ese fue el caso del 
general Schwarzkopf cuando fue nombrado caballero por la reina Isabel II en 1991). Otras excepciones que eximen de arrodillarse son las de la avanzada edad, discapacidad física o mala salud.

### Otras interactuaciones con la monarquía británica
En cualquier otra interactuación con el rey de Inglaterra, cuando se va a efectuar el saludo protocolario es un signo de reverencia y sumisión iniciar el gesto de arrodillarse de una forma estilizada (lo que se ha convertido en una inclinación de cabeza y tronco en los varones, mientras que las mujeres además, con una pierna ligeramente más adelantada que otra, doblan las rodillas sin llegar a tocar el suelo). Ejecutar propiamente ese reconocimiento ocasiona momentos de nerviosismo para los que no están acostumbrados (tanto nacionales como extranjeros), que han sido objeto de parodia (por ejemplo, en una famosa escena de Mr. Bean).
Durante su reinado, Isabel I de Inglaterra prefería el gesto de doblar la rodilla a un cumplido verbal como gesto de lealtad. Los que la satisfacían en ello, como Blanche Parry, una de sus damas favoritas de la corte, eran recompensados con una mayor proximidad a su persona y otros beneficios políticos. En tiempos recientes ya no se exige por la familia real ni la casa real (the British Royal Family and the Royal Household) que en Buckingham Palace se sigan los códigos tradicionales de comportamiento al saludar a los miembros de la familia real. Aunque todavía aceptan que quien quiera seguirlos lo haga, entienden que haya quien no se sienta cómodo con el arrodillamiento, entre otros gestos de sumisión.

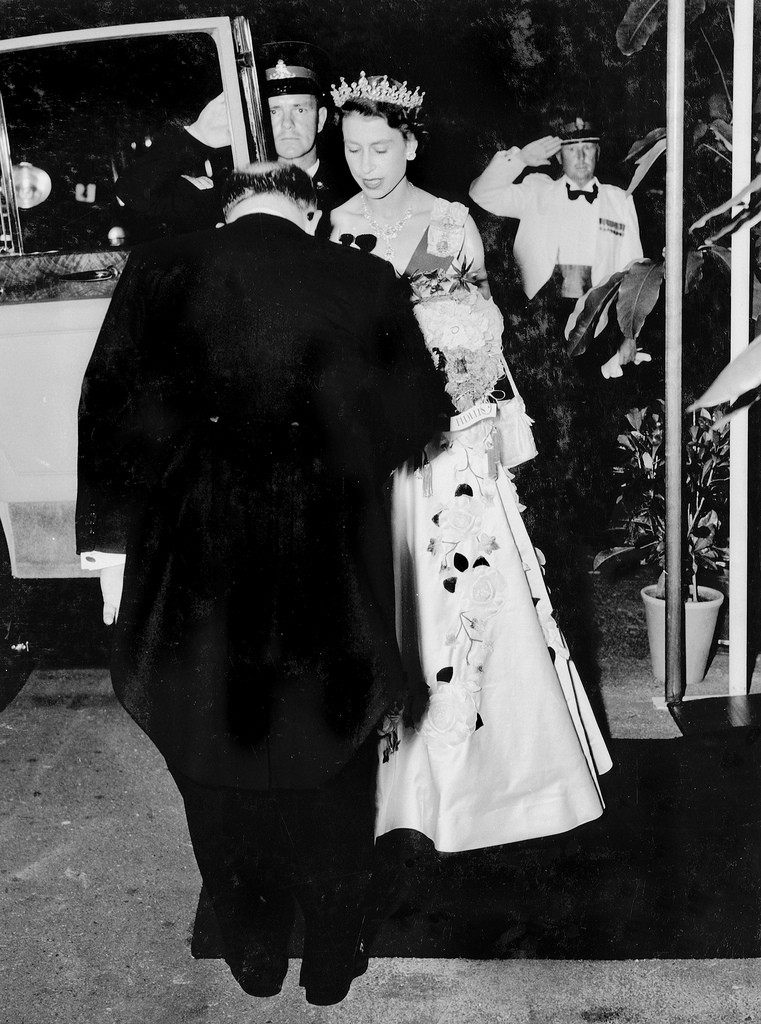
Isabel II en una recepción de Estado, 1954.
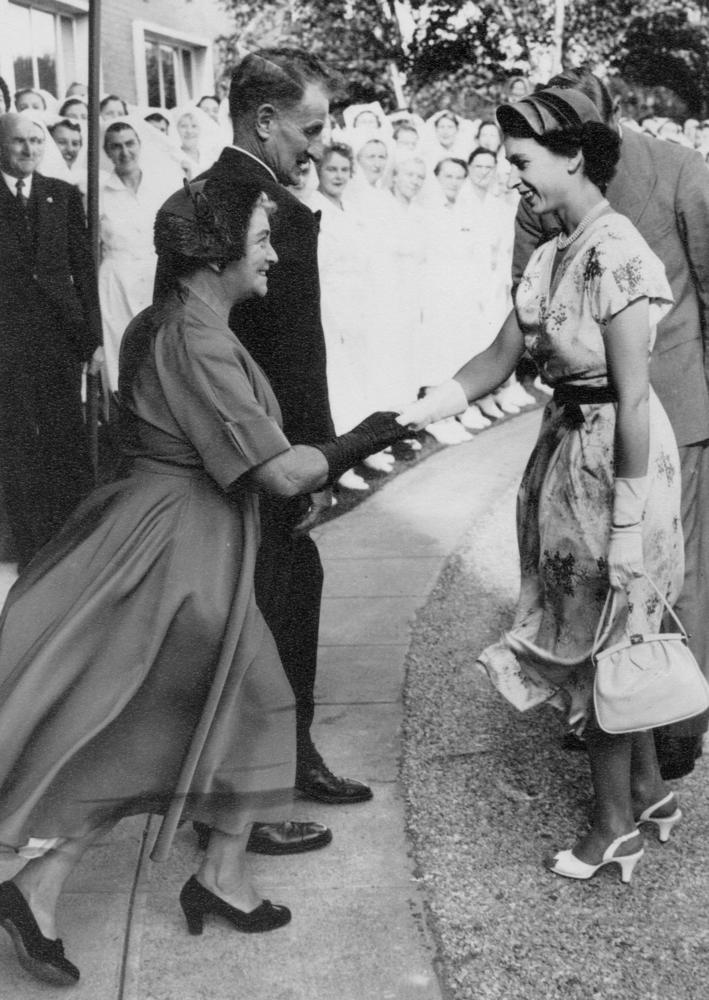
Una dama es presentada a la reina, mismo año.
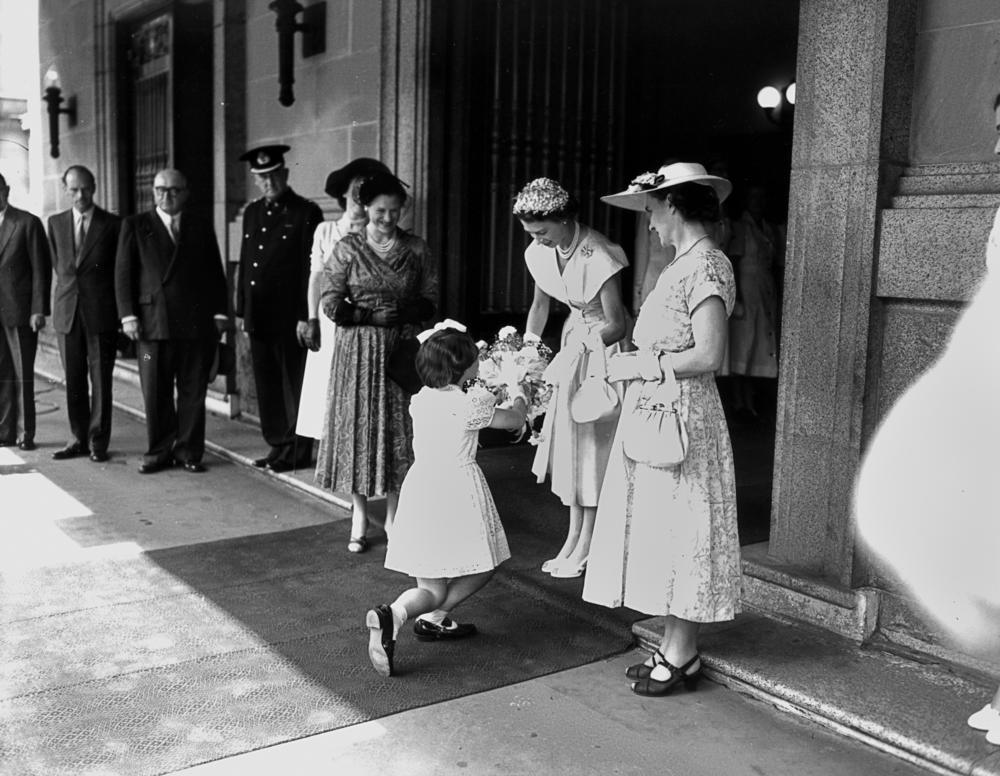
Una niña ofrece flores a la reina, mismo año.

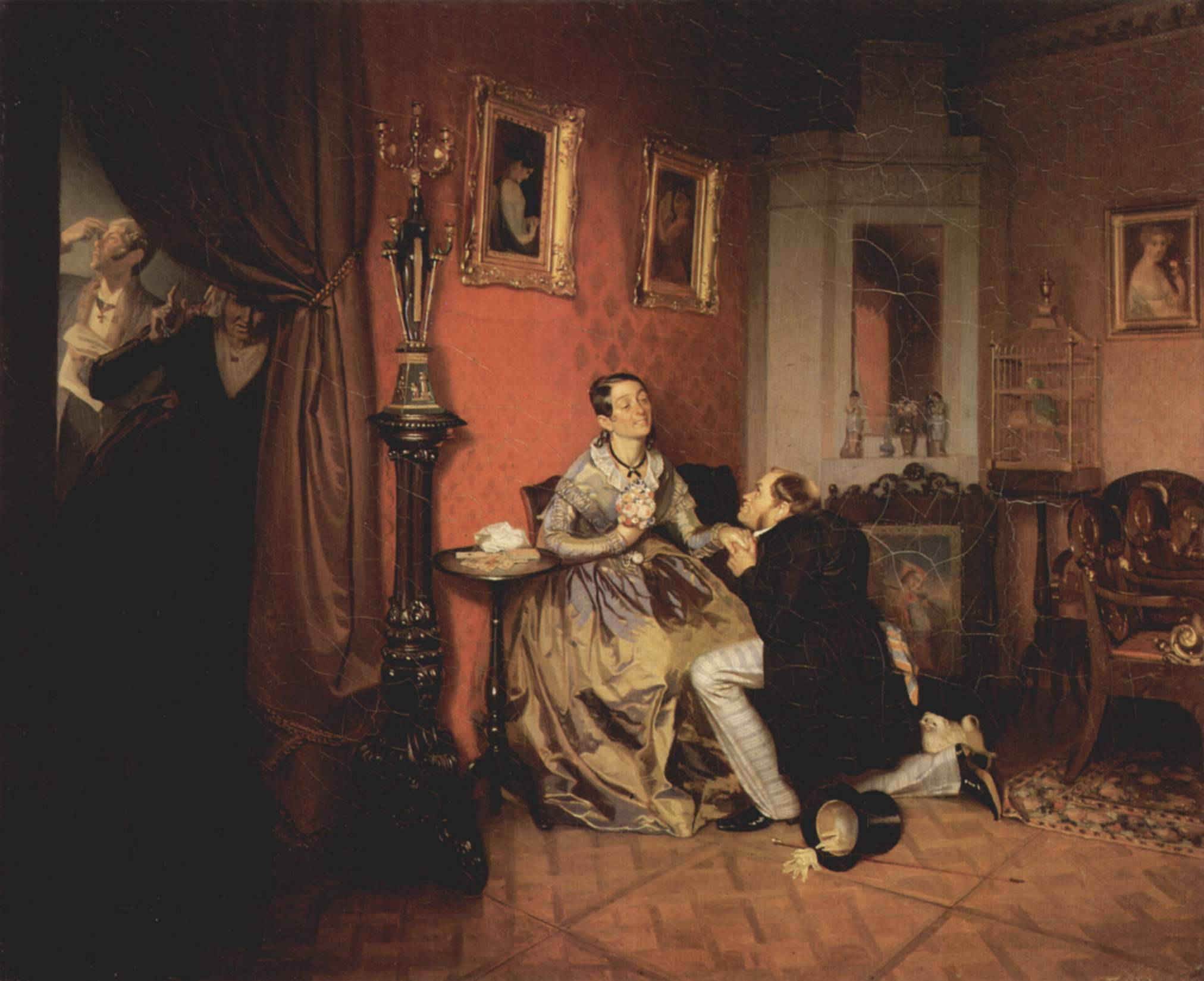
Petición de mano, de Pável Fedótov, 1847.

## Proposición de matrimonio
Arrodillarse es una convención social asociada a la declaración de amor o proposición de matrimonio desde hace más de un siglo en la cultura occidental. Típicamente incluye al novio arrodillándose (normalmente con una sola rodilla, es decir, una genuflexión) mientras ofrece un anillo de compromiso a la novia. Hacerlo en privado o en público, y con o sin el conocimiento previo de la novia, son cuestiones valorables.
A pesar de que se suele tener por una costumbre tradicional, no está claro su origen histórico, siendo de hecho una costumbre relativamente moderna. Se ha propuesto asociarlo a la costumbre feudal de arrodillarse ante el señor en señal de vasallaje (la ceremonia del homenaje) o servidumbre, o ante el vencedor en señal de rendición en una justa o torneo. La iconografía medieval incluye representaciones de caballeros arrodillados ante damas, en lo que se conoce como amor cortés, sugiriendo que el arrodillamiento es una forma de expresión del amor en la que se ofrece una sumisión similar a la que se debe al señor.

## Ceremonial del matrimonio
En el ceremonial del matrimonio cristiano, especialmente en las denominaciones católicas, luteranas y anglicanas, es costumbre que los contrayentes se arrodillen ante el altar y recen un Padrenuestro. También es habitual que la ceremonia incluya una misa, durante la cual hay que arrodillarse varias veces, según la liturgia. Para seguir la ceremonia se suelen disponer reclinatorios.
En algunas ceremonias, además de otros rituales, que incluyen velo y lazo, la bendición nupcial la da el sacerdote mientras la pareja contrayente permanece arrodillada.
En otras religiones también hay costumbres que incluyen el arrodillamiento de los cónyuges.

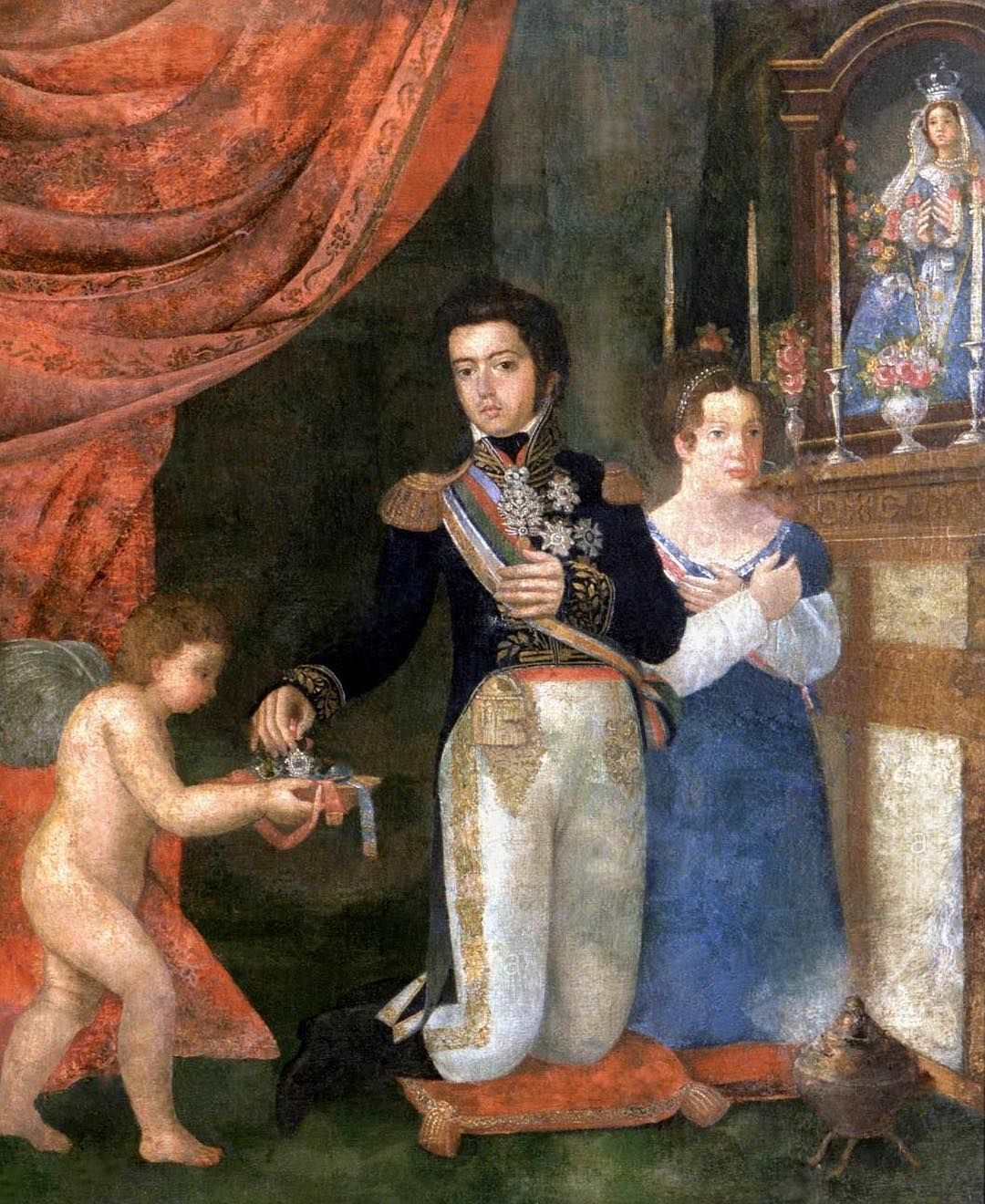
Alegoría de la boda de Pedro de Braganza y María Leopoldina de Habsburgo-Lorena, 1817.
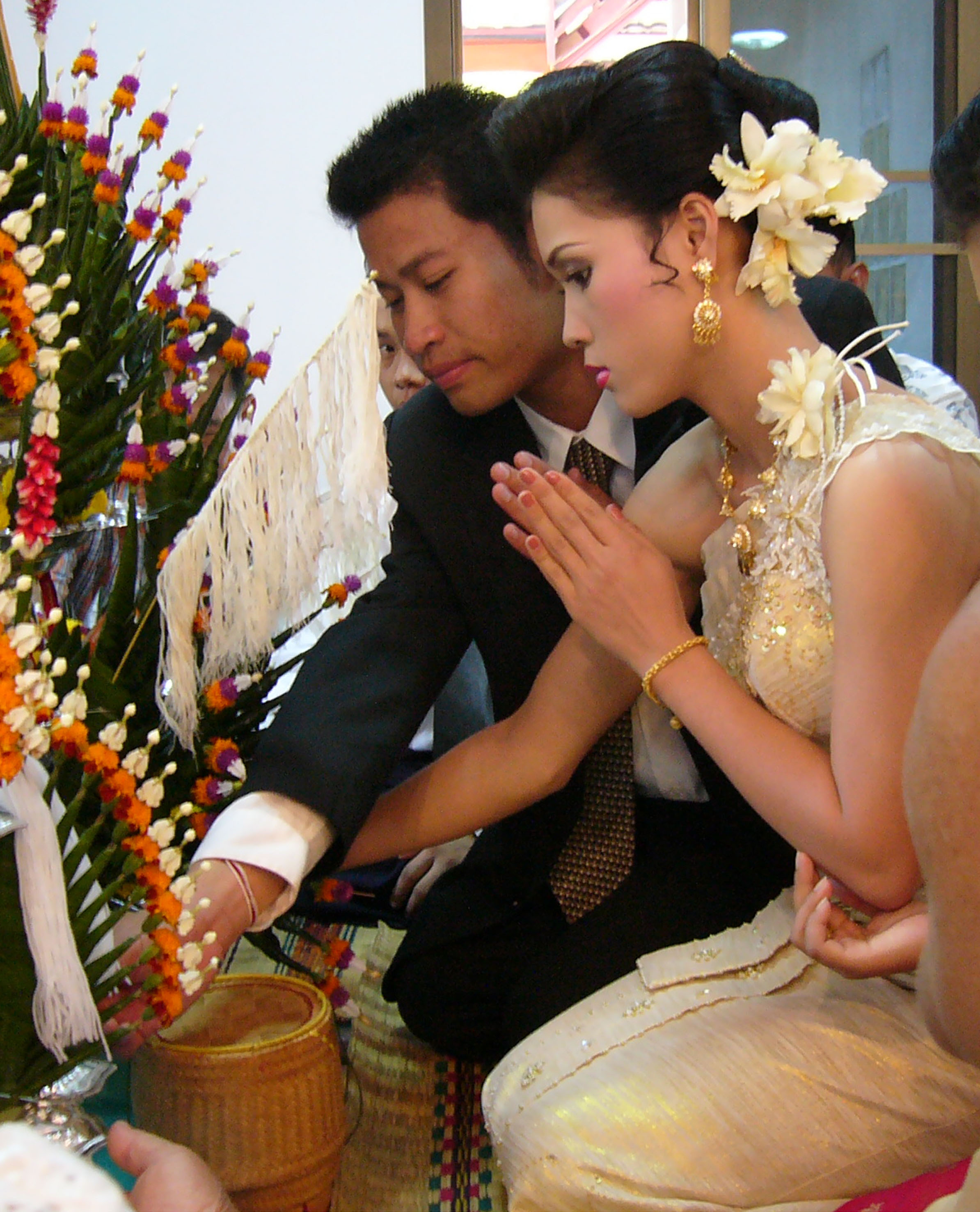
Ceremonia matrimonial en Tailandia.
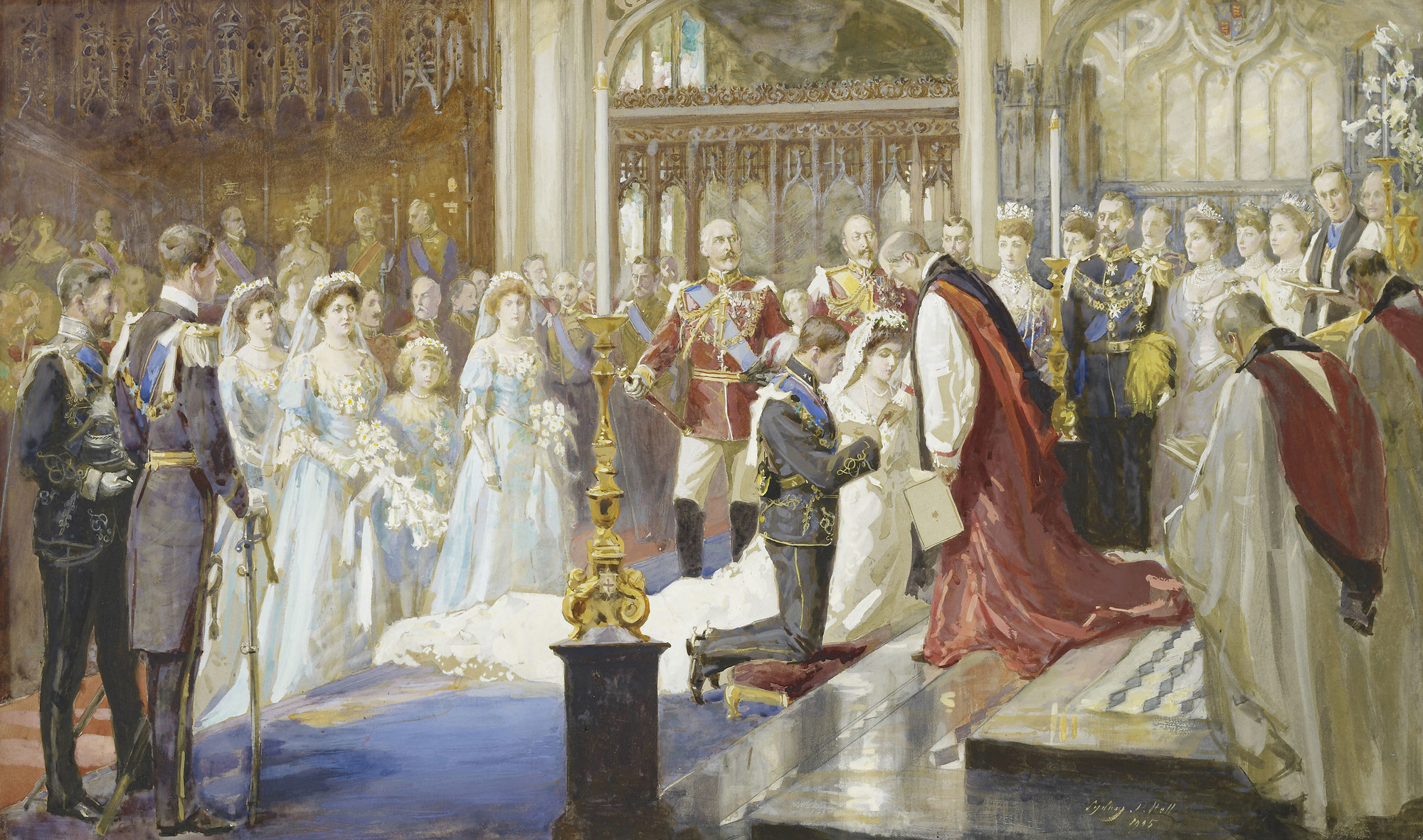
Boda de la princesa Margarita de Connaught y el príncipe Gustavo Adolfo de Suecia, 1905.

## Prácticas sexuales
La postura arrodillada se puede utilizar en distintas prácticas sexuales, como el sexo oral y otras. Su relación con los conceptos de dominancia y sumisión y el papel que pueda tener el sexo y el género en ello, hace que sea significativa en algunas prácticas englobadas o no en el acrónimo BDSM. La utilización de la postura arrodillada como una alusión sexual es frecuente, tanto en el habla popular como en la literatura, la música y otros artes.

## Postura para acceder al agua
La posición que se adopta para en algunas circunstancias para algunas actividades relacionadas con el acceso a una superficie de agua en un plano inferior, como beber, lavar o el aseo (de uno mismo o de otra persona, como un niño) suele ser de rodillas.

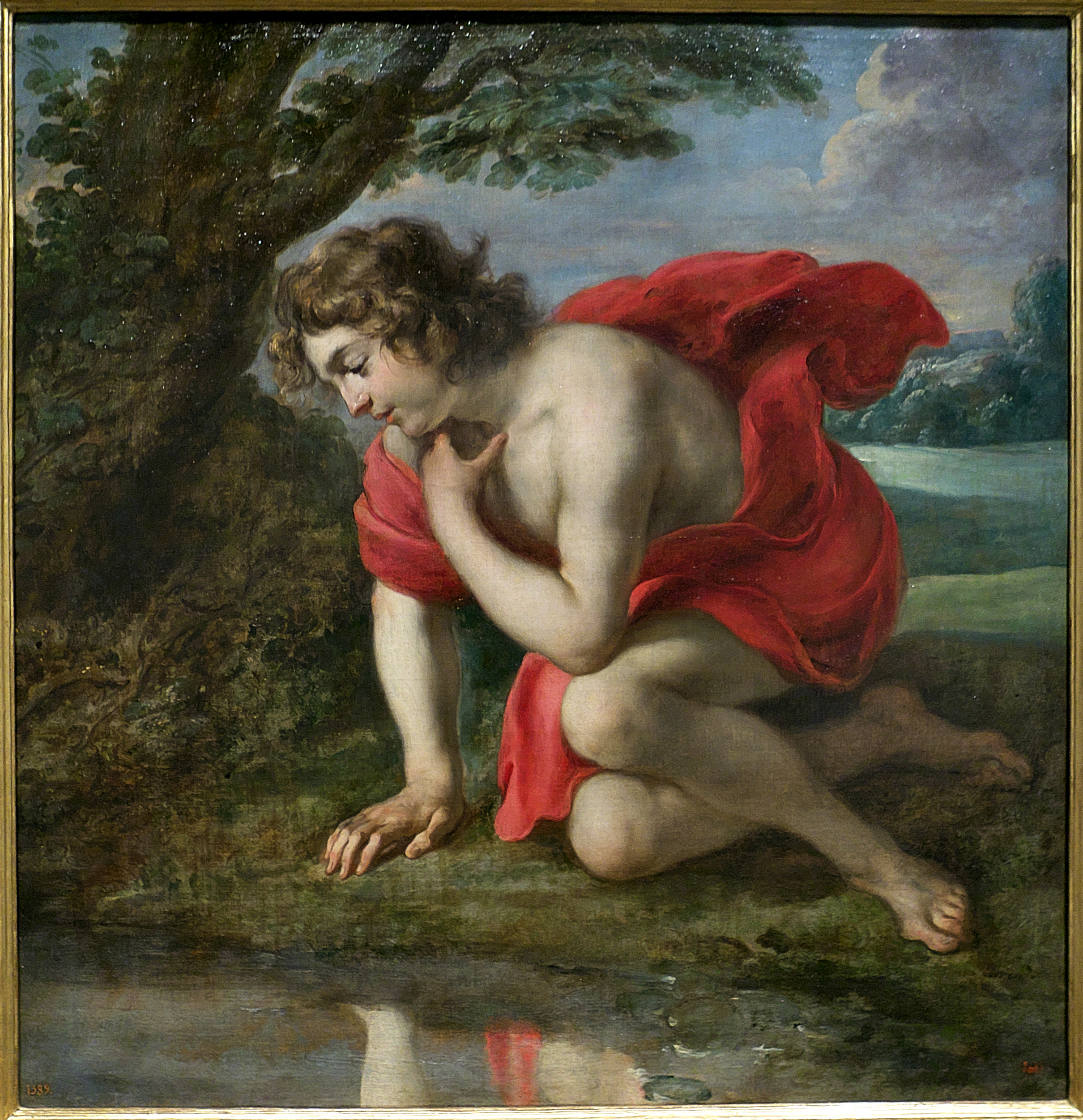
Narciso se enamora de su reflejo al ir a beber, de Jan Cossiers según diseño de Rubens, siglo XVII.
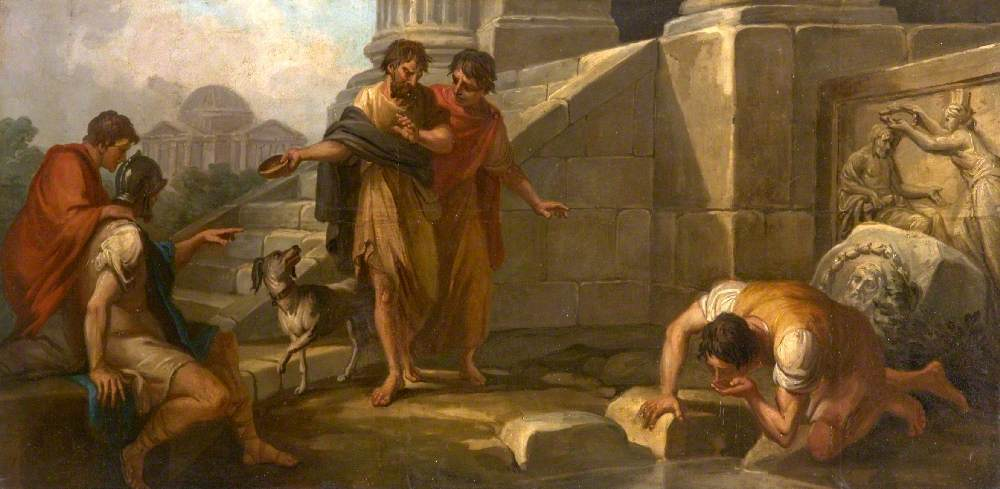
Diógenes arroja su cuenco al ver a un niño beber de su mano, de Antonio Zucchi, siglo XVIII.
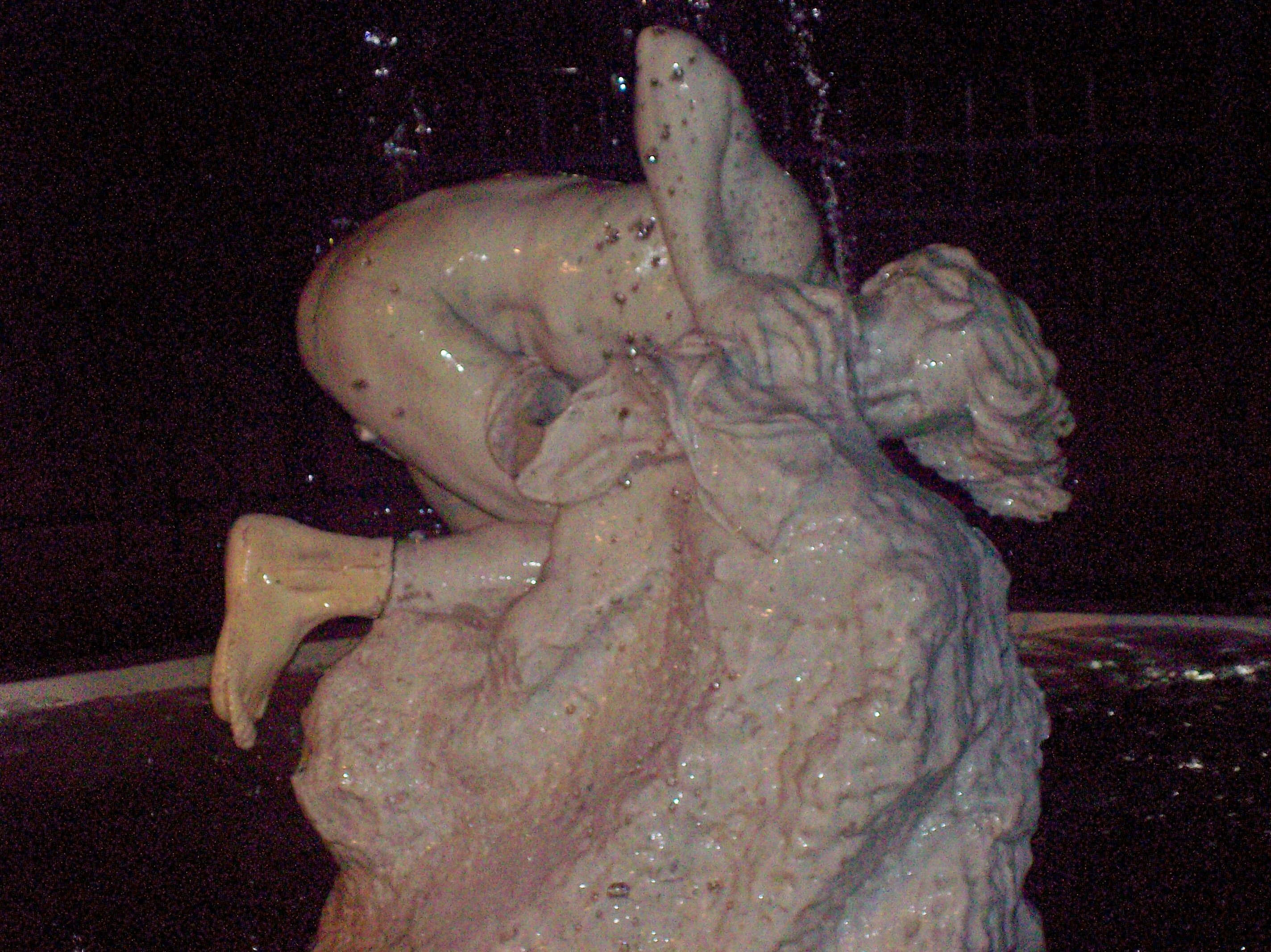
El sediento, de Luisa Motteau, siglo XX.
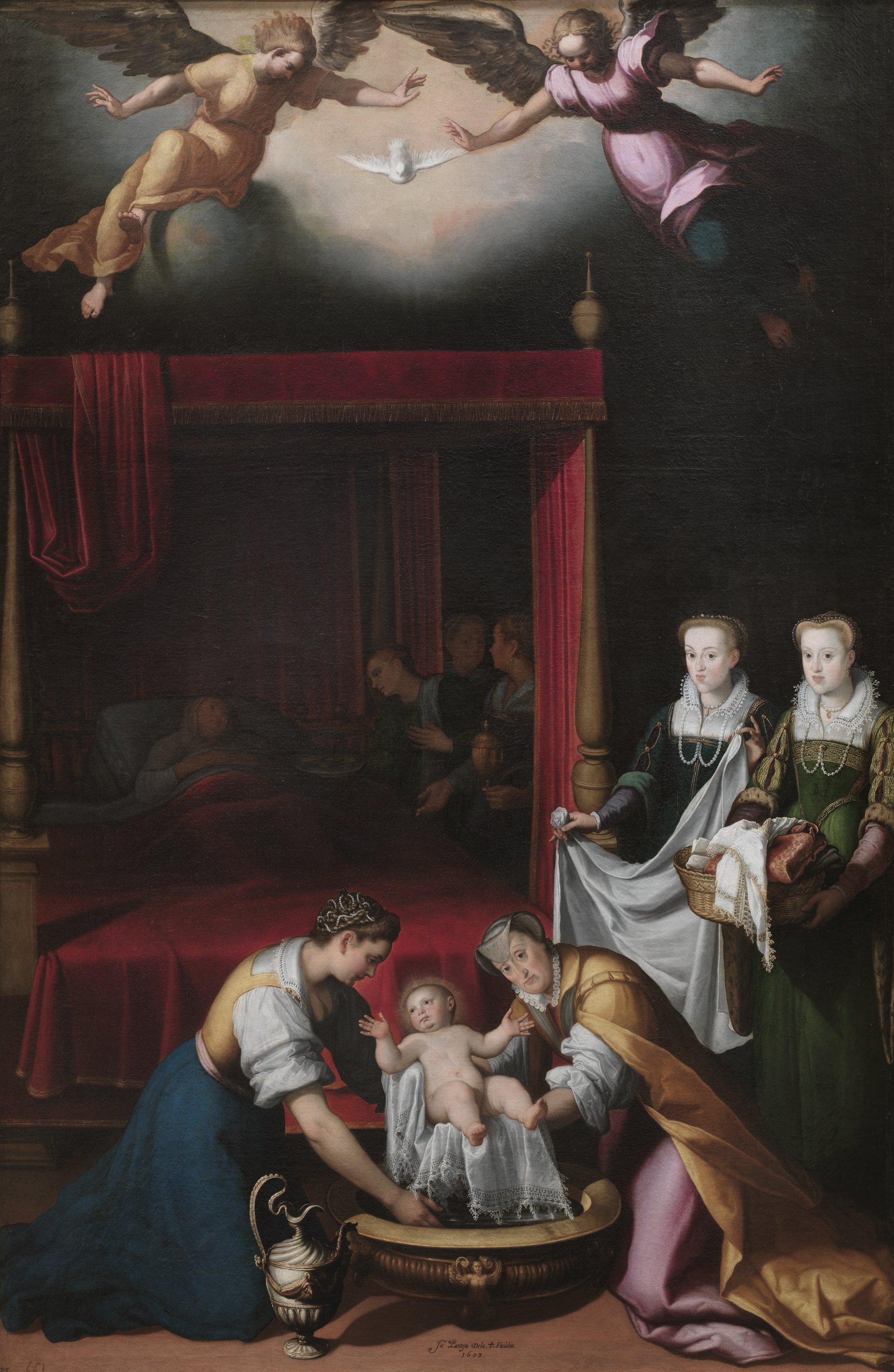
El nacimiento de la Virgen, de Juan Pantoja de la Cruz, 1603.
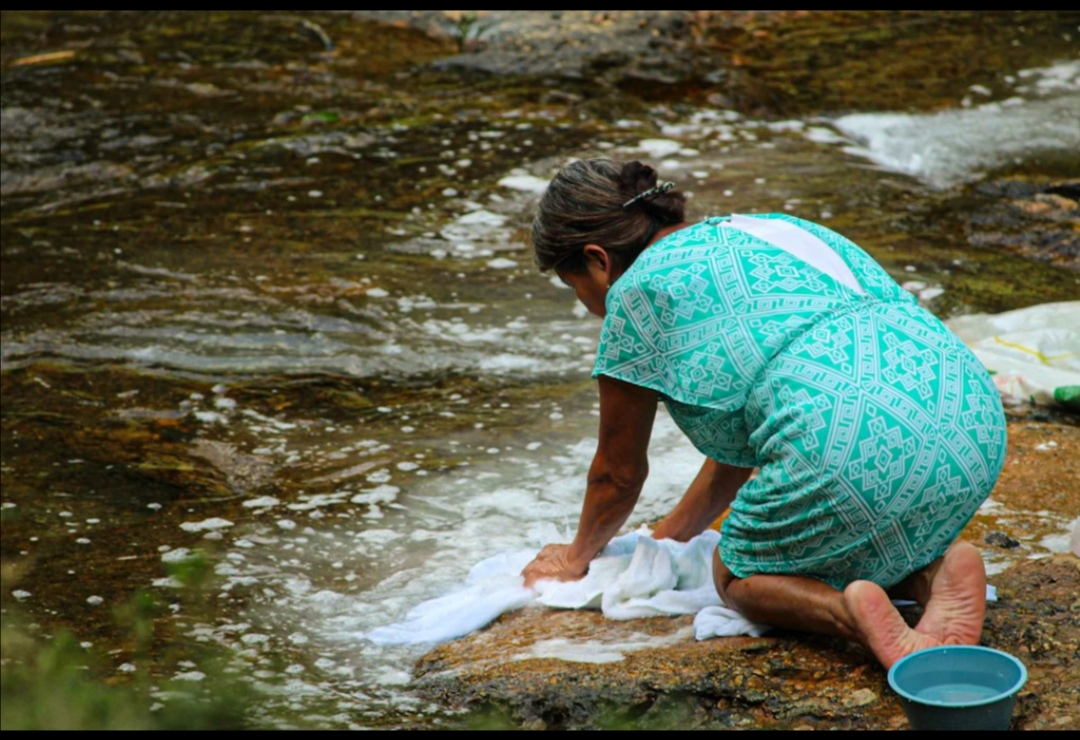
Mujer lavando en un río.
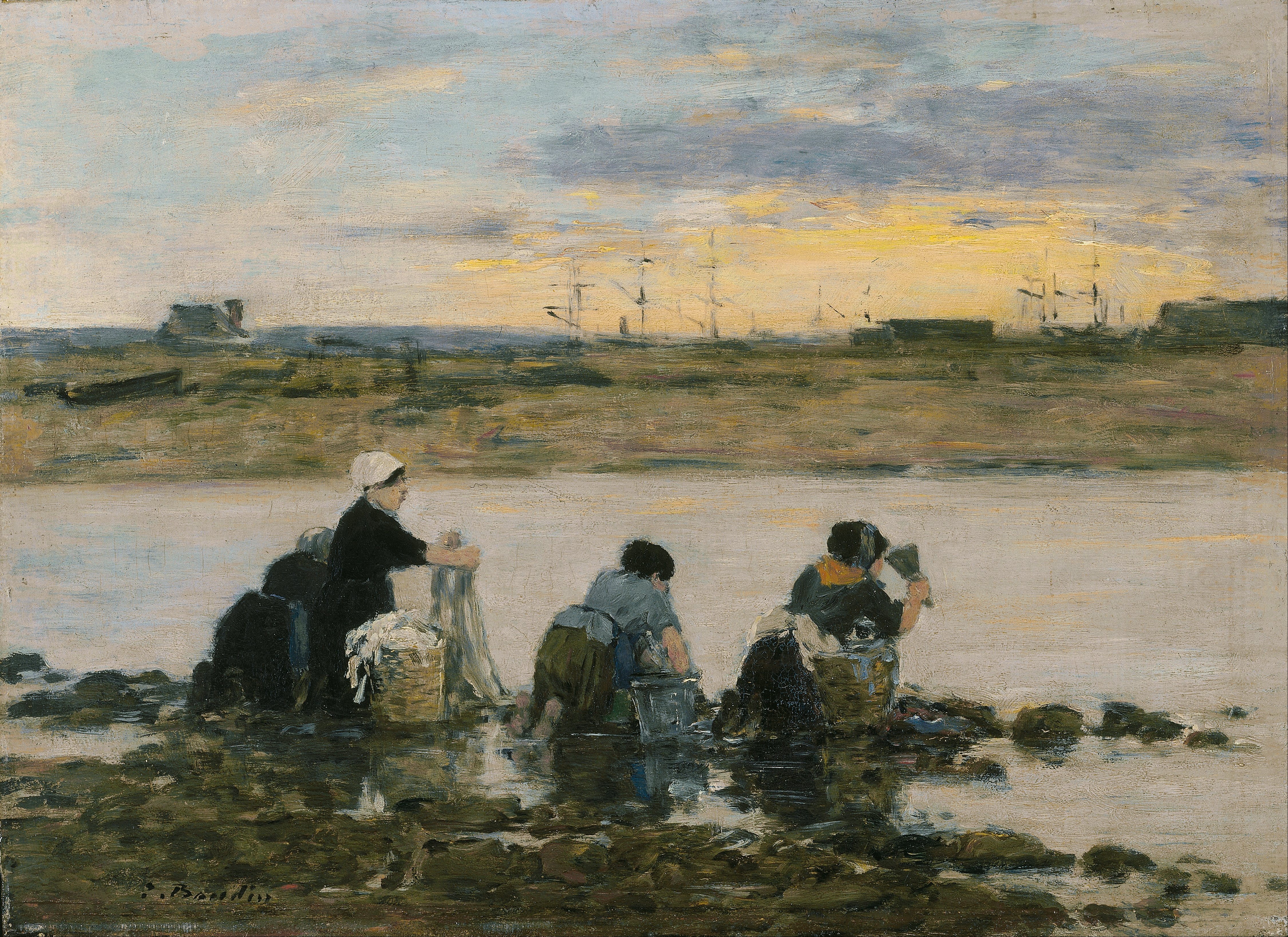
Mujeres lavando en el río, de Eugène Boudin, ca. 1880-1885.

## Trabajos en postura arrodillada
Algunos trabajos demandan mantenerse en una postura arrodillada, lo que les hace particularmente penosos, y pueden conllevar problemas físicos (los estudios arqueológicos identifican lesiones debidas a una actividad prolongada en tal postura).
Así sucede con muchas actividades que tradicionalmente se feminizan relegándolas a la condición de tareas domésticas. La invención de la fregona se reivindicó como una solución de una de esas situaciones.

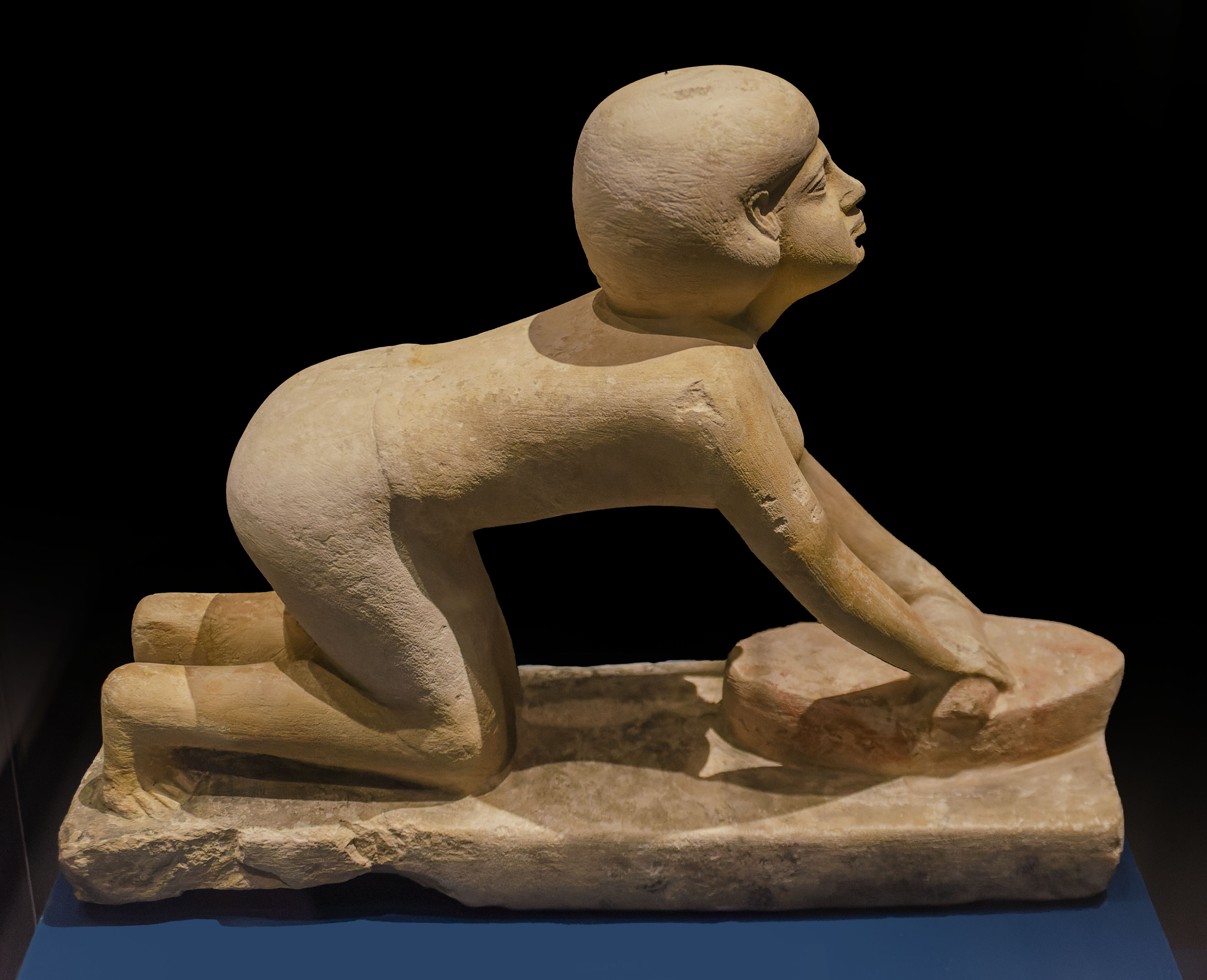
Figurilla del Imperio Antiguo de Egipto que representa a una mujer moliendo arrodillada.
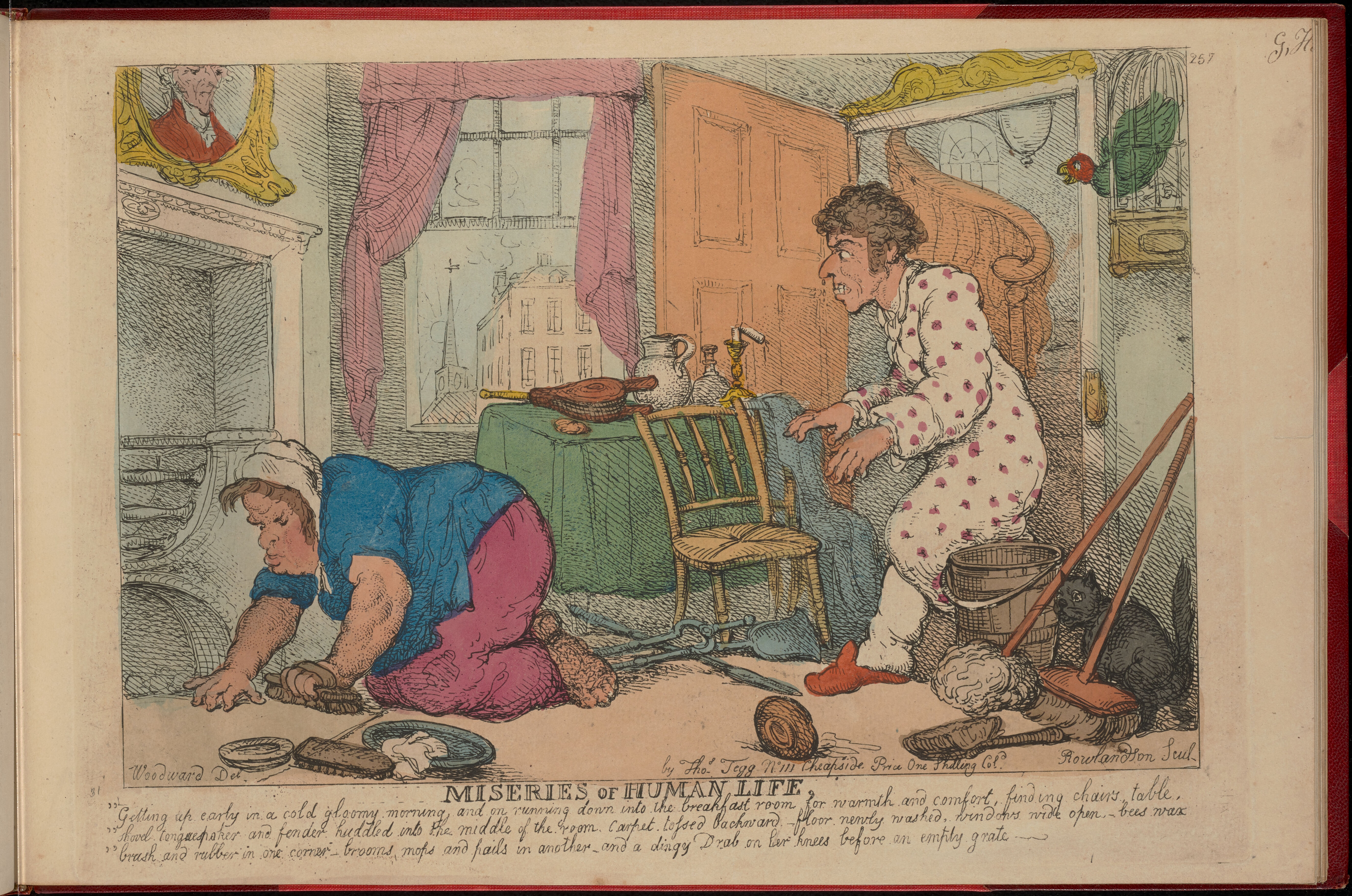
Dibujo satírico que representa a una mujer fregando arrodillada el suelo y a un hombre recién levantado de la cama.
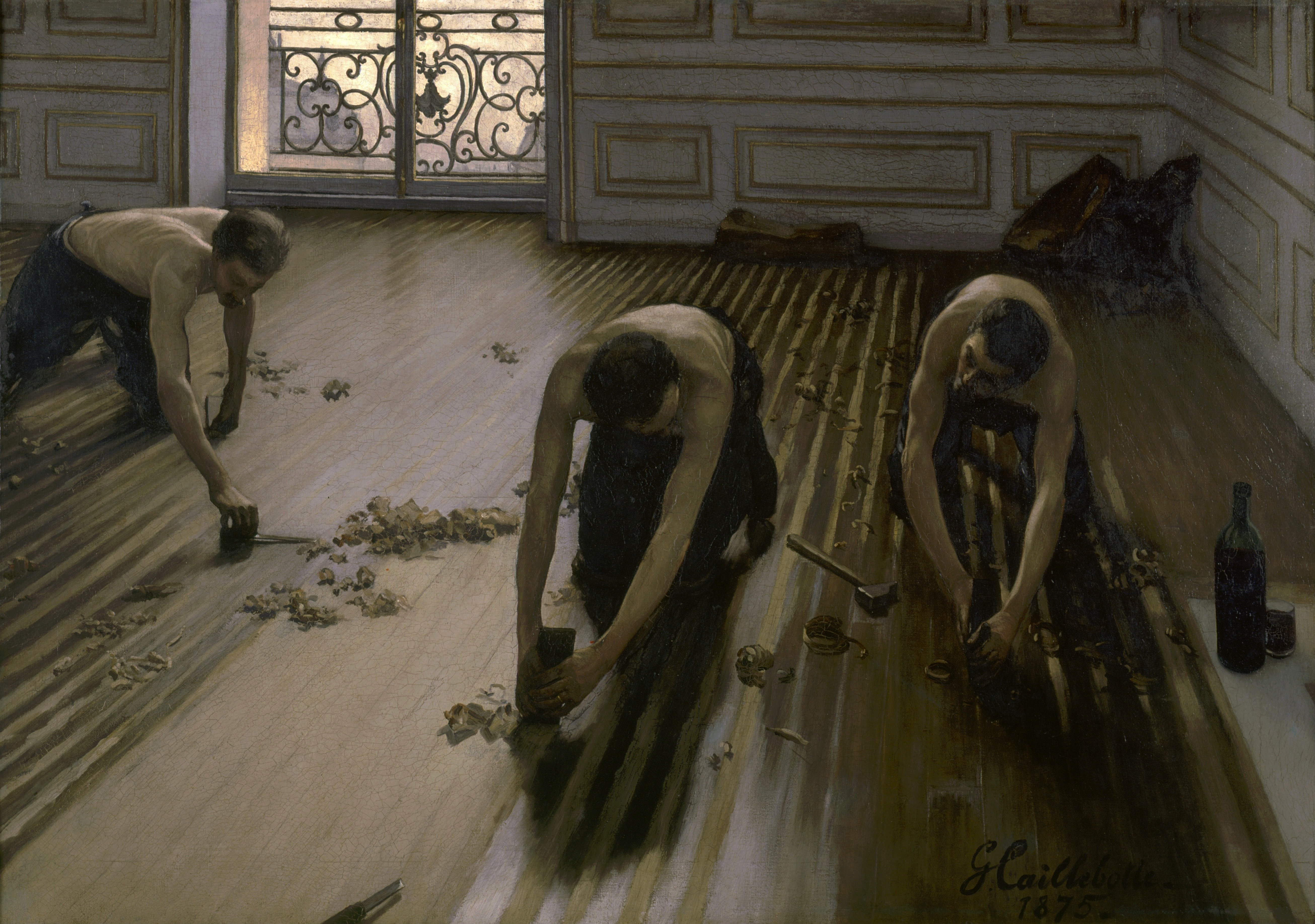
Los acuchilladores de parqué, de Gustave Caillebotte, 1875.
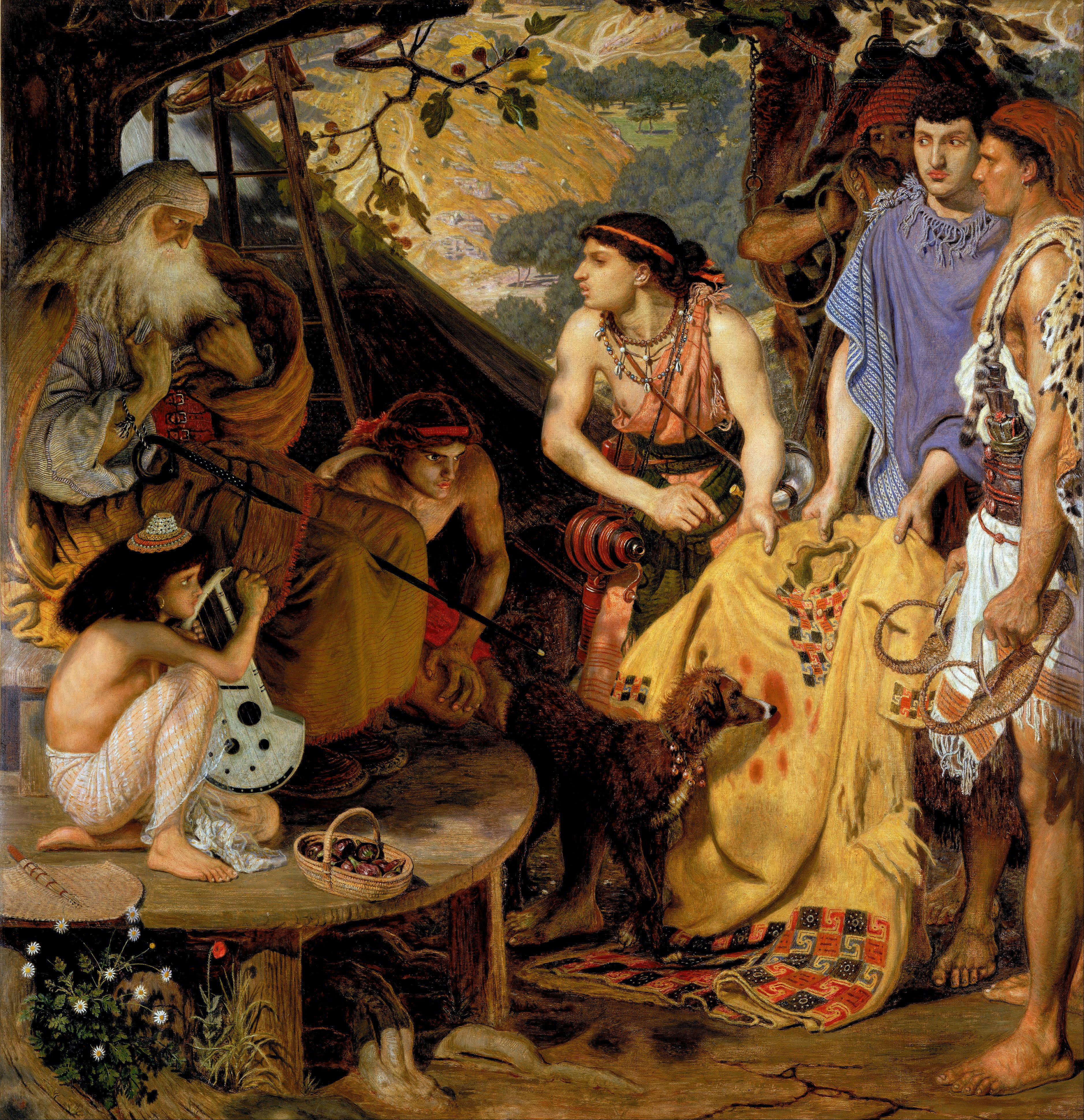
Niña tañendo un instrumento en una postura arrodillada, en una pintura de ambientación orientalista de Ford Madox Brown, ca. 1864-1866.

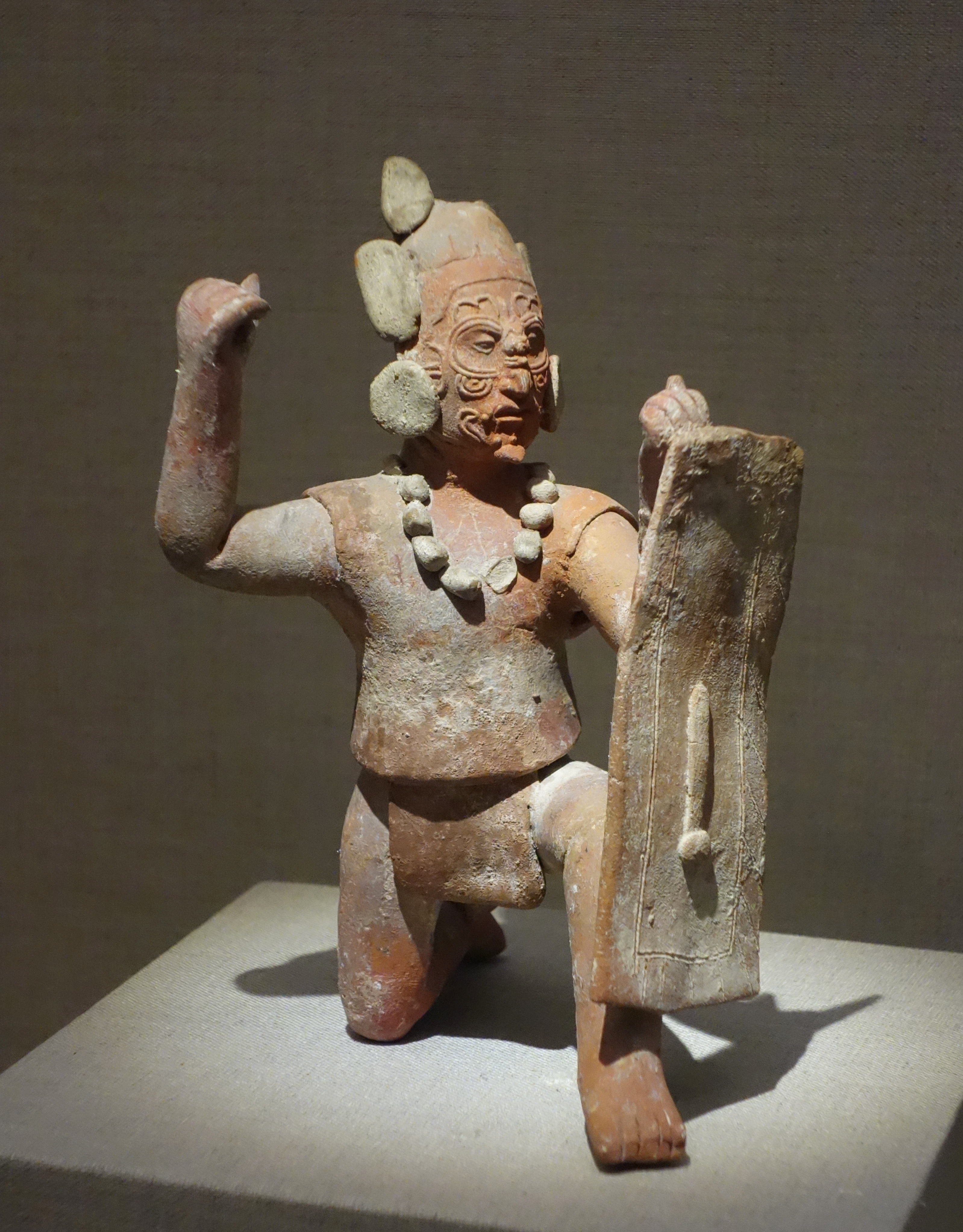
Guerrero maya, Campeche, ca. siglos VII-VIII.

## Posición militar
En el entrenamiento del tiro, así como en otros ejercicios militares, las maniobras y la práctica de las operaciones militares, es habitual adoptar una posición arrodillada, sea para ocultarse o defenderse o sea para mejorar la eficacia en el uso de las armas.

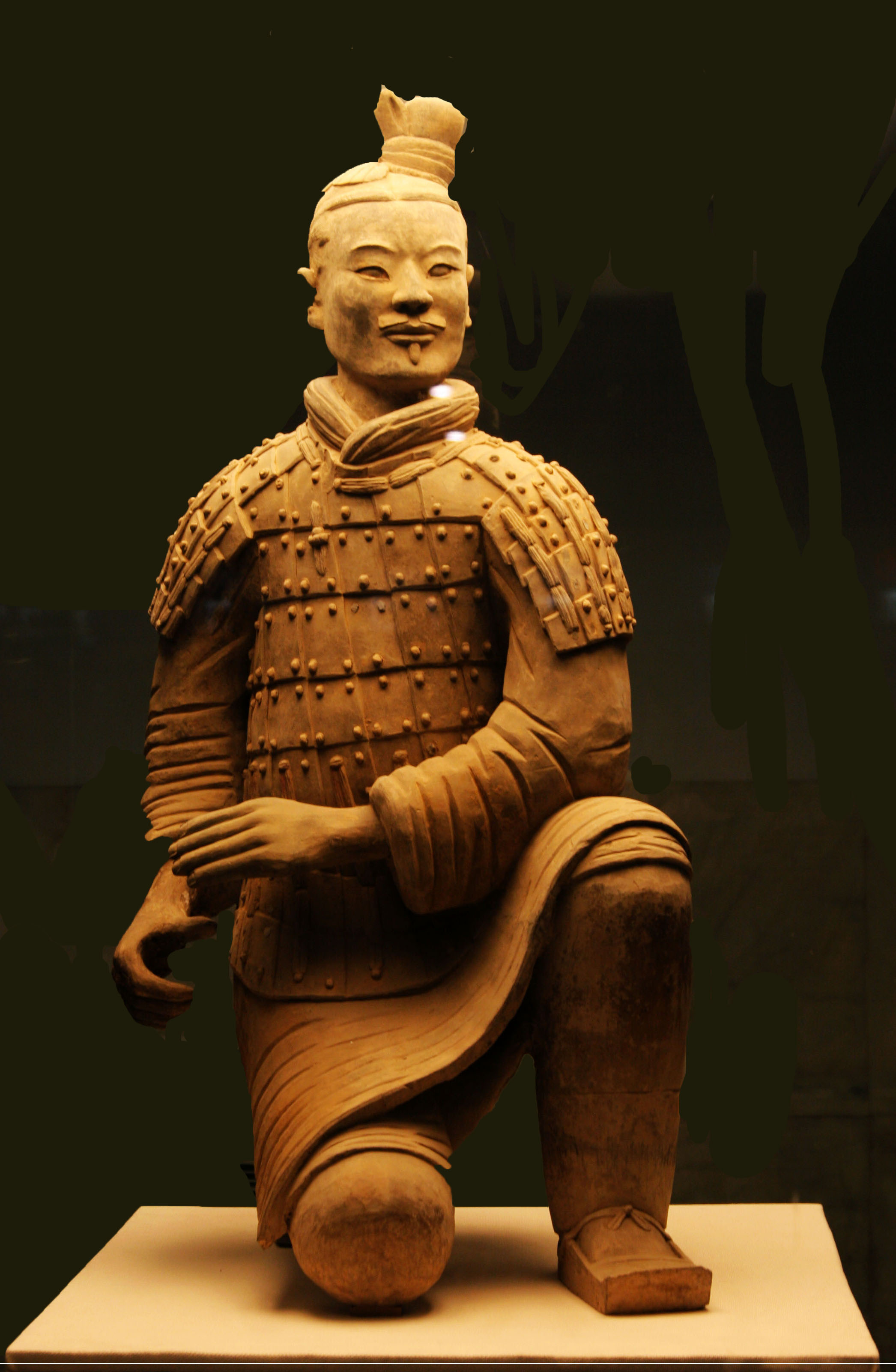
Uno de los guerreros chinos del ejército de terracota.
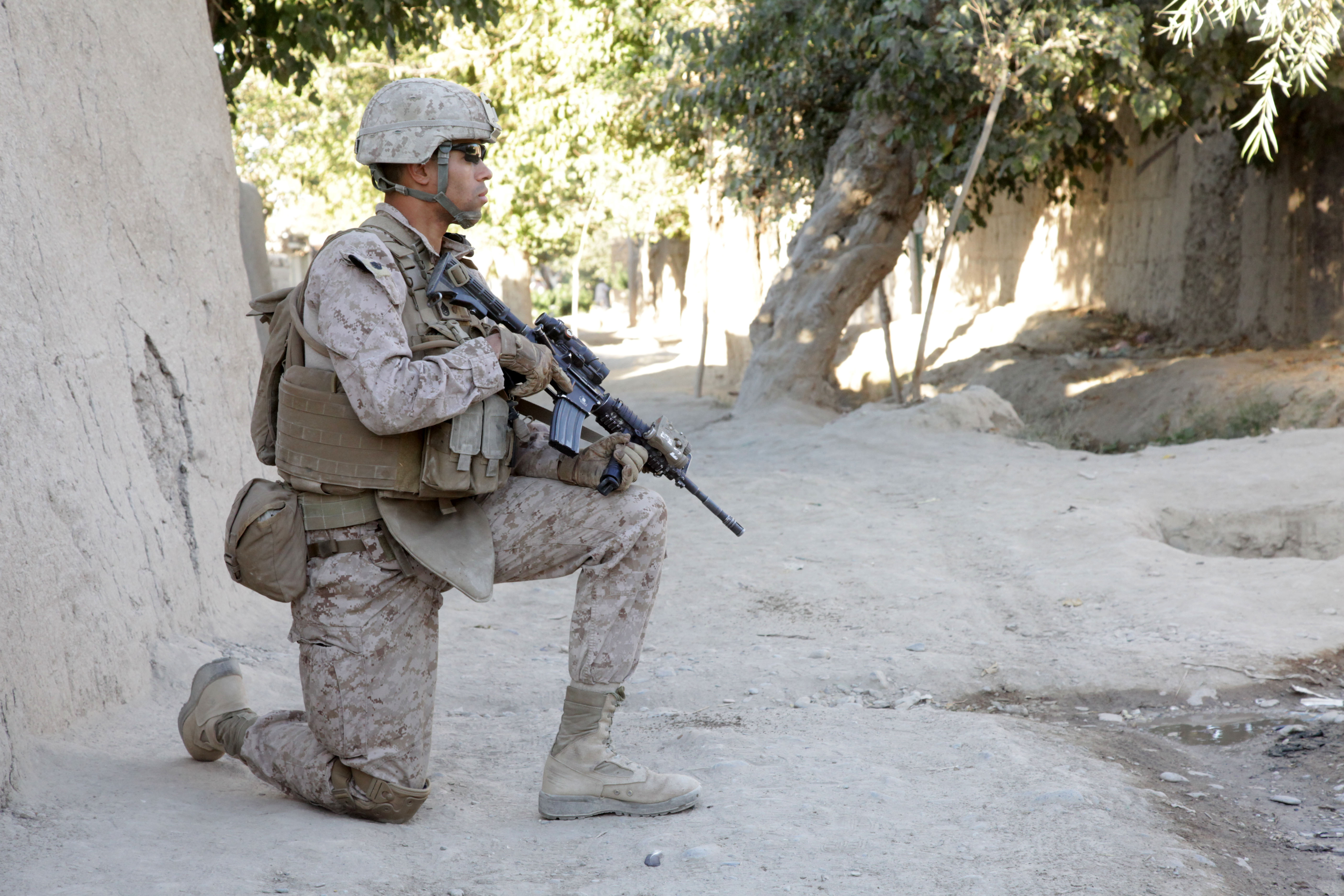
Soldado estadounidense en posición arrodillada.

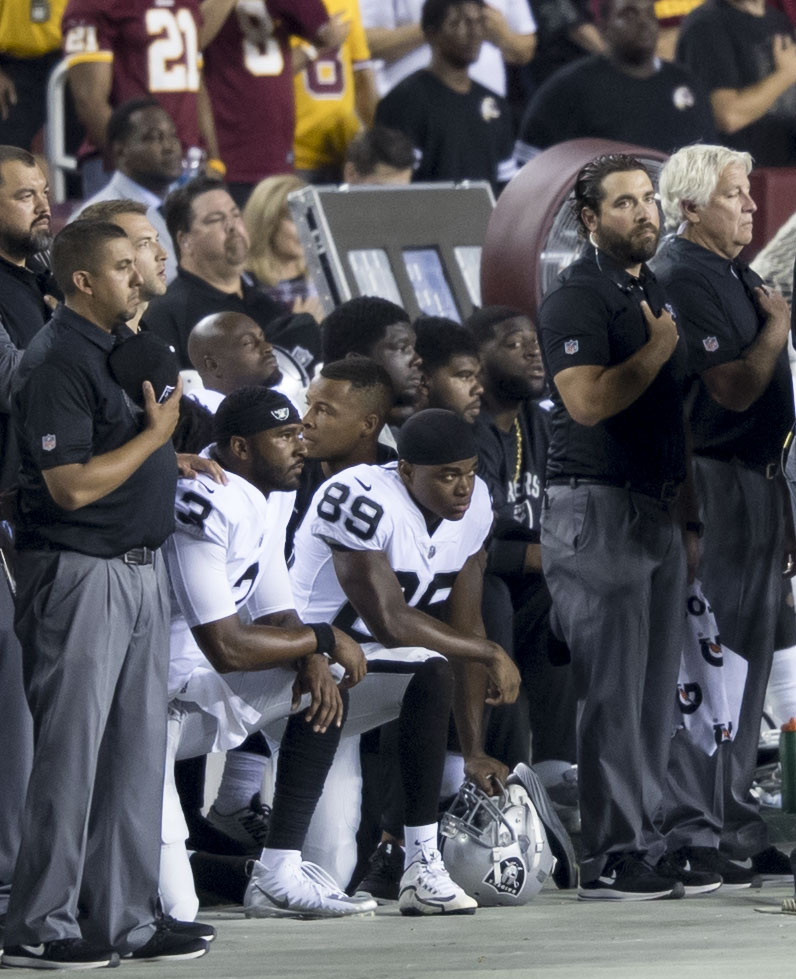
Protesta de jugadores mientras suena el himno nacional.

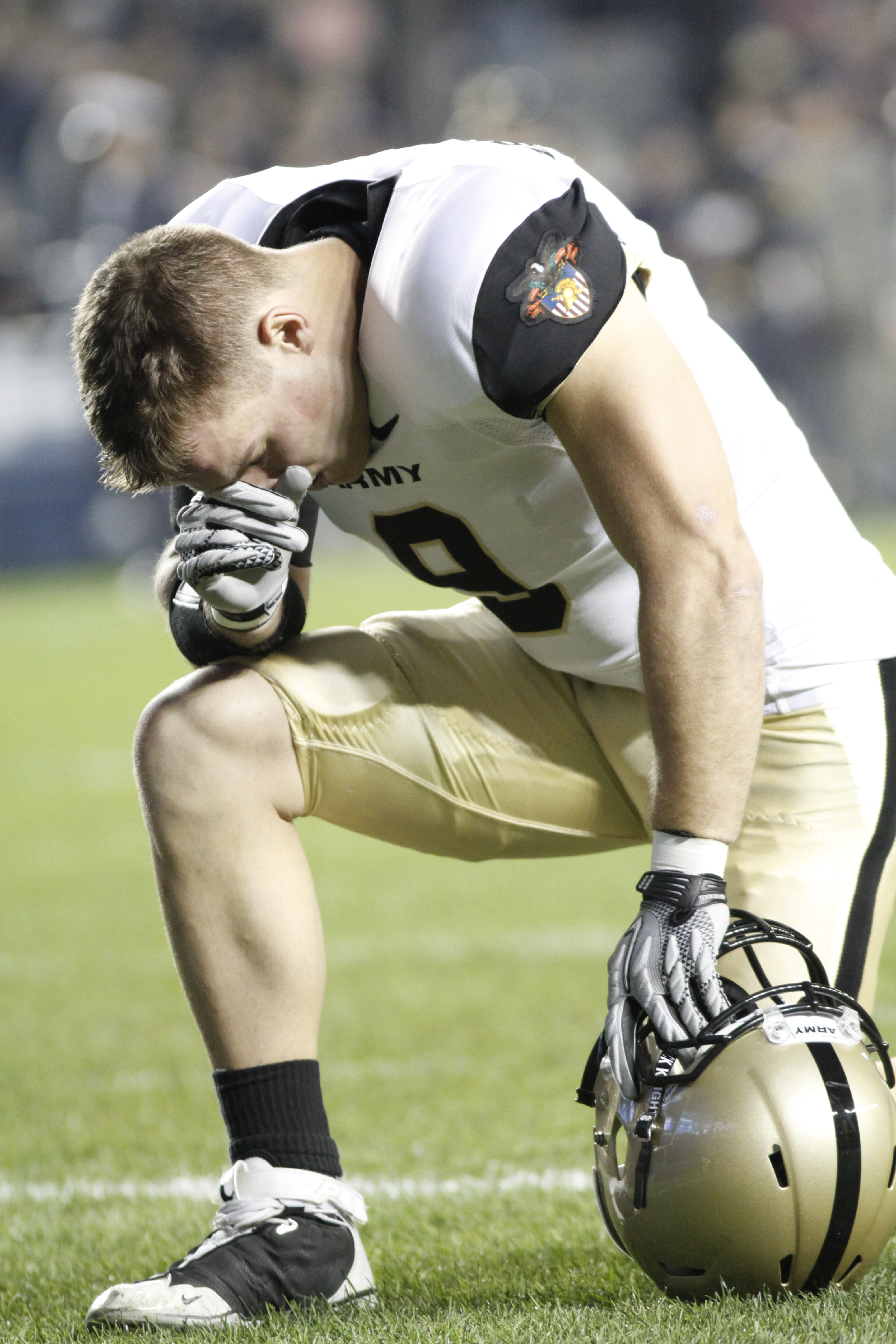
Un jugador de fútbol americano arrodillado antes del comienzo de un partido.

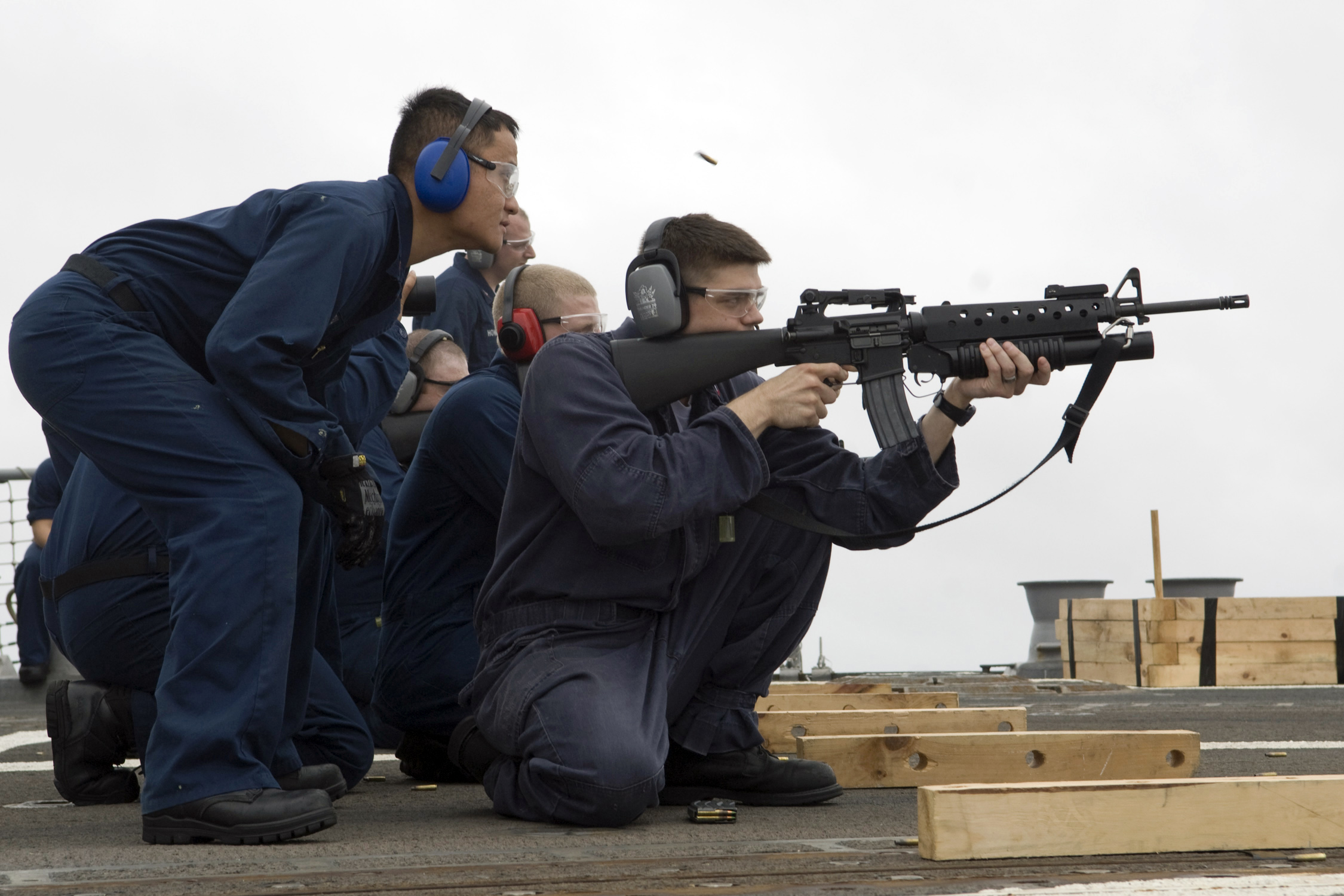
Soldado estadounidense en una práctica de tiro en posición arrodillada.

## Deporte
En contextos deportivos de Estados Unidos, el acto de apoyar una rodilla en el suelo (taking a knee o taking the knee) puede tener distintos significados. En la mayor parte de los contextos es un signo de respeto y solidaridad, por ejemplo, cuando un jugador de cualquier equipo se encuentra lesionado o necesita asistencia, y se continúa así hasta que el jugador ha salido del campo de juego y se debe continuar el encuentro. En otras ocasiones tiene un significado de protesta política o social, especialmente contra el racismo (protestas durante el himno).

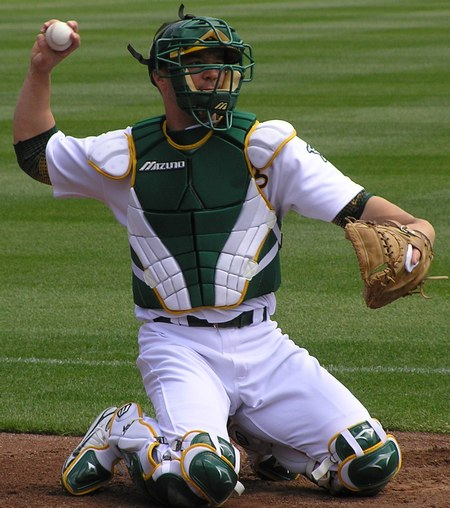
Receptor de béisbol arrodillado.
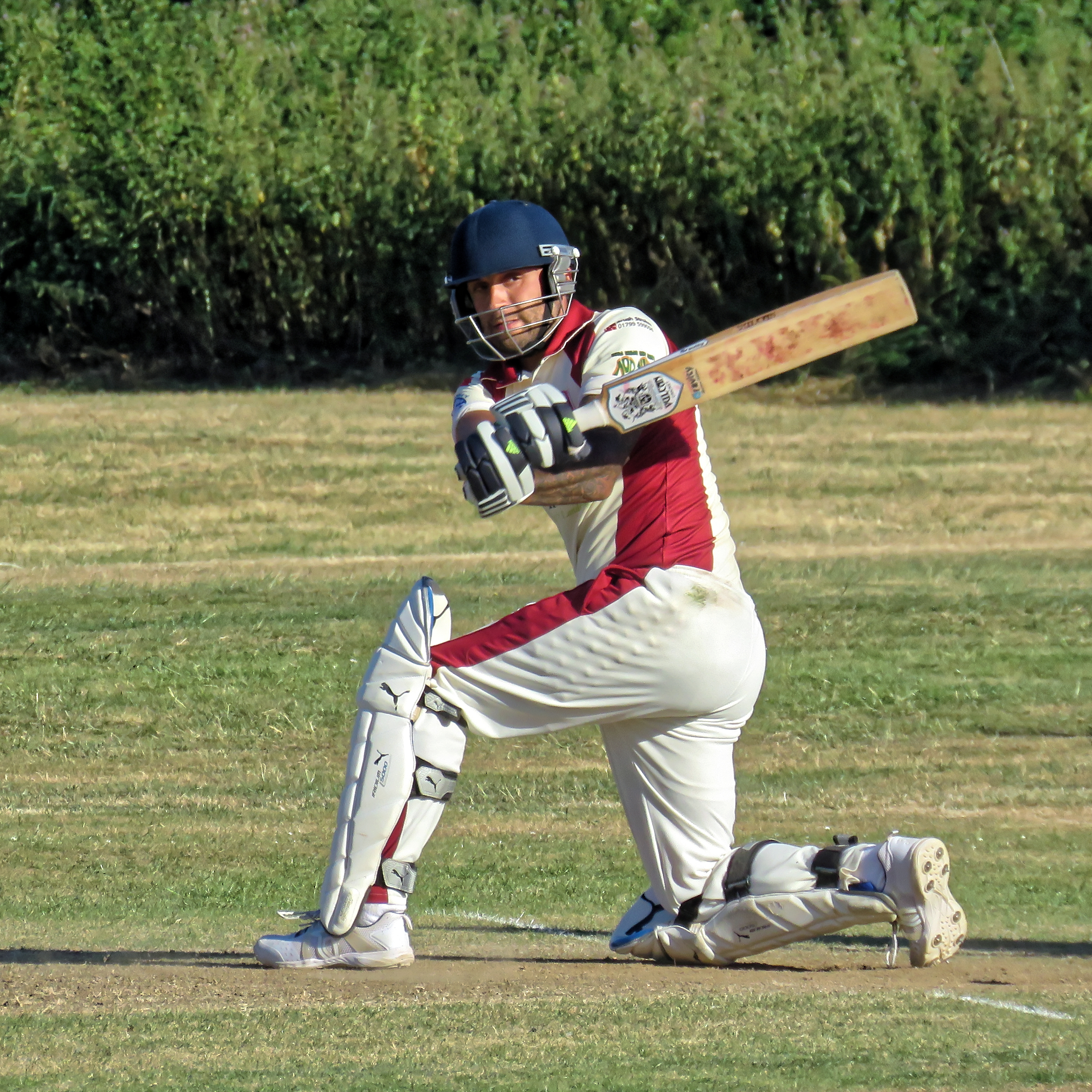
Jugador de cricket arrodillado.
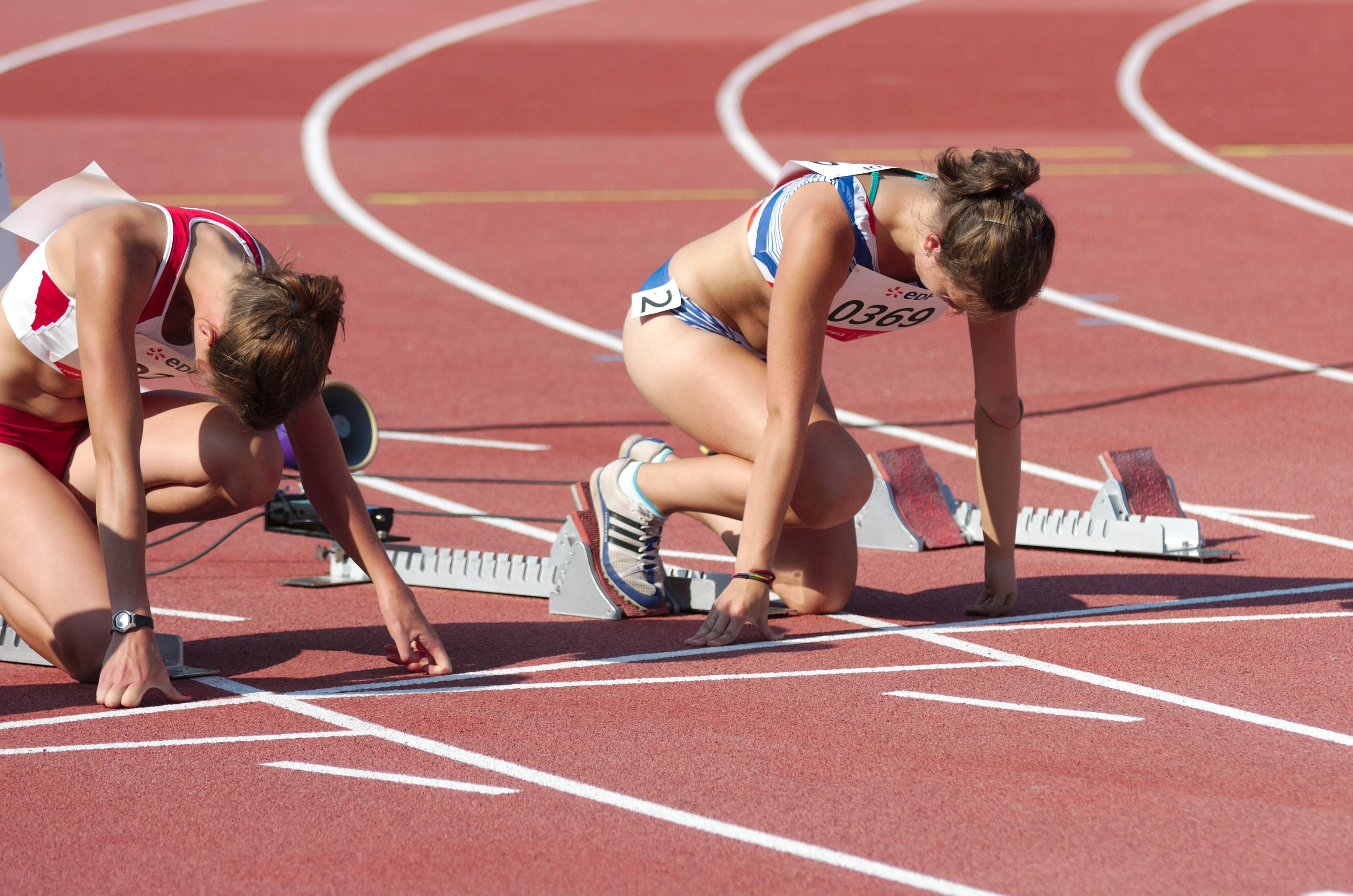
Atletas arrodillándose para el comienzo de una carrera.
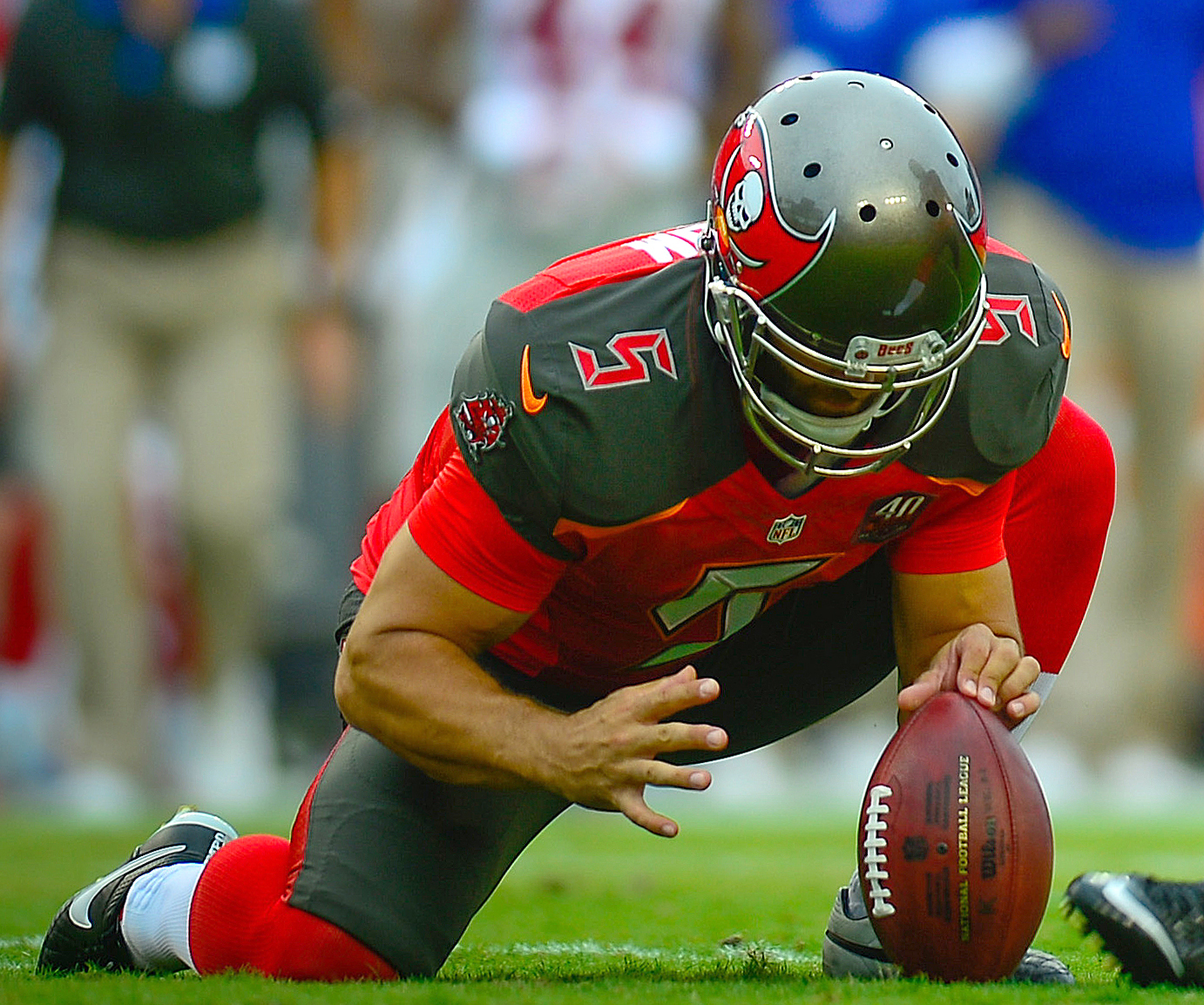
Jugador de fútbol americano arrodillado para sostener el balón que va poner en juego el pateador.
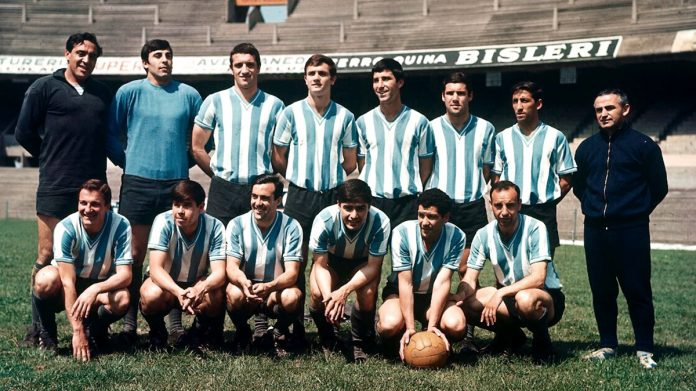
La postura arrodillada o en cuclillas es habitual en las fotografías del comienzo de un encuentro.
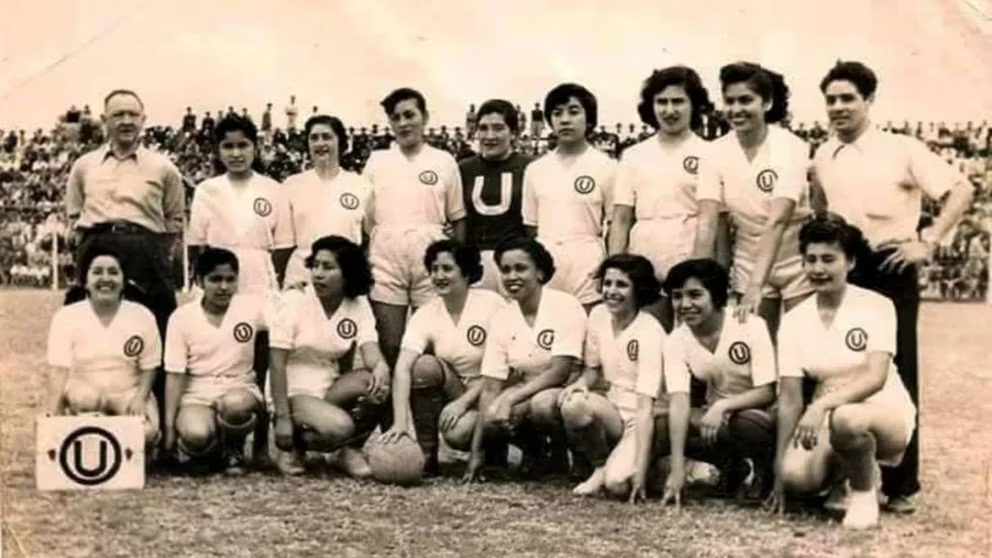
Ídem.

### Fútbol americano y canadiense
En fútbol americano y canadiense existe un lance del juego llamado quarterback kneel en el que un jugador provoca el final del juego con una mínima penalidad, lo que es útil cuando el tiempo restante es poco y no se desea arriesgar una corta ventaja en la puntuación.
En los mismos deportes, cualquier jugador que lleve el balón puede take a knee para indicar que no intenta avanzar más con él.

## Juegos infantiles
Es habitual que los niños adopten la posición arrodillada en sus juegos.

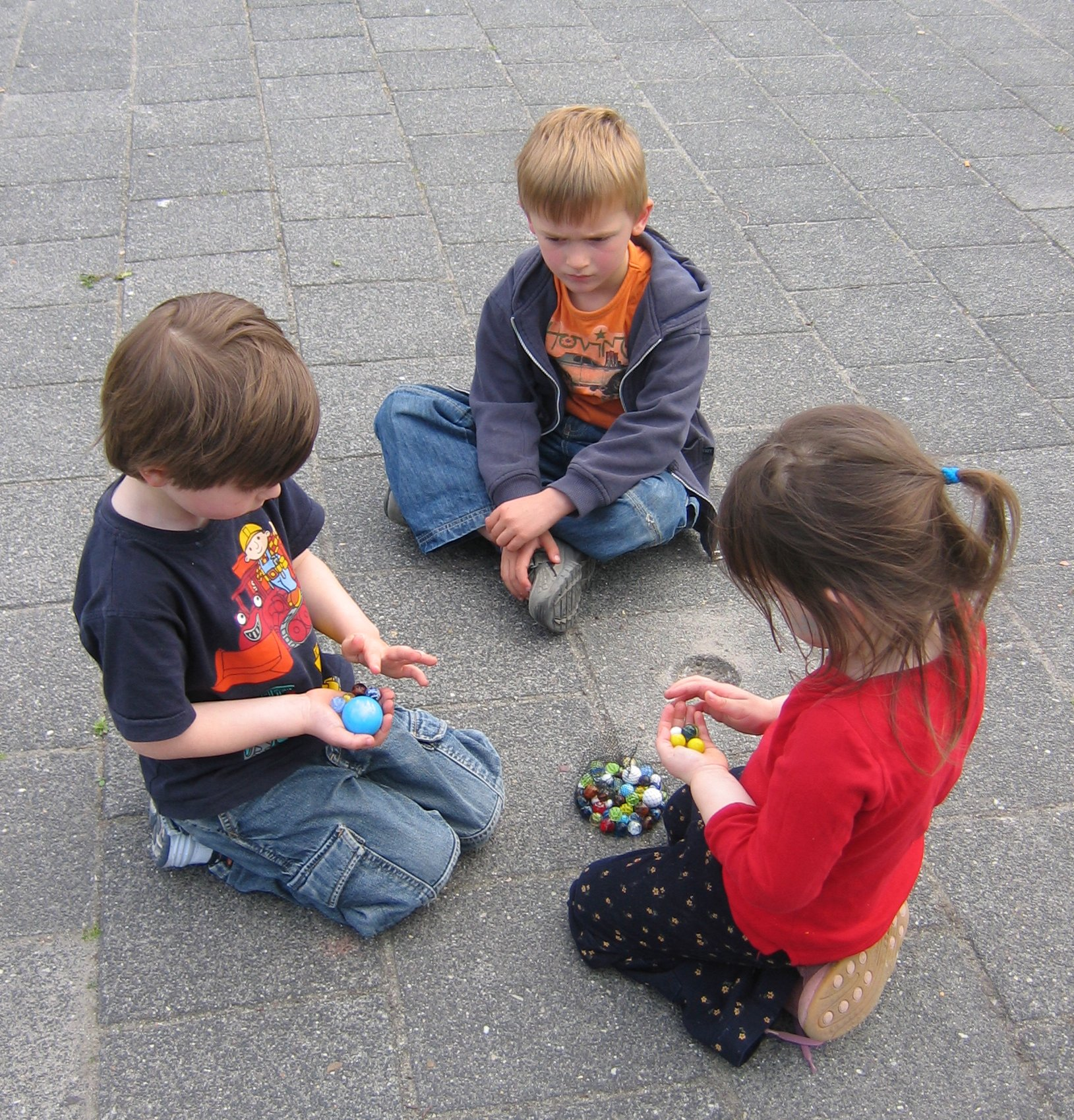
Niños arrodillados para jugar a las canicas.